# Liste der Biografien/Sk
Liste der Biografien |
Portal Biografien |
Personensuche
# |
A |
B |
C |
D |
E |
F |
G |
H |
I |
J |
K |
L |
M |
N |
O |
P |
Q |
R |
S |
T |
U |
V |
W |
X |
Y |
Z |
?
 
Sa |
Sb |
Sc |
Sd |
Se |
Sf |
Sg |
Sh |
Si |
Sj |
Sk |
Sl |
Sm |
Sn |
So |
Sp |
Sq |
Sr |
Ss |
St |
Su |
Sv |
Sw |
Sy |
Sz
Die Liste der Biografien führt alle Personen auf, die in der deutschsprachigen Wikipedia einen Artikel haben. Dieses ist eine Teilliste mit 1258 Einträgen von Personen, deren Namen mit den Buchstaben „Sk“ beginnt.

## Sk

### Ska
- Ska, Jean Louis (* 1946), belgischer römisch-katholischer Priester und Theologe
- Skåål, Lars (1949–2022), schwedischer Wasserballspieler
- Skaaland, Arnold (1925–2007), US-amerikanischer Wrestler und Wrestlingmanager
- Skaale, Sjúrður (* 1967), färöischer Politiker und Künstler
- Skaane, Jørn (* 1965), norwegischer Radrennfahrer
- Skaane, Roar (* 1970), norwegischer Radrennfahrer
- Skaanes, Håkon (* 1999), norwegischer Skilangläufer
- Skaanes, Marte (* 1996), norwegische Skilangläuferin
- Skaanes, Øyvind (* 1968), norwegischer Skilangläufer
- Skaar (* 1998), norwegische Sängerin
- Skaare, Bjørn (1958–1989), norwegischer Eishockeyspieler
- Skaarenborg, Sally (* 1989), dänische Squashspielerin
- Skaarup Rasmussen, Anders (* 1989), dänischer Badmintonspieler
- Skaarup, Bi (1952–2014), dänische Historikerin
- Skaarup, Jørn (1925–1987), dänischer Badmintonspieler
- Skaarup, Peter (* 1964), dänischer Politiker
- Skaat, Harel (* 1981), israelischer Sänger
- Skaba, Martin (1935–2024), deutscher Fußballspieler
- Skaba, Toni (* 1932), deutscher Fußballspieler und -trainer
- Skabejewa, Olga Wladimirowna (* 1984), russische Journalistin und FernsehmoderatorinOlga Wladimirowna Skabejewa (* 1984)

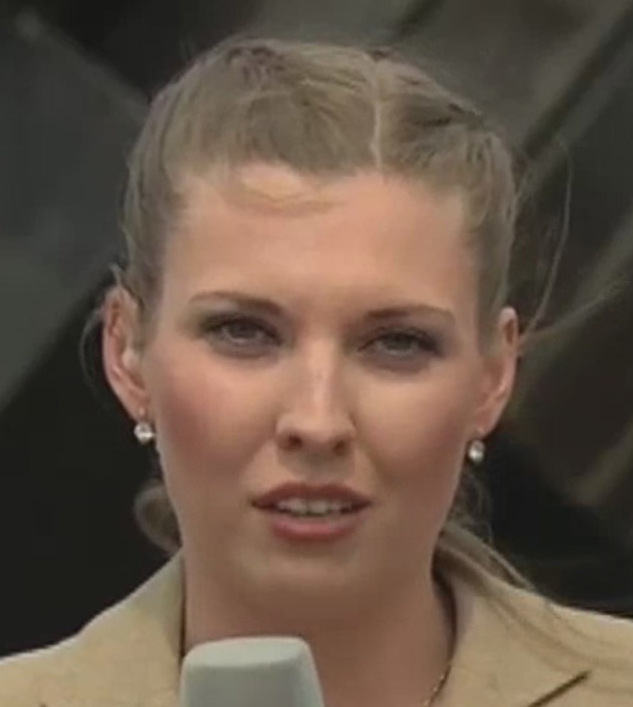
Olga Wladimirowna Skabejewa (* 1984)

- Skabejka, Andrej (* 1995), belarussischer Hochspringer
- Skåber, Linn (* 1970), norwegische Schauspielerin, Komikerin und Schriftstellerin
- Skabo, Eivind (1916–2006), norwegischer Kanute
- Skácel, Jan (1922–1989), tschechischer Dichter
- Skácel, Jindřich (* 1979), tschechischer Fußballspieler
- Skácel, Rudolf (* 1979), tschechischer Fußballspieler
- Škach, Jaroslav (* 1975), tschechischer Volleyballspieler
- Skačkauskas, Julius (* 1982), litauischer Politiker
- Skade, Fritz (1898–1971), deutscher Maler und Grafiker
- Skåden, Magne Domantrener (* 1977), norwegisch-samischer Schriftsteller
- Skadiņš, Andris (* 2005), lettischer Zehnkämpfer
- Skadowskyj, Mykola (1845–1892), ukrainischer und russischer Genremaler
- Skaf, May (1969–2018), libanesisch-syrische Film- und Fernsehschauspielerin, Comedian und AktivistinMay Skaf (1969–2018)

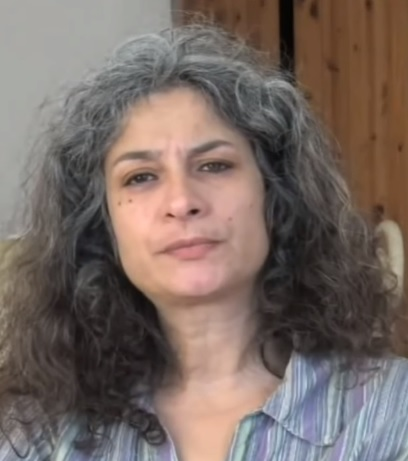
May Skaf (1969–2018)

- Skagen, Fredrik (1936–2017), norwegischer Schriftsteller und Bibliothekar
- Skaggs, David (* 1943), US-amerikanischer Politiker
- Skaggs, Jimmie F. (1944–2004), US-amerikanischer Schauspieler
- Skaggs, Ricky (* 1954), US-amerikanischer Country- und Bluegrass-Musiker
- Skaggs, Tyler (1991–2019), US-amerikanischer Baseballspieler
- Skagnæs, Leif (1903–1956), norwegischer Skisportler
- Skah, Khalid (* 1967), marokkanischer Leichtathlet
- Skai, Hollow (* 1954), deutscher Musikjournalist, Redakteur und Biograf
- Skaife, Mark (* 1967), australischer Autorennfahrer
- Skaines, Geoff (* 1953), australischer Radrennfahrer
- Skaisgirytė-Liauškienė, Asta (* 1966), litauische Diplomatin und Politikerin
- Skaistė, Gintarė (* 1981), litauische konservative Politikerin, Mitglied des Seimas
- Skaka, Abdulah (* 1983), bosnischer Politiker, Bürgermeister von Sarajevo
- Skakowsky, Anatol (1914–2011), russischer Schauspieler, Theaterpädagoge, Regisseur und Vertreter des Realismus
- Skakun, Natalija (* 1981), ukrainische Gewichtheberin
- Skakun, Witalij (1996–2022), ukrainischer Marinesoldat und militärischer Held
- Skal, David J. (1952–2024), US-amerikanischer Kulturhistoriker, Horror- und Science-Fiction-Autor
- Skal, Mirjam (* 1996), Schweizer Musikerin, Komponistin und Musikproduzentin
- Skála, Annfinnur í (* 1941), färöischer Schriftsteller
- Skála, Emil (1928–2005), tschechischer Germanist
- Skála, František (* 1956), tschechischer Bildhauer
- Skala, Heinz J. (1942–2019), österreichischer Statistiker und Wirtschaftswissenschaftler
- Skala, Hugo (1833–1913), österreichischer Politiker
- Skala, Jakub (1851–1925), katholischer Dekan
- Skala, Jan (1889–1945), sorbischer Publizist und Schriftsteller
- Skala, Julia (* 1995), deutsche Triathletin
- Skala, Karl (1924–2006), österreichischer Dichter
- Skala, Klaramaria (1921–2006), österreichische Schauspielerin
- Skala, Lilia (1896–1994), US-amerikanische Film- und Theaterschauspielerin österreichischer Herkunft
- Skala, Lothar (1952–2008), deutscher Fußballspieler
- Skala, Othmar (1895–1958), österreichischer Lehrer und Heimatforscher
- Skalák, Jiří (* 1992), tschechischer Fußballspieler
- Skalak, Richard (1923–1997), US-amerikanischer Ingenieurwissenschaftler
- Škalda, Josef (1894–1942), tschechoslowakischer Soldat und Widerstandskämpfer
- Skáldaspillir, Eyvindr, norwegischer Skalde
- Skalde, Jarrod (* 1971), kanadischer Eishockeyspieler und -trainer
- Skalden, Norbert (1936–1981), deutscher Schauspieler
- Skaldina, Oksana (* 1972), ukrainische Turnerin
- Skalecki, Georg (* 1959), deutscher Denkmalpfleger, Leiter des Landesamtes für Denkmalpflege Bremen
- Skalecki, Liliane (* 1958), deutsche Kunsthistorikerin und Krimiautorin
- Skalič, Jasmina (* 1994), slowenische Fußballspielerin und -schiedsrichterin
- Skalić, Pavao (1534–1575), Humanist, Abenteurer und Autor
- Skalička, Karel (1896–1979), tschechoslowakischer Schachspieler
- Skalička, Vladimír (1909–1991), tschechischer Sprachwissenschaftler
- Skalický, Karel (* 1934), tschechischer römisch-katholischer Theologe
- Skalicky, Peter (* 1941), österreichischer Physiker, Rektor der Technischen Universität Wien
- Skalický, Vladimír (1930–1993), tschechischer Botaniker
- Skalin, Igor Anatoljewitsch (* 1970), russischer Segler
- Skalitzky, Karl (1841–1914), böhmischer Jurist und Entomologe
- Skalitzky, Sepp (1901–1992), deutscher Lyriker und Erzähler, von Beruf Lehrer
- Skalkottas, Nikos (1904–1949), griechischer Komponist
- Skalkowski, Apollon Alexandrowitsch (1808–1899), russischer Historiker
- Skalkowski, Konstantin Apollonowitsch (1843–1906), russischer Bergbauingenieur und Theaterkritiker
- Skall, Otto (1884–1942), tschechisch-österreichischer Fotograf
- Skall, William V. (1897–1976), US-amerikanischer Kameramann
- Skallagrímr Kveldúlfsson, norwegischer Wikinger, Skalde und einer der ersten Besiedler Islands
- Skallak, Jonay Pineda (* 2001), schwedischer Schauspieler
- Skalniak-Sójka, Agnieszka (* 1997), polnische RadrennfahrerinAgnieszka Skalniak-Sójka (* 1997)

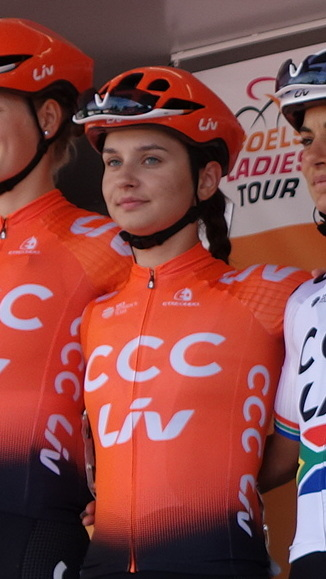
Agnieszka Skalniak-Sójka (* 1997)

- Skalnik, Kurt (1925–1997), österreichischer Journalist und Sektionschef
- Skalníková, Eva (* 1985), tschechische Skilangläuferin
- Skalovski, Todor (1909–2004), mazedonischer Komponist
- Skalská-Neuwirthová, Vida (* 1962), tschechische Schauspielerin und heutige Autorin für Kinderliteratur
- Skalski, Detlef (* 1937), deutscher Diplom-Ingenieur, Bibliothekar und Hochschullehrer für Bibliothekswissenschaft
- Skalski, Johanna (* 1977), polnisch-deutsche Politikerin (SPD), MdL
- Skalski, Mary Jane, US-amerikanische Filmproduzentin
- Skalski, Stanisław (1915–2004), polnischer Jagdflieger und Offizier der polnischen Luftwaffe im Zweiten Weltkrieg
- Skalski, Tomasz (* 1989), belgisch-polnischer Snookerspieler
- Skalský, Gustav Adolf (1857–1926), tschechischer evangelisch-lutherischer Theologe, Geistlicher und Hochschullehrer
- Skalsky, Martin (* 1977), schweizerisch-tschechischer Komponist, hauptsächlich für Filmmusik
- Skalstad, Hans (* 1964), norwegischer Radrennfahrer
- Skaltsogiannis, Athanasios (* 1878), griechischer Leichtathlet
- Skalvy, Gordon (* 1997), österreichischer Leichtathlet
- Skalweit, August (1879–1960), deutscher Volkswirt und Hochschullehrer
- Skalweit, Bruno (1867–1926), deutscher Agronom, Hochschullehrer für landwirtschaftliche Betriebslehre in Königsberg
- Skalweit, Johannes (1844–1887), deutscher Chemiker und Hochschullehrer
- Skalweit, Julius (1841–1891), deutscher Architekt und Baubeamter
- Skalweit, Stephan (1914–2003), deutscher Historiker
- Skamarakas, Kęstutis (* 1952), litauischer Politiker
- Skamarakas, Matas (* 1988), litauischer Politiker
- Skambraks, Tanja (* 1980), deutsche Historikerin
- Skambraks, Ulrich (* 1954), deutscher Autor und Publizist
- Skamira, Willi (1897–1945), deutscher Politiker (KPD), MdR
- Škamlová, Chantal (* 1993), slowakische Tennisspielerin
- Skammelsrud, Bent (* 1966), norwegischer Fußballspieler
- Škampa, Milan (1928–2018), tschechischer Violine- und Viola-Spieler
- Skamper, Bernhard (1898–1964), deutscher Schwimmer, Sportjournalist, Trainer und Verbandsfunktionär
- Skamper, Karl-Bernd (1936–2024), deutscher Sportjournalist
- Skamrahl, Erwin (* 1958), deutscher Leichtathlet und Olympiateilnehmer
- Skan, Sylvia (1897–1972), britische Mathematikerin
- Skanåker, Ragnar (* 1934), schwedischer Sportschütze
- Skanavi, Katia (* 1971), russische Pianistin
- Skandagupta, Herrscher im nordindischen Reich der Gupta (455–467)
- Skandalidis, Ioannis (1776–1825), griechischer Politiker
- Skandalis, Georges (* 1955), griechisch-französischer Mathematiker
- Skandar, Georges (1927–2018), libanesischer Geistlicher, Bischof von Zahlé
- Skandera, Reinhard (* 1953), deutscher Fußballspieler
- Skanderbeg (1405–1468), albanischer Fürst und Nationalheld AlbaniensSkanderbeg (1405–1468)

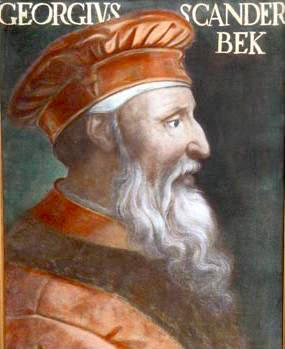
Skanderbeg (1405–1468)

- Skands, Karina (* 1966), dänische Schauspielerin
- Skansi, Petar (1943–2022), jugoslawischer bzw. kroatischer Basketballspieler und -trainer
- Škantár, Ladislav (* 1983), slowakischer Kanute
- Škantár, Peter (* 1982), slowakischer Kanute
- Skantze, Lawrence A. (1928–2018), US-amerikanischer Pilot, General, Vize-Stabschef der US-Luftwaffe
- Skantze, Margareta (* 1943), schwedische Schriftstellerin, Journalistin und Theaterregisseurin
- Skar, Sindre Bjørnestad (* 1992), norwegischer Skilangläufer
- Skar, Siri (* 2003), norwegische Biathletin
- Škarabela, Petr (* 1967), tschechischer Fußballspieler
- Skarabis, Richard (1895–1990), deutscher SS-Führer
- Skarba-Wallraff, Julius (1883–1943), deutscher Architekt
- Skarbalius, Aurelijus (* 1973), litauischer Fußballspieler und -trainer
- Skarbalius, Egidijus (* 1967), litauischer Politiker
- Skarbalius, Valdas (* 1983), litauischer Politiker (Seimas)
- Skarbek, Jan (1885–1951), polnischer römisch-katholischer Priester und Chronist
- Skarbek, Krystyna (1908–1952), polnisch-britische AgentinKrystyna Skarbek (1908–1952)

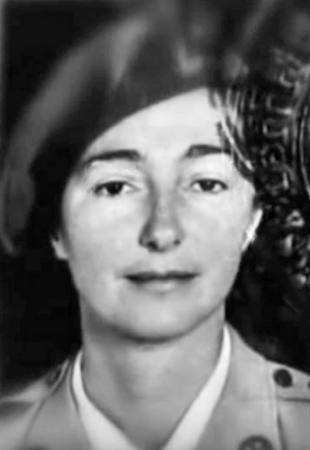
Krystyna Skarbek (1908–1952)

- Skarbek-Malczewski, Rafał (* 1982), polnischer Snowboarder
- Skarbina, Franz (1849–1910), deutscher Maler des Impressionismus, Zeichner, Radierer und Illustrator
- Skarbø, Erika Espeseth (* 1987), norwegische Fußballtorhüterin
- Skarbovskis, Fritz (1944–2016), deutscher Imbissverkäufer und Dresdner Stadtoriginal
- Skard, Åse Gruda (1905–1985), norwegische Hochschullehrerin, Kinderpsychologin und Autorin
- Skard, Halldor (* 1973), norwegischer Nordischer Kombinierer
- Skard, Torild (* 1936), norwegische Politikerin, Mitglied des Storting, UN-Beamtin und Frauenrechtlerin
- Skårdal, Atle (* 1966), norwegischer Skirennläufer
- Skårderud, Finn (* 1956), norwegischer Psychiater, Psychotherapeut, Autor und ProfessorFinn Skårderud (* 1956)

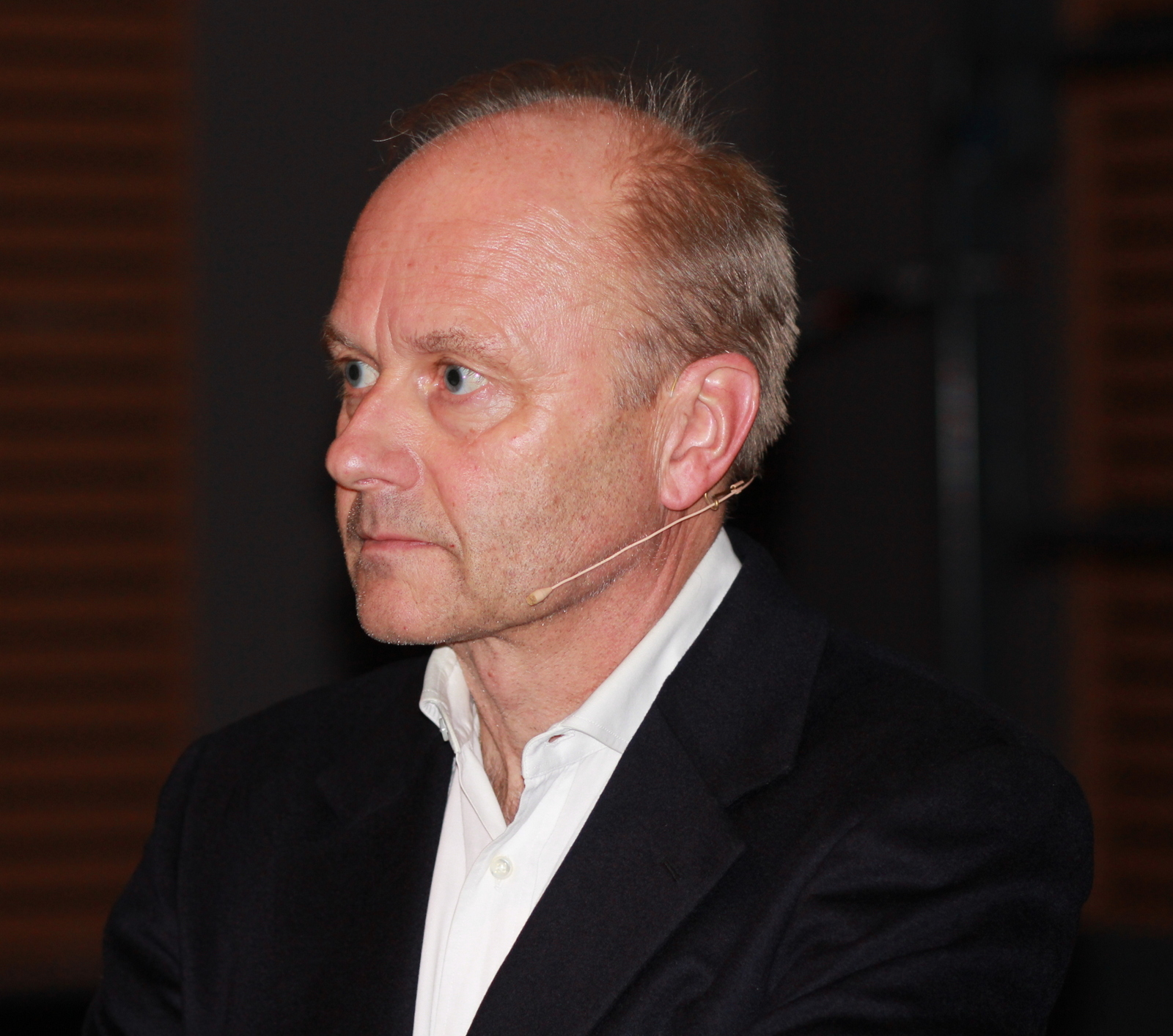
Finn Skårderud (* 1956)

- Skarði, Jóhannes av (1911–1999), färöischer Linguist
- Skarði, Símun av (1872–1942), färöischer Lehrer für Geschichte und Sprachen
- Skardsina, Nadseja (* 1985), belarussische Biathletin
- Skardžius, Artūras (* 1960), litauischer Manager und Politiker
- Skardžiuvienė, Agneta (* 1986), litauische Politikerin und Juristin
- Skåren, Arve (* 1977), norwegischer Skilangläufer
- Skaret, Brage (* 2002), norwegischer Fußballspieler
- Skaret, Ferdinand (1862–1941), österreichischer Gewerkschafter und Politiker (SDAP), Landtagsabgeordneter, Abgeordneter zum Nationalrat
- Skarga, Barbara (1919–2009), polnische Philosophin
- Skarga, Piotr (1536–1612), polnischer Geistlicher, Prediger, Hagiograph und Rektor
- Skårhøj, Kasper (* 1975), dänischer Informatiker, Schöpfer von TYPO3
- Skarholt, Ola (1939–2017), norwegischer Orientierungsläufer
- Skari, Bente (* 1972), norwegische Skilangläuferin
- Skarin, Ron (* 1951), US-amerikanischer Radrennfahrer
- Skäringer, Mia (* 1976), schwedische Filmschauspielerin und Autorin
- Škarka, Daniel (* 2006), tschechischer Skispringer
- Skarke, Hermann (1931–2019), deutscher Schachspieler
- Skarke, Petr (1943–1999), tschechischer Schauspieler
- Skarke, Tim (* 1996), deutscher FußballspielerTim Skarke (* 1996)

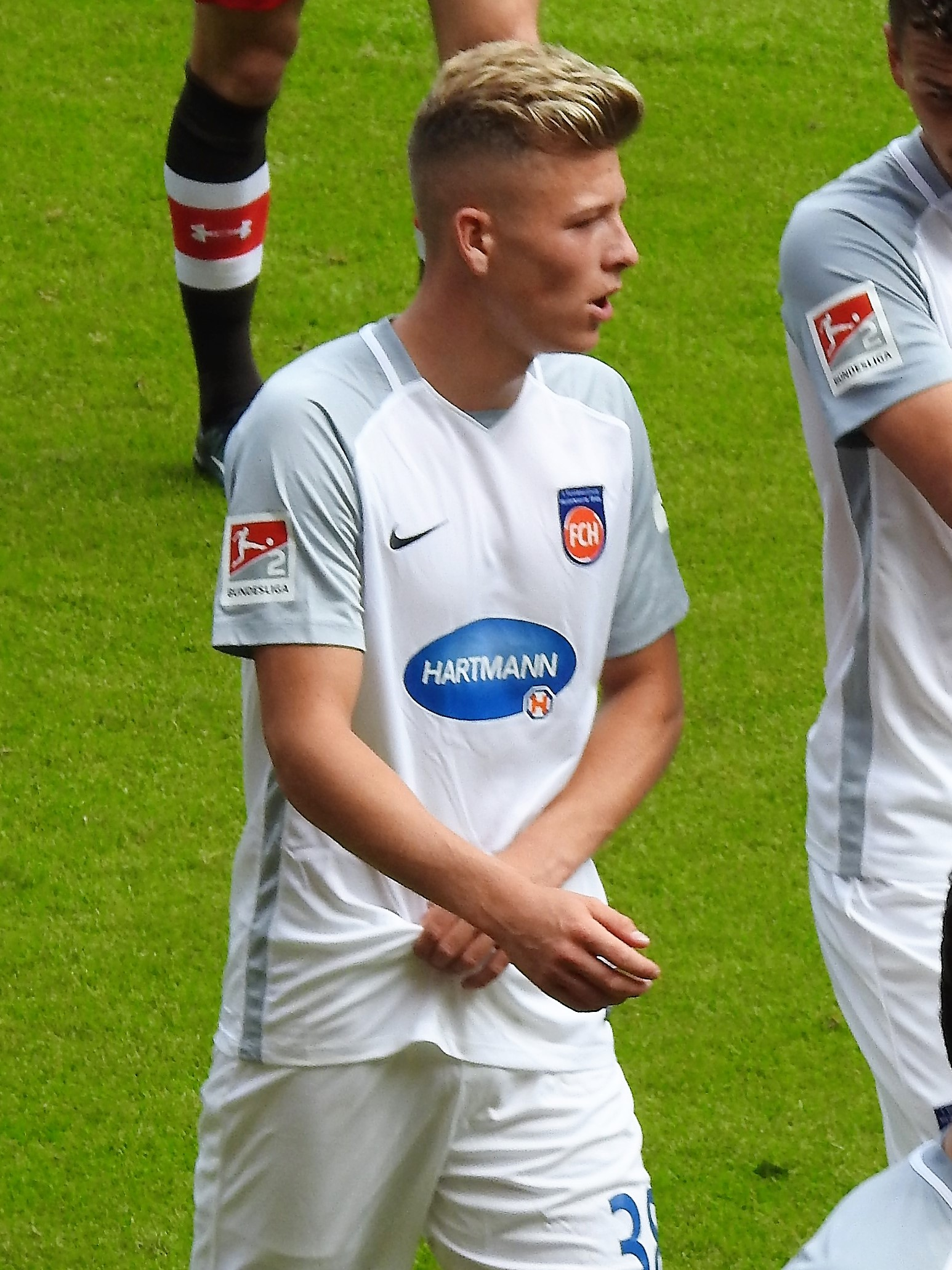
Tim Skarke (* 1996)

- Skarlatidis, Simon (* 1991), deutsch-griechischer Fußballspieler
- Skarlatos, Konstantinos (1877–1969), griechischer Sportschütze
- Skarlund, Tarjei (* 1978), norwegischer Beachvolleyballspieler
- Skármeta, Antonio (1940–2024), chilenischer Schriftsteller
- Škarnitzl, Jan (* 1986), tschechischer Radrennfahrer
- Škaro, Damir (* 1959), jugoslawischer Boxer
- Skarpelis-Sperk, Sigrid (* 1945), deutsche Politikerin (SPD), MdB
- Skarphéðinn Guðmundsson (1930–2003), isländischer Skispringer
- Skarschynska, Kateryna (1852–1932), sowjetisch-ukrainische Mäzenin
- Skårset, Lars Ivar (* 1998), norwegischer Nordischer Kombinierer
- Skarseth, Nils-Per (* 1945), norwegischer Skispringer
- Skarsgård, Alexander (* 1976), schwedischer Schauspieler
- Skarsgård, Bill (* 1990), schwedischer Schauspieler
- Skarsgård, Gustaf (* 1980), schwedischer Schauspieler
- Skarsgård, Ossian (* 2009), schwedischer Kinderdarsteller und Synchronsprecher
- Skarsgård, Stellan (* 1951), schwedischer SchauspielerStellan Skarsgård (* 1951)

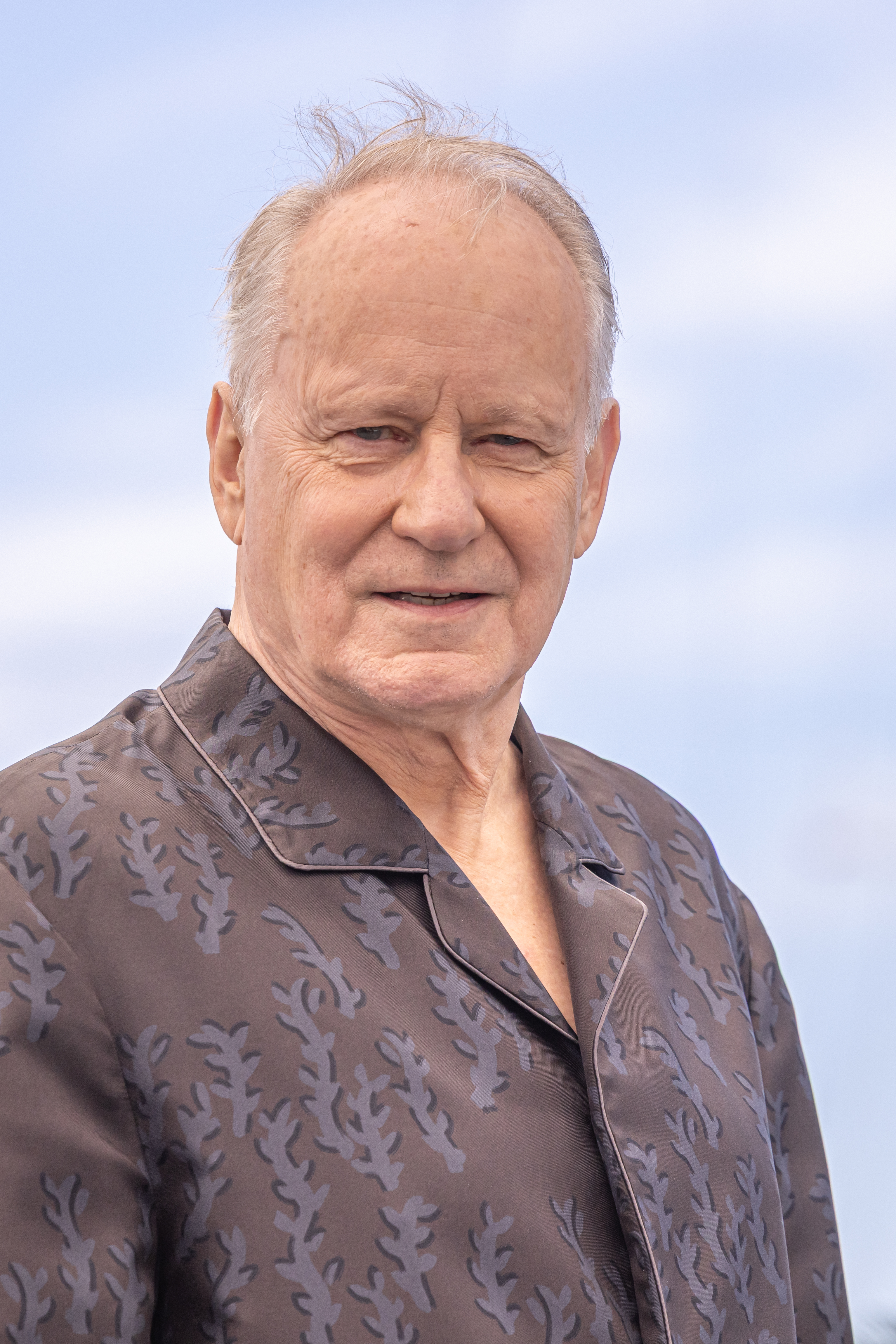
Stellan Skarsgård (* 1951)

- Skarsgård, Valter (* 1995), schwedischer Schauspieler
- Skarstein, Birgit (* 1989), norwegische Sportlerin
- Skarstein, Vigdis Moe (* 1946), norwegische Bibliothekarin
- Skarsten, Rachel (* 1985), kanadische Schauspielerin
- Skartveit, Gro (* 1965), norwegische Politikerin und Autorin
- Skarupa, Haley (* 1994), US-amerikanische Eishockeyspielerin
- Skarupskas, Marius (* 1981), litauischer Politiker
- Škarvada, Jaroslav (1924–2010), tschechischer römisch-katholischer Geistlicher, Weihbischof in Prag
- Škarvan, Albert (1869–1926), ungarischer Schriftsteller, Übersetzer und Mediziner
- Škarvan, Jaroslav (1944–2022), tschechoslowakischer Handballspieler
- Skarvelis, Nikolaos (* 1993), griechisch-US-amerikanischer Kugelstoßer
- Skarvelis, Stamatia (* 1995), griechische Hammerwerferin US-amerikanischer Herkunft
- Skaryna, Francysk (1470–1541), Humanist, Erstbuchdrucker der Belarussen
- Skarżyński, Henryk (* 1954), polnischer Arzt, HNO-Arzt, Audiologe und Phoniater
- Skarżyński, Hilary (1925–1987), polnischer Eishockeyspieler
- Skarżyński, Kazimierz (1887–1962), polnischer Rotkreuzsekretär
- Skarzynski, Witold von (1850–1910), polnisch-deutscher Gutsbesitzer, Publizist und Politiker, MdR
- Skasa, Michael (* 1942), deutscher Journalist und Radiomoderator
- Skasa-Weiß, Eugen (1905–1977), deutscher Schriftsteller und Journalist
- Skaskiewicz, Kamil (* 1988), polnischer Ringer
- Skaslien, Kristin (* 1986), norwegische Curlerin
- Skatar, Michele (* 1985), kroatisch-italienischer Handballspieler
- Skate, William (1953–2006), papua-neuguineischer Politiker und Staatsmann
- Skates, Ken (* 1976), walisischer Politiker
- Skatkin, Michael Nikolajewitsch (* 1900), sowjetischer Pädagoge
- Skatow, Timofei (* 2001), kasachischer TennisspielerTimofei Skatow (* 2001)

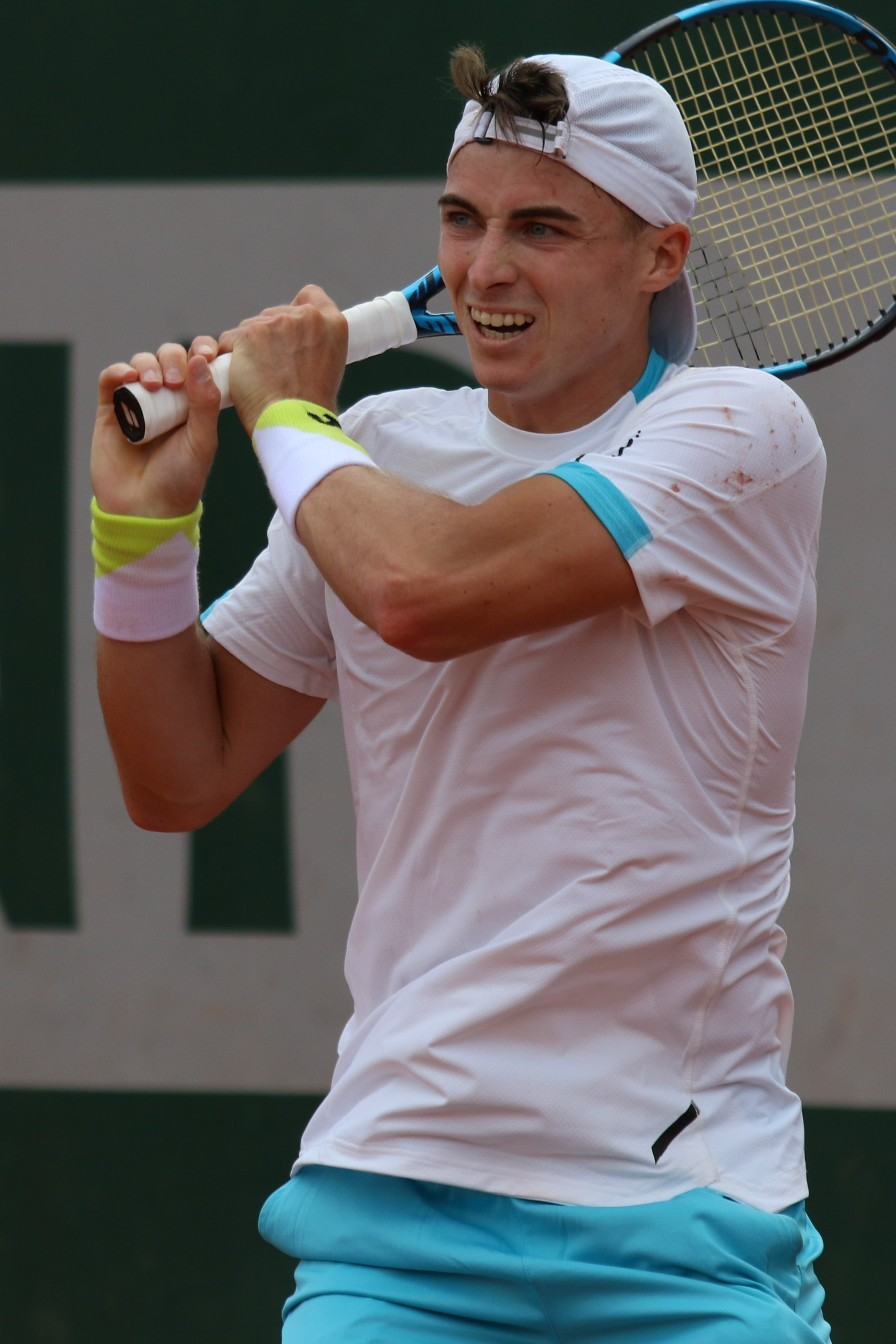
Timofei Skatow (* 2001)

- Skatschenko, Serhij (* 1972), ukrainischer Fußballspieler
- Skatschko, Tetjana (* 1954), sowjetisch-ukrainische Weitspringerin
- Skatschkow, Jewgeni Wiktorowitsch (* 1984), russischer Eishockeyspieler
- Skatschkow, Kirill Sergejewitsch (* 1987), russischer Tischtennisspieler
- Skatschkow, Konstantin Andrejanowitsch (1821–1883), russischer Diplomat und Sinologe
- Skatteboe, Gudbrand (1875–1965), norwegischer Sportschütze
- Skatvedt, Karoline (* 2000), norwegische Skispringerin
- Skau, Bjørn (1929–2013), norwegischer Politiker
- Skau, Laurids (1817–1864), deutsch-dänischer Politiker, Mitglied des Folketing
- Skau, Peder (1825–1917), schleswigscher Politiker
- Skau, Per (* 1968), dänischer Dartspieler
- Skaudžius, Ramūnas (* 1985), litauischer Politiker
- Skaug, Arne (1906–1974), norwegischer Politiker (Arbeiterpartei), Minister und Botschafter
- Skauge, Arne (* 1948), norwegischer Politiker (Høyre) und Bankmanager
- Skaupy, Franz (1882–1969), Chemiker, Physiker, Hochschullehrer und Erfinder
- Skauradszun, Dominik (* 1981), deutscher Jurist und Rechtswissenschaftler
- Skautrup, Peter (1896–1982), dänischer Sprachwissenschaftler
- Skavhaug, Kjersti (* 1943), norwegische Ethnologin
- Skavlan, Jenny (* 1986), norwegische Schauspielerin, Moderatorin und Autorin
- Skawinski, Pierre (1912–2009), französischer Leichtathlet
- Skay, Brigitte (1940–2012), deutsche Schauspielerin
- Skazel, Maria (* 1969), österreichische Politikerin (ÖVP), Landtagsabgeordnete in der Steiermark
- Skazel, Rainer (* 1962), deutscher Unternehmer und Autor

### Ske
- Skea, David (* 1871), schottischer Fußballspieler
- Skea, James (* 1953), britischer Energie- und Nachhaltigkeitswissenschaftler
- Skeaping, John (1901–1980), britischer Bildhauer, Maler und Zeichner
- Skeaping, Kenneth Mathiason (1856–1946), britischer Lithograf, Porträtmaler und Illustrator
- Skeat, Ethel (1865–1939), britische Geologin, Paläontologin und Hochschullehrerin
- Skeat, Len (1937–2021), britischer Jazzmusiker (Kontrabass)
- Skeat, Walter William (1835–1912), britischer Philologe
- Skeat, Walter William (1866–1953), britischer Anthropologe und Kolonialbeamter mit besonderen Kenntnissen über Britisch-Malaya
- Skeb, Matthias (* 1959), deutscher Patristiker
- Sked, Alan (* 1947), britischer Historiker und EU-skeptischer Politiker
- Skedl, Arthur (1858–1923), österreichischer Jurist
- Skee-Lo (* 1973), US-amerikanischer RapperSkee-Lo (* 1973)

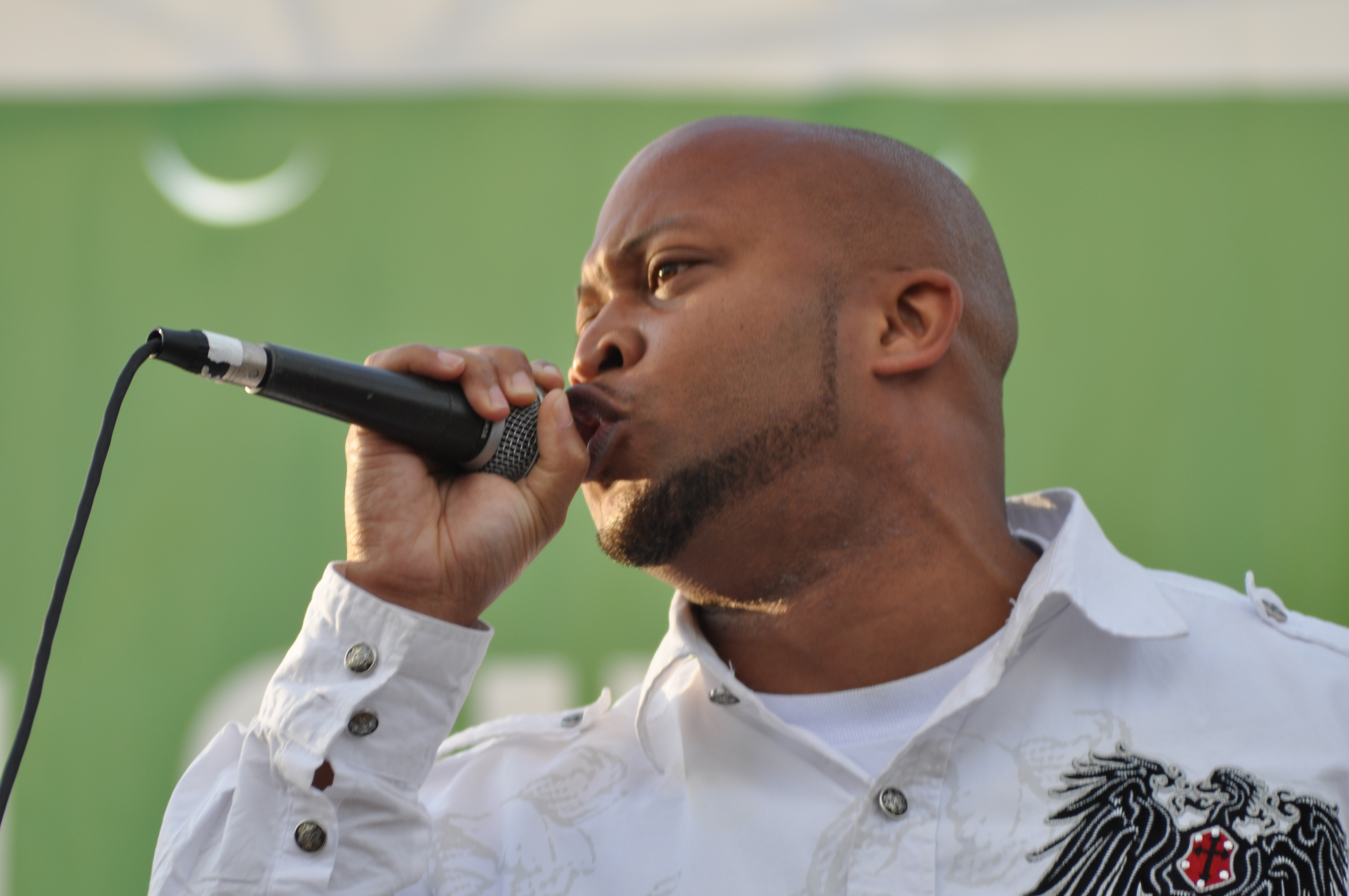
Skee-Lo (* 1973)

- Skeel, Albert (1572–1639), dänischer Admiral und Staatsmann
- Skeels, Harold M. (1901–1970), US-amerikanischer Psychologe
- Skeen, Joe (1927–2003), US-amerikanischer Politiker
- Skeen, Kasete-Naufahu (* 1982), tongaischer Skirennläufer
- Skeete, Franklin (* 1917), US-amerikanischer Jazz- und Rhythm-&-Blues-Musiker (Kontrabass)
- Skeete, Maurees, guyanische Fußballschiedsrichterin
- Skeete, Monica (1923–1997), Dichterin, Schriftstellerin und Lehrerin aus Grenada
- Skeeters, Sarah, US-amerikanische Schauspielerin
- Skeffington, John, 14. Viscount Massereene (1940–2024), britischer Adliger und Politiker
- Skeggs, Leonard T. (1918–2002), US-amerikanischer Biochemiker
- Skehan, Patrick W. (1909–1980), US-amerikanischer Semitist und Alttestamentler
- Skehel, John J. (* 1941), britischer Virologe
- Skeib, Günter (1919–2012), deutscher Meteorologe und Polarforscher
- Skeibrok, Mathias (1851–1896), norwegischer Bildhauer
- Skeidsvoll, Isach (* 1996), norwegischer Jazzmusiker (Piano, Komposition)
- Skeie, Geir (* 1980), norwegischer Koch
- Skeie, Tor (* 1965), norwegischer Freestyle-Skisportler
- Skeime, Nina (* 1962), norwegische Skilangläuferin
- Skela, Ervin (* 1976), albanischer FußballspielerErvin Skela (* 1976)

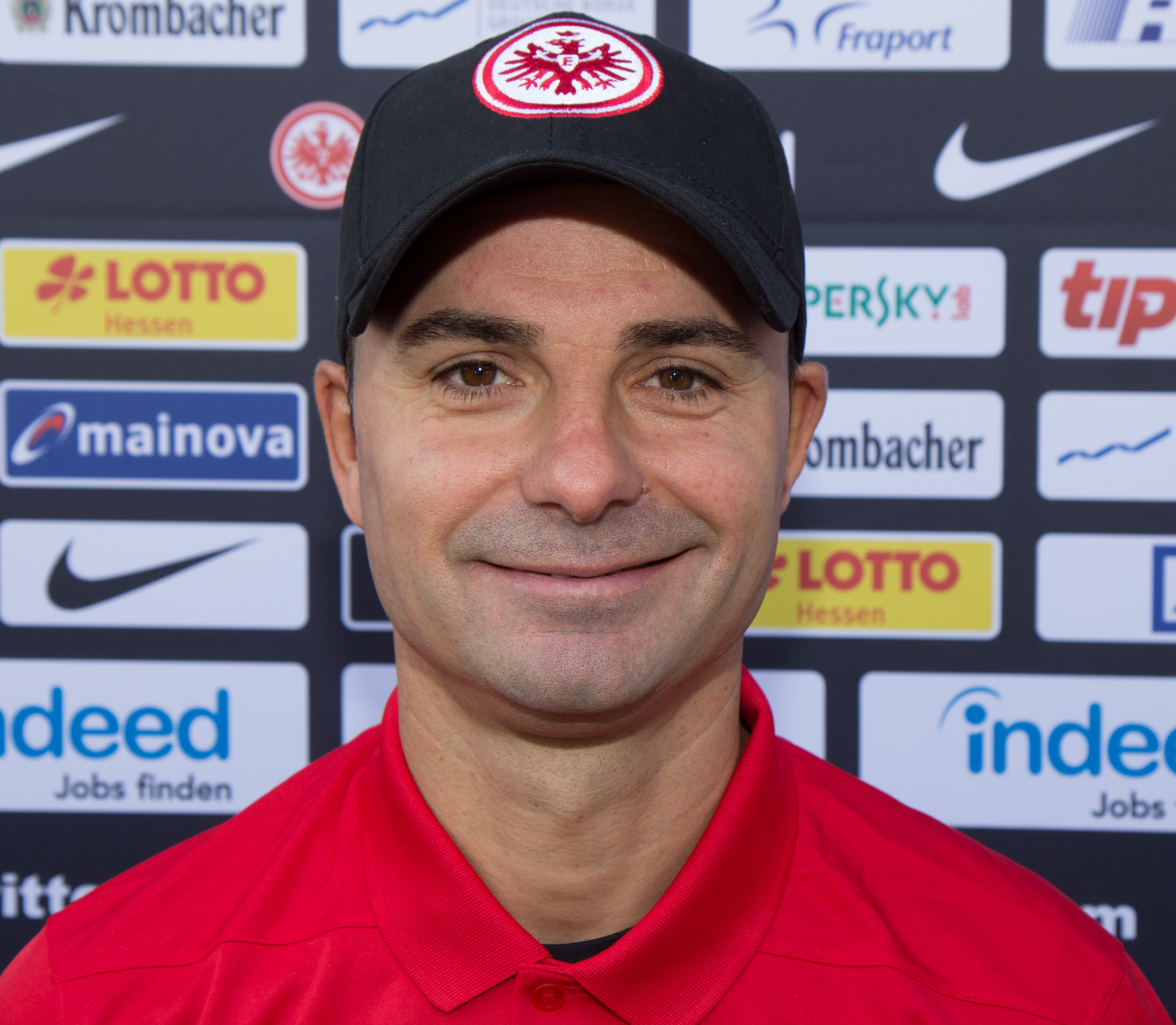
Ervin Skela (* 1976)

- Skelbæk, Anne (* 1990), dänische Badmintonspielerin
- Skelde, Erik (* 1944), dänischer Radrennfahrer
- Skelde, Michael (* 1973), dänischer Straßenradrennfahrer
- Šķēle, Andris (* 1958), lettischer Politiker, Mitglied der Saeima und Unternehmer
- Šķēle, Šarlote (* 2001), lettische Skispringerin
- Skeledžić, Slaven (* 1971), deutsch-bosnisch-herzegowinischer Fußballtrainer und -funktionär
- Skelemani, Phandu (* 1945), botswanischer Politiker
- Skeletton, deutscher Extreme-Metal-Schlagzeuger
- Skelin, Nikša (* 1978), kroatischer Ruderer
- Skelin, Siniša (* 1974), kroatischer Ruderer
- Skell, Fritz (1885–1961), deutscher Zeichner und Insektenkundler
- Skell, Ludwig (1842–1905), deutscher Landschafts-, Genre-, Porträt- und Karikaturenmaler sowie Lithograf
- Skell, Philip (1918–2010), US-amerikanischer Chemiker
- Skellern, Anna (* 1985), australische Schauspielerin
- Skelly, Ann (* 1996), irische SchauspielerinAnn Skelly (* 1996)

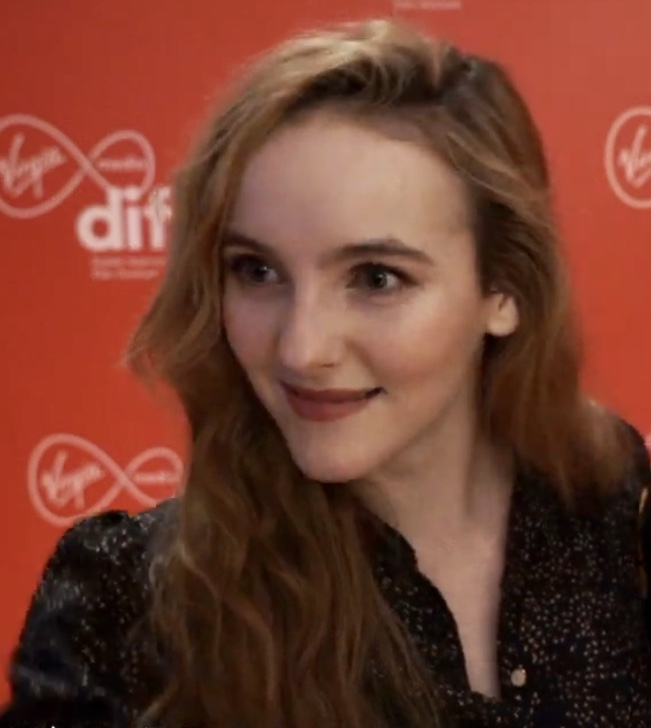
Ann Skelly (* 1996)

- Skelly, Liam (* 1941), irischer Politiker
- Skelos, Dean (* 1948), US-amerikanischer Politiker
- Skelt, Anthony (1926–1999), neuseeländischer Badmintonspieler
- Skelt, Paul (1924–1991), neuseeländischer Badmintonspieler
- Skelton, Carol (* 1945), kanadische Politikerin
- Skelton, Charles (1806–1879), US-amerikanischer Politiker
- Skelton, Eddie, US-amerikanischer Country- und Rockabilly-Sänger
- Skelton, Ike (1931–2013), US-amerikanischer Politiker der Demokratischen Partei
- Skelton, John († 1529), englischer Schriftsteller
- Skelton, Kenneth (1918–2003), britischer anglikanischer Theologe und Bischof von Matabeleland und Bischof von Lichfield
- Skelton, Matt (* 1967), britischer Boxer
- Skelton, Nick (* 1957), britischer Springreiter
- Skelton, Oscar Douglas (1878–1941), kanadischer Historiker an der Queen's-Universität in Kingston, Politiker
- Skelton, Paul H. (* 1948), südafrikanischer Ichthyologe
- Skelton, Red (1913–1997), US-amerikanischer Schauspieler und Komiker
- Skelton, Reginald (1872–1956), britischer Ingenieur, Marineoffizier und Polarforscher
- Skelton, Robert (1903–1977), US-amerikanischer Schwimmer
- Skelton, Sophie (* 1994), britische SchauspielerinSophie Skelton (* 1994)

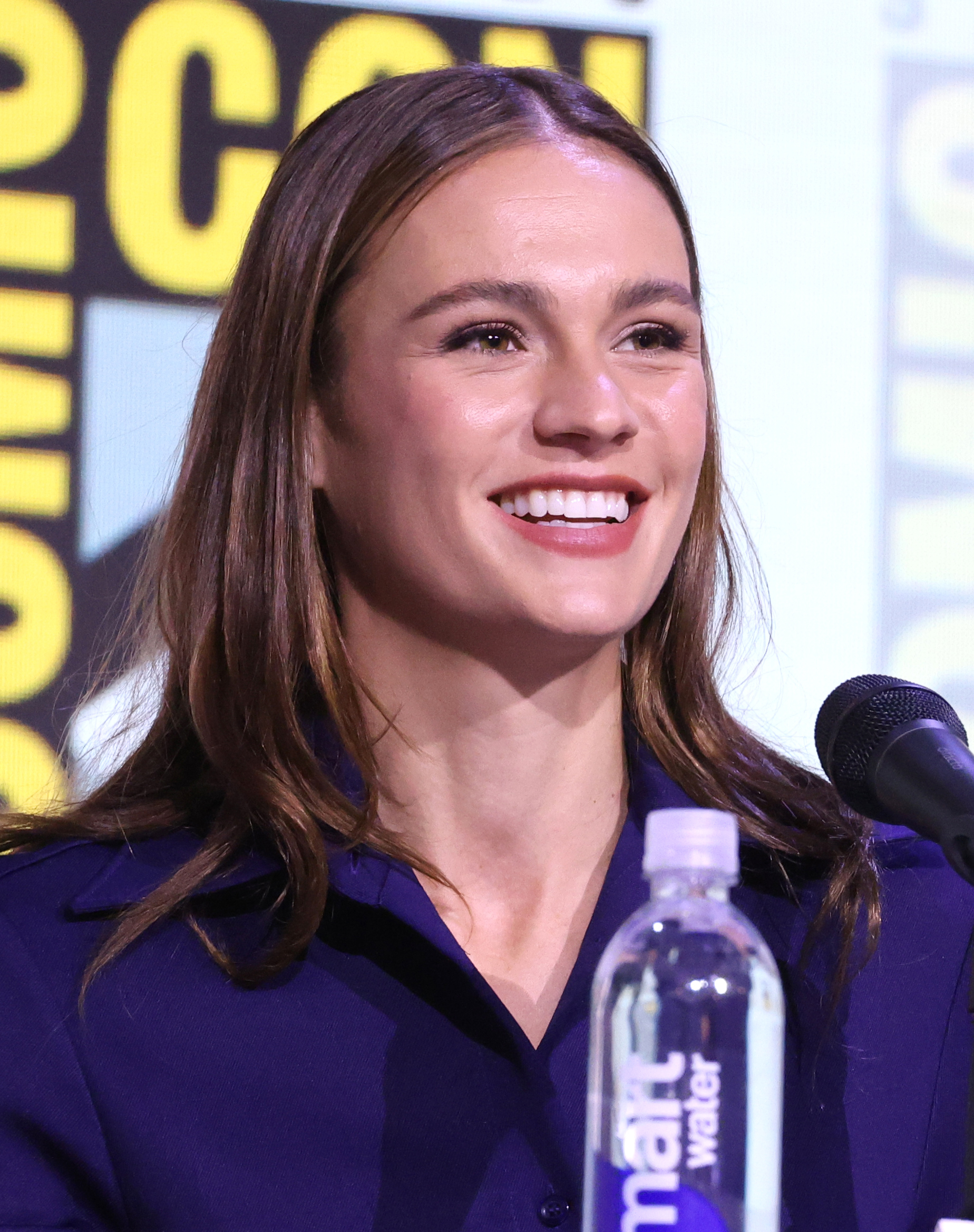
Sophie Skelton (* 1994)

- Skelton, Stuart (* 1968), australischer Opernsänger in der Stimmlage Tenor (Heldentenor)
- Skelton, Tim (* 1958), britischer Autor von Reiseliteratur
- Škėma, Algirdas († 1941), litauischer Fußballspieler
- Škėma, Antanas (1910–1961), litauischer Schriftsteller
- Skembris, Spyridon (* 1958), griechischer Schachgroßmeister
- Skemp, Joseph Bright (1910–1992), britischer Klassischer Philologe (Gräzist) und Philosophiehistoriker
- Skempton, Alec (1914–2001), britischer Ingenieur für Grundbau und Bodenmechanik
- Skender, Gabrijela (* 1999), kroatische Skilangläuferin
- Skender, Marko (* 2001), kroatischer Skilangläufer
- Skender, Michael (* 1978), deutscher Basketballspieler
- Skenderaj, Alban (* 1982), albanischer Singer-SongwriterAlban Skenderaj (* 1982)

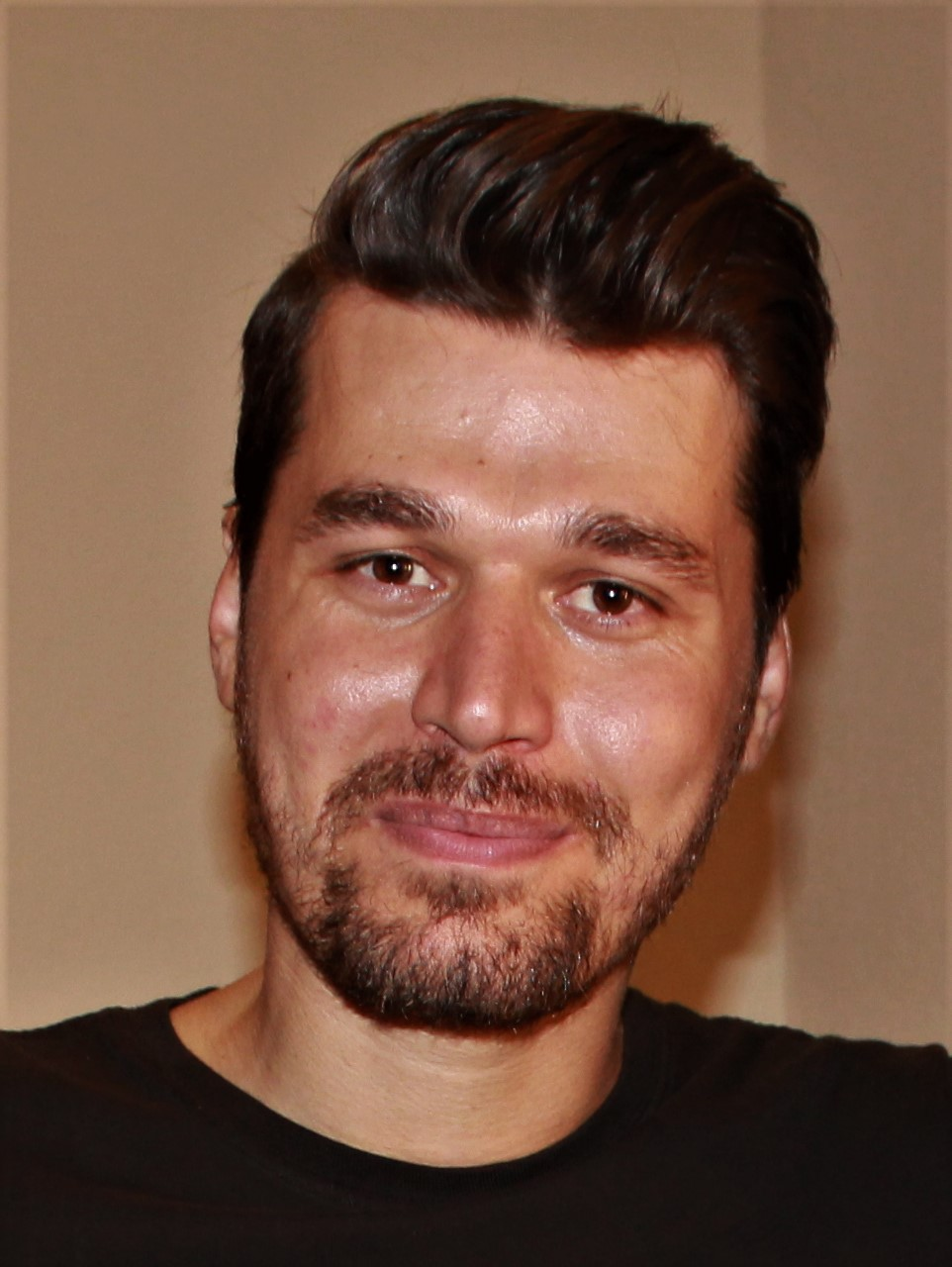
Alban Skenderaj (* 1982)

- Skenderova, Staka (1831–1891), bosnische Lehrerin, Sozialarbeiterin, Schriftstellerin und Volkskundlerin
- Skenderovic, Aldin (* 1997), luxemburgischer Fußballspieler
- Skenderovic, Damir (* 1965), Schweizer Historiker
- Skenderović, Meris (* 1998), montenegrinisch-deutscher Fußballspieler
- Skene, Alexander (1837–1900), schottisch-britisch-nordamerikanischer Arzt und Gynäkologe, Hochschullehrer
- Skene, Alfred (1815–1887), österreichischer Politiker
- Skene, Alfred (1849–1917), österreichischer Politiker
- Skene, Eugenia von (* 1906), britische Kapo und Blockälteste im Frauen-KZ Ravensbrück
- Skene, Felicia (1821–1899), schottische Autorin, Philanthropin und Gefängnisreformerin
- Skene, Francis (1704–1775), schottischer Wissenschaftler und Hochschullehrer
- Skene, William Forbes (1809–1892), schottischer Jurist, Historiker und Antiquar
- Skepta (* 1982), englischer RapperSkepta (* 1982)

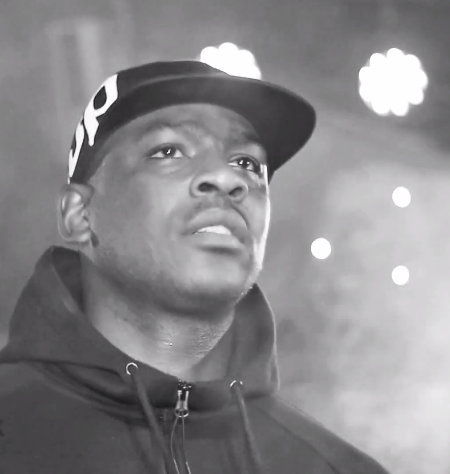
Skepta (* 1982)

- Skeraj, Shqipran (* 1985), kosovarischer Fußballspieler
- Skerbisch, Hartmut (1945–2009), österreichischer Künstler
- Skeres, Nicholas, englischer Spion
- Škerjanc, Davor (* 1986), slowenischer Fußballspieler
- Škerjanc, Lucijan Marija (1900–1973), jugoslawischer Komponist, Dirigent und Komponist
- Skerka, Tobias (* 1975), deutscher Handballspieler
- Skerl, August (1829–1895), deutscher lutherischer Theologe
- Skerl, Daniel (* 2003), italienischer Radrennfahrer
- Skerla, Andrius (* 1977), litauischer Fußballspieler
- Skerlan, Karl (1940–2017), österreichischer Fußballspieler
- Skerlić, Jovan (1877–1914), serbischer Literaturkritiker
- Škerlj, Božo (1904–1961), jugoslawischer Anthropologe
- Škerlj, Franc (1941–2023), jugoslawischer Radrennfahrer
- Skero (* 1972), österreichischer Hip-Hop-Musiker und Street Artist
- Skerra, Arne (* 1961), deutscher Biochemiker
- Skerra, Horst (1930–2024), deutscher Offizier, Chef Landstreitkräfte der Nationalen Volksarmee
- Skerra, Kay (* 1971), deutscher Komponist
- Skerrett, Adrian (* 1953), britisch-seychellischer Geschäftsmann, Naturschützer, Ornithologe und Sachbuchautor
- Skerrett, Charles (1863–1929), britischer Richter, Chief Justice of New Zealand
- Skerrit, Roosevelt (* 1972), dominicanischer Politiker und Ministerpräsident von Dominica
- Skerritt, Tom (* 1933), US-amerikanischer SchauspielerTom Skerritt (* 1933)

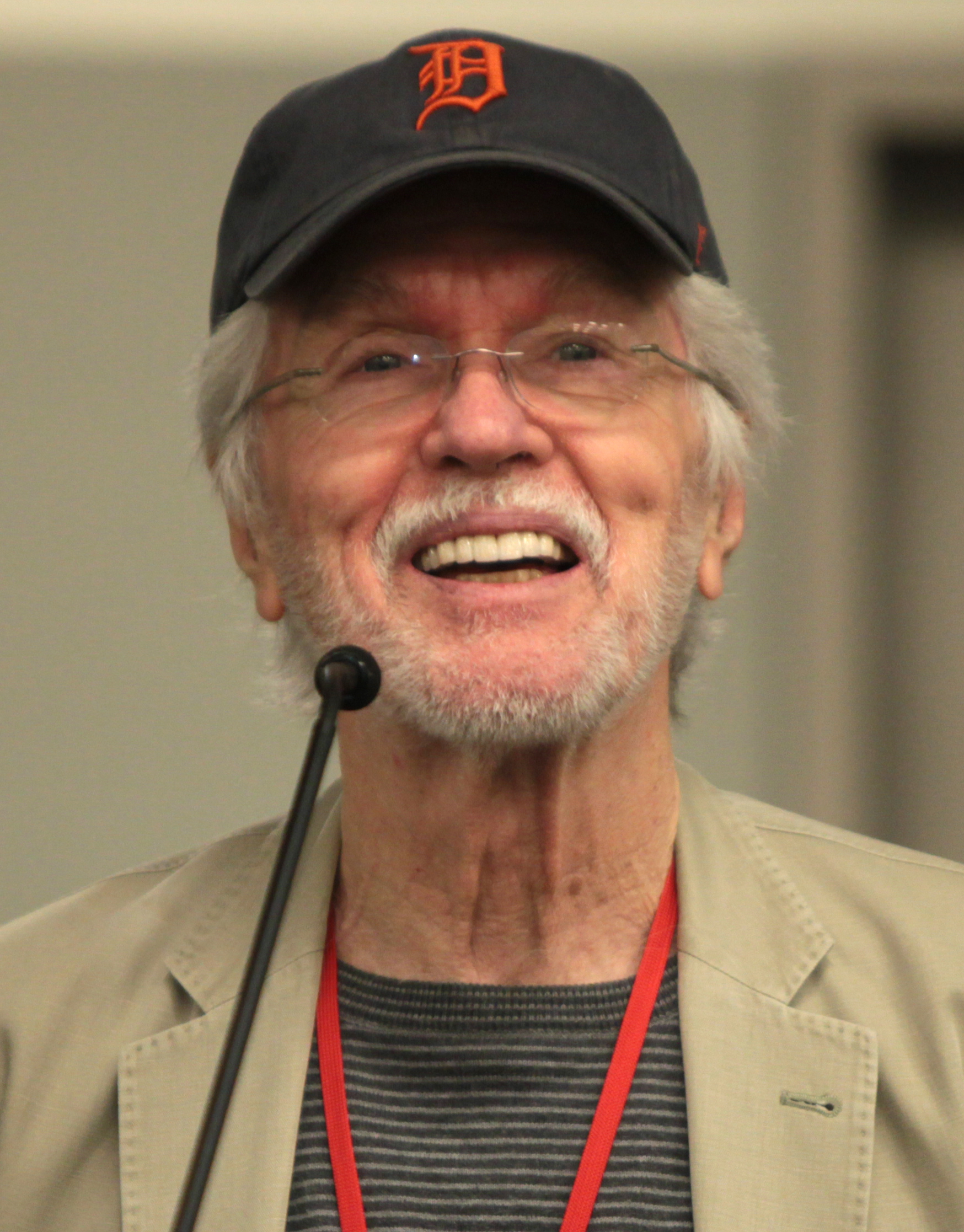
Tom Skerritt (* 1933)

- Sket, Jakob (1852–1912), slowenischer Schriftsteller und Pädagoge sowie Herausgeber
- Skettos, Kyriakos (* 1991), zyprischer Mountainbike- und Straßenradrennfahrer
- Skewes, Stanley (1899–1988), südafrikanischer Mathematiker

### Skh
- Skhayri, Youssef (* 1991), schwedischer Musikproduzent und Kinderdarsteller
- Skhiri, Ellyes (* 1995), tunesischer Fußballspieler

### Ski
- Ski Aggu (* 1997), deutscher RapperSki Aggu (* 1997)

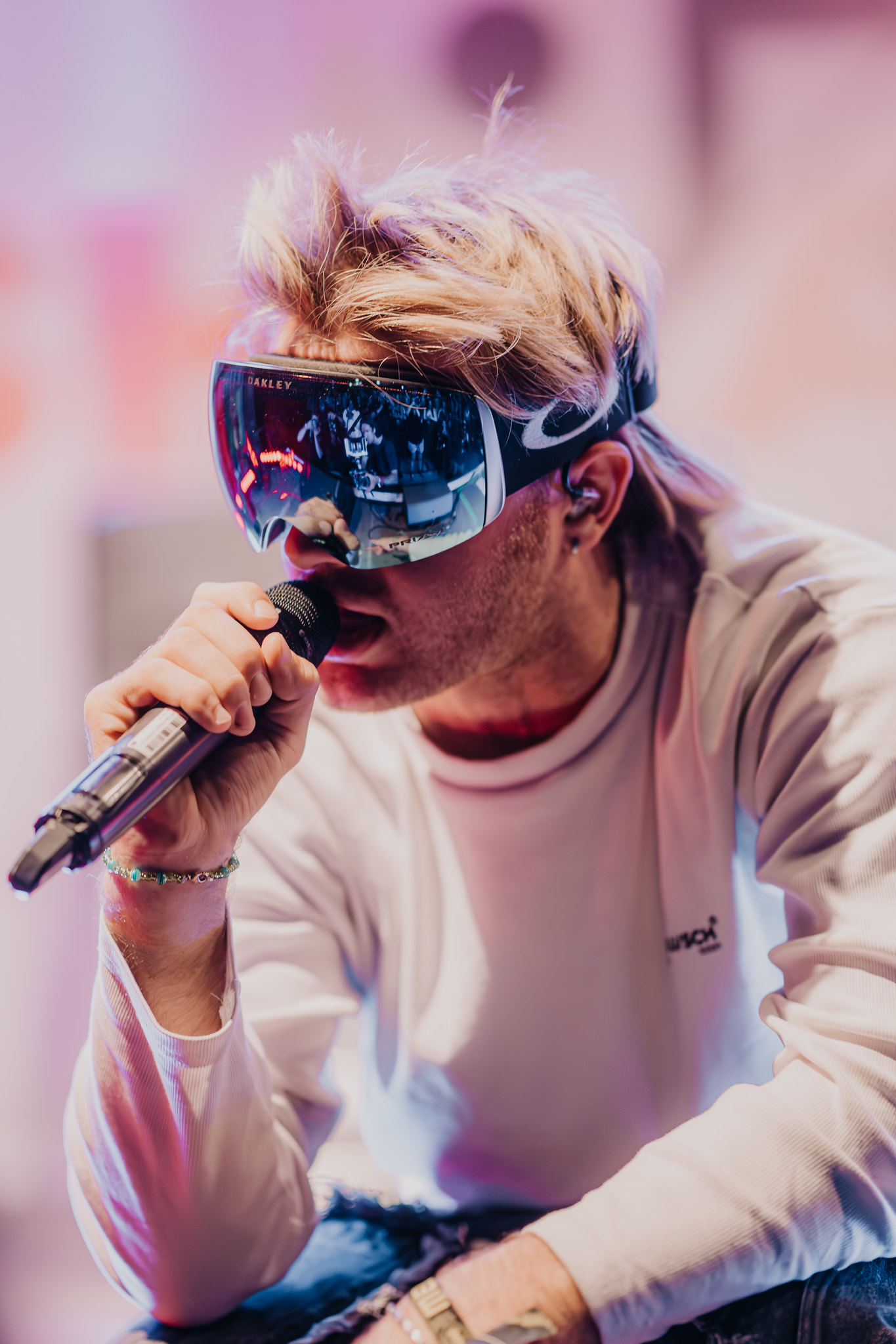
Ski Aggu (* 1997)

- Ski Mask the Slump God (* 1996), US-amerikanischer Rapper und Songwriter
- Skiathitis, Nikolaos (* 1981), griechischer Ruderer
- Skiba, André (* 1996), deutscher Boulespieler
- Skiba, Ansgar (* 1959), deutscher Maler
- Skiba, Daniel (* 2000), polnischer Fußballspieler
- Skiba, Dieter (* 1938), deutscher Oberstleutnant des MfS und Autor
- Skiba, Ernst-Günther (1927–2012), deutscher Sozialwissenschaftler und Hochschullehrer
- Skiba, Galina Jurjewna (* 1984), russische Eishockeyspielerin
- Skiba, Gerhard (1947–2019), österreichischer Politiker (SPÖ), Bürgermeister der Stadt Braunau am Inn
- Skiba, Henri (1927–2018), französischer Fußballspieler
- Skiba, Jeff (* 1984), US-amerikanischer Leichtathlet
- Skiba, Matt (* 1976), US-amerikanischer Punksänger
- Skiba, Maximilian (1922–2019), deutscher Funktionär des Bundes der Kriegsblinden
- Skiba, Reinald (1932–2013), deutscher Bergbau- und Sicherheits-Ingenieur und Zoologe
- Skiba, Richard (1900–1969), deutscher Staatssekretär (CDU)
- Skiba, Zuzanna (* 1968), deutsche Malerin
- Skibba, Marcel Robert (* 1986), deutscher Koch
- Skibbe, Bruno (1893–1964), deutscher Agrarwissenschaftler
- Skibbe, Bruno (1906–1975), deutscher Schriftsetzer, Typograf und Grafiker
- Skibbe, Diana (* 1961), deutsche Politikerin (Die Linke), MdL
- Skibbe, Edda (* 1965), deutsche Illustratorin von Kinder- und Jugendliteratur
- Skibbe, Martin (* 1935), deutscher Bibliothekar
- Skibbe, Michael (* 1965), deutscher Fußballspieler und -trainerMichael Skibbe (* 1965)

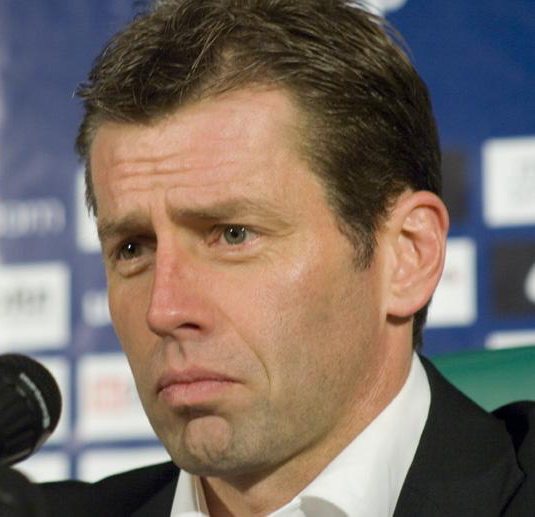
Michael Skibbe (* 1965)

- Skibby, Jesper (* 1964), dänischer Radrennfahrer
- Skibby, Willy (* 1942), dänischer Radrennfahrer
- Skibicki, Klemens (* 1972), deutscher Wirtschaftshistoriker und Hochschullehrer
- Skibicki, Maximilian (1866–1940), deutscher Kammermusiker
- Skibicki, Wojciech (* 1970), polnischer Geistlicher und römisch-katholischer Weihbischof in Elbląg
- Skibinski, Willi (1929–2018), deutscher Landwirt und Parteifunktionär (SED)
- Skibniewska, Halina (1921–2011), polnische Architektin, Hochschullehrerin und Politikerin, Mitglied des Sejm
- Skibniewski, Zygmunt (1905–1994), polnischer Architekt, Hochschullehrer und Politiker, Mitglied des Sejm
- Skibo, James M. (1960–2023), US-amerikanischer Archäologe und Hochschullehrer
- Skidelsky, Robert (* 1939), britischer Wirtschaftshistoriker
- Skidmore, Alan (* 1942), englischer Jazzmusiker
- Skidmore, Chris (* 1981), britischer Politiker (Conservative Party), Mitglied des House of Commons
- Skidmore, Jimmy (1916–1998), englischer Jazzmusiker
- Skidmore, Thomas (1932–2016), US-amerikanischer Historiker
- Skiebe, Ingrid (* 1942), deutsche Kunsthistorikerin und Autorin
- Skiebe, Martin (* 1959), deutscher Architekt und parteiloser Kommunalpolitiker
- Skiera, Bernd (* 1966), deutscher Betriebswirtschaftler, Hochschullehrer für Betriebswirtschaftslehre
- Skiera, Ehrenhard (* 1947), deutscher Erziehungswissenschaftler und Professor
- Skierka, Volker (* 1952), deutscher Journalist
- Skierski, Leonard (1866–1940), polnischer Generalmajor
- Skierski, Piotr (* 1971), polnischer Tischtennisspieler
- Skif, Hamid (1951–2011), algerischer Schriftsteller und Journalist
- Skiff, Brian A., US-amerikanischer Astronom
- Skifs, Björn (* 1947), schwedischer Sänger und SchauspielerBjörn Skifs (* 1947)

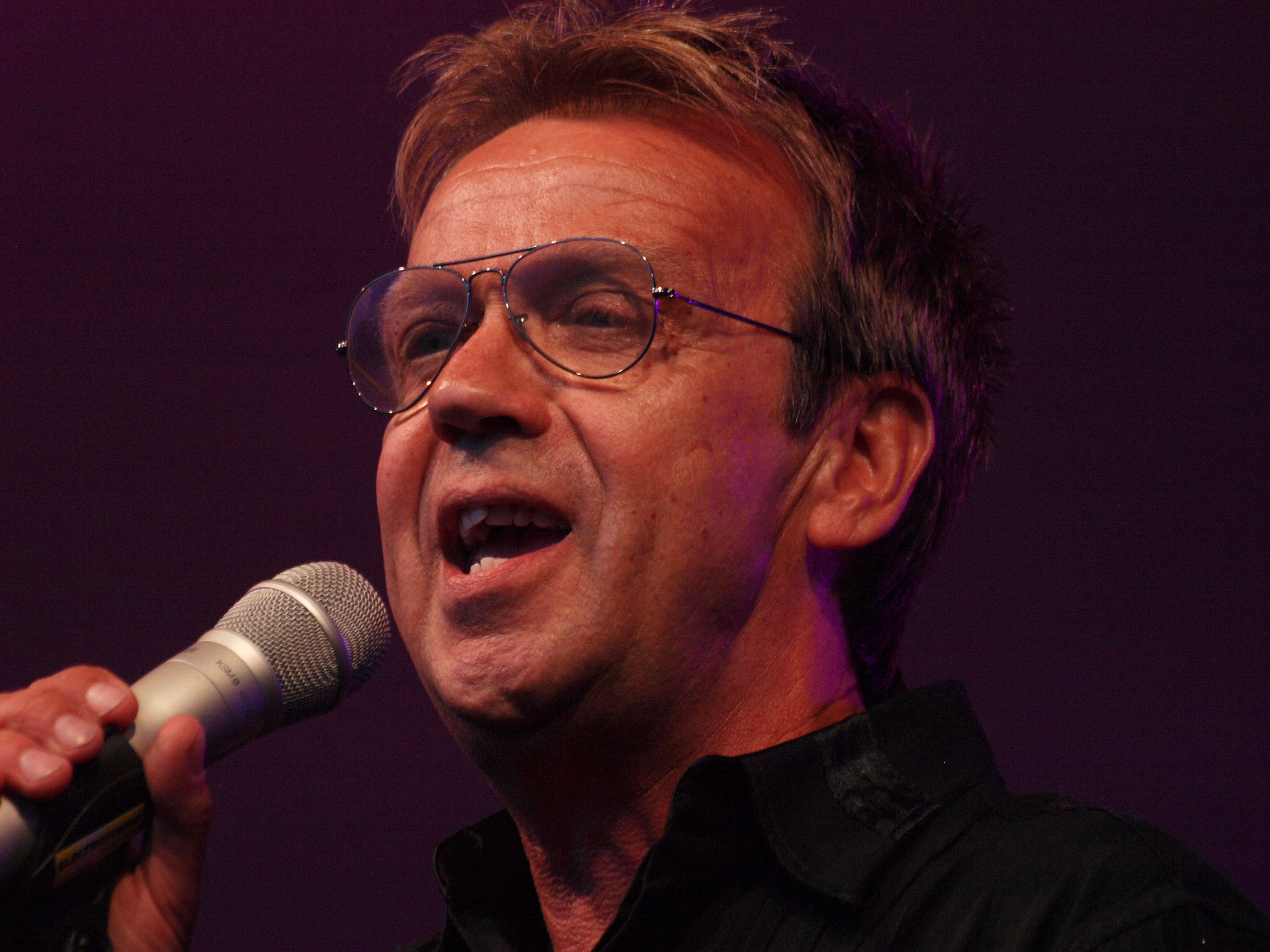
Björn Skifs (* 1947)

- Skifte, Albrekt (* 1898), grönländischer Landesrat
- Skifte, Daniel (1936–2020), grönländischer Politiker (Atassut), Lehrer und Skisportler
- Skikas, Artūras (* 1963), litauischer Politiker
- Škil, Viačeslav (* 1947), litauischer Politiker, Mitglied des Seimas
- Skiles, Marlin (1906–1981), US-amerikanischer Pianist, Arrangeur und Filmkomponist
- Skiles, Scott (* 1964), US-amerikanischer Basketballspieler und -trainer
- Skiles, Wesley C. (1958–2010), US-amerikanischer Höhlentaucher und Unterwasserfotograf
- Skiles, William W. (1849–1904), US-amerikanischer Politiker
- Škiljan, Irfan (* 1973), jugoslawisch-österreichischer Softwareentwickler bosnischer Abstammung
- Skille, Jack (* 1987), US-amerikanischer Eishockeyspieler
- Skilling, H. Gordon (1912–2001), kanadischer Historiker
- Skilling, Jeffrey (* 1953), US-amerikanischer Manager
- Skillings, Sandra (* 1959), kanadische Badmintonspielerin
- Skillman, Becky (* 1950), US-amerikanische Politikerin
- Skillman, Melanie (* 1954), US-amerikanische Bogenschützin
- Skilondz, Adelaïde von (1882–1969), russische, später schwedische Opernsängerin (Sopran) und Gesangslehrerin
- Skilton, Charles Sanford (1868–1941), US-amerikanischer Komponist und Organist
- Skilton, Edward (1863–1917), britischer Sportschütze
- Skilton, John Davis (1909–1992), US-amerikanischer Kunsthistoriker, Kurator und Kunstschutzoffizier
- Skilton, Raymie (1889–1961), US-amerikanischer Eishockeyspieler
- Skilton, Stephanie (* 1994), neuseeländische Fußballspielerin
- Skimborowicz, Hipolit (1815–1880), polnischer Schriftsteller, Journalist und Herausgeber
- Skin (* 1967), britische Sängerin und DJSkin (* 1967)

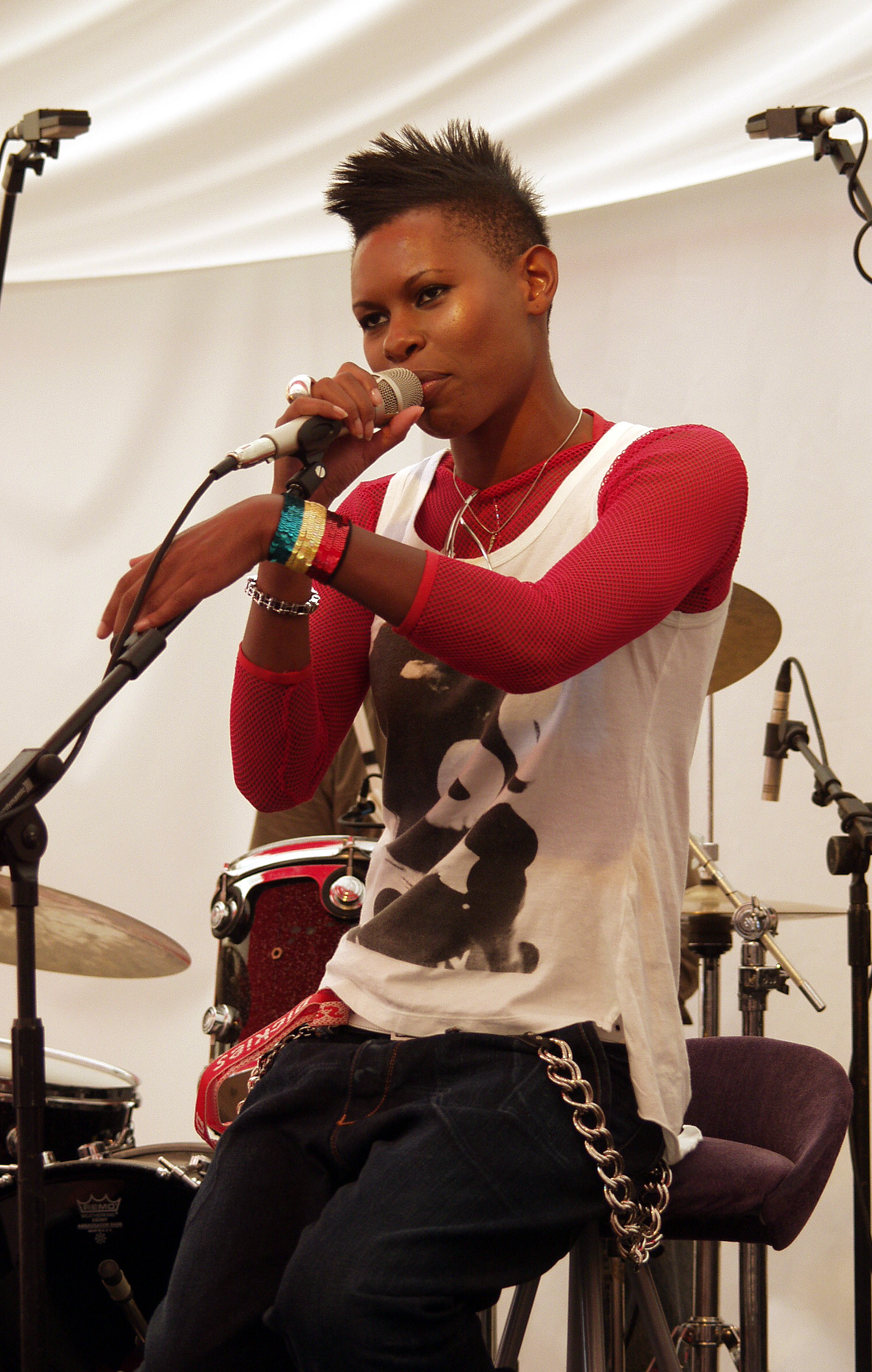
Skin (* 1967)

- Skinder, Monika (* 2001), polnische Skilangläuferin
- Skinn, Tony (* 1983), US-amerikanischer Basketballspieler
- Skinnari, Ville (* 1974), finnischer Politiker (Sozialdemokratische Partei)
- Skinnehaugen, Elise (* 1996), norwegische Handballspielerin
- Skinner, Aaron Nichols (1845–1918), US-amerikanischer Astronom
- Skinner, Aisha (* 1999), deutsche Volleyballspielerin
- Skinner, Alexander (* 1998), namibischer Schwimmer
- Skinner, B. F. (1904–1990), US-amerikanischer Vertreter des Behaviorismus, prägte den Begriff „operante Konditionierung“
- Skinner, Benito (* 1993), US-amerikanischer Comedian und SchauspielerBenito Skinner (* 1993)

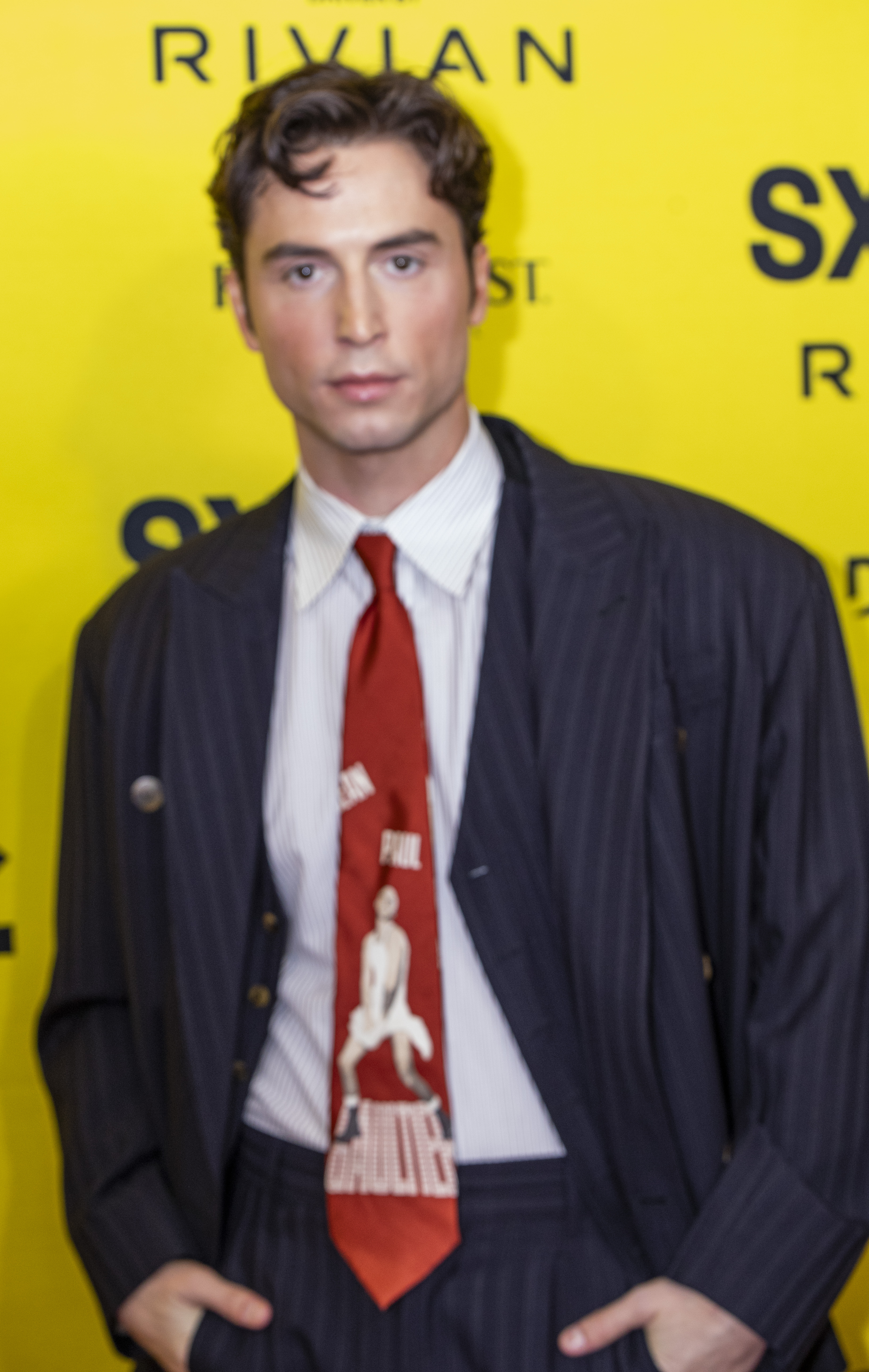
Benito Skinner (* 1993)

- Skinner, Brett (* 1983), kanadischer Eishockeyspieler und -trainer
- Skinner, Brian J. (1928–2019), australischer Geologe, Geochemiker und Mineraloge
- Skinner, Callum (* 1992), schottischer Bahnradsportler
- Skinner, Carlton (1913–2004), US-amerikanischer Offizier und Politiker
- Skinner, Catherine (* 1990), australische Sportschützin
- Skinner, Charles R. (1844–1928), US-amerikanischer Politiker
- Skinner, Christopher (* 1972), US-amerikanischer Mathematiker
- Skinner, Claire (* 1965), englische Schauspielerin
- Skinner, E. Benjamin (* 1976), US-amerikanischer Journalist und Autor des Buches „Menschenhandel“
- Skinner, Edwin (* 1940), Sprinter aus Trinidad und Tobago
- Skinner, Elliott (1924–2007), US-amerikanischer Anthropologe und Botschafter
- Skinner, Ernest Martin (1866–1960), Orgelbauer
- Skinner, Frank (1897–1968), US-amerikanischer Komponist
- Skinner, Frank (* 1957), englischer Komiker, Schauspieler, Moderator und Autor
- Skinner, George (1872–1931), britischer Sportschütze
- Skinner, Hank (1962–2023), US-amerikanischer Häftling und Todeskandidat
- Skinner, Harry (1855–1929), US-amerikanischer Jurist und Politiker
- Skinner, Herbert (1900–1960), Physiker
- Skinner, Hugh (* 1985), britischer SchauspielerHugh Skinner (* 1985)

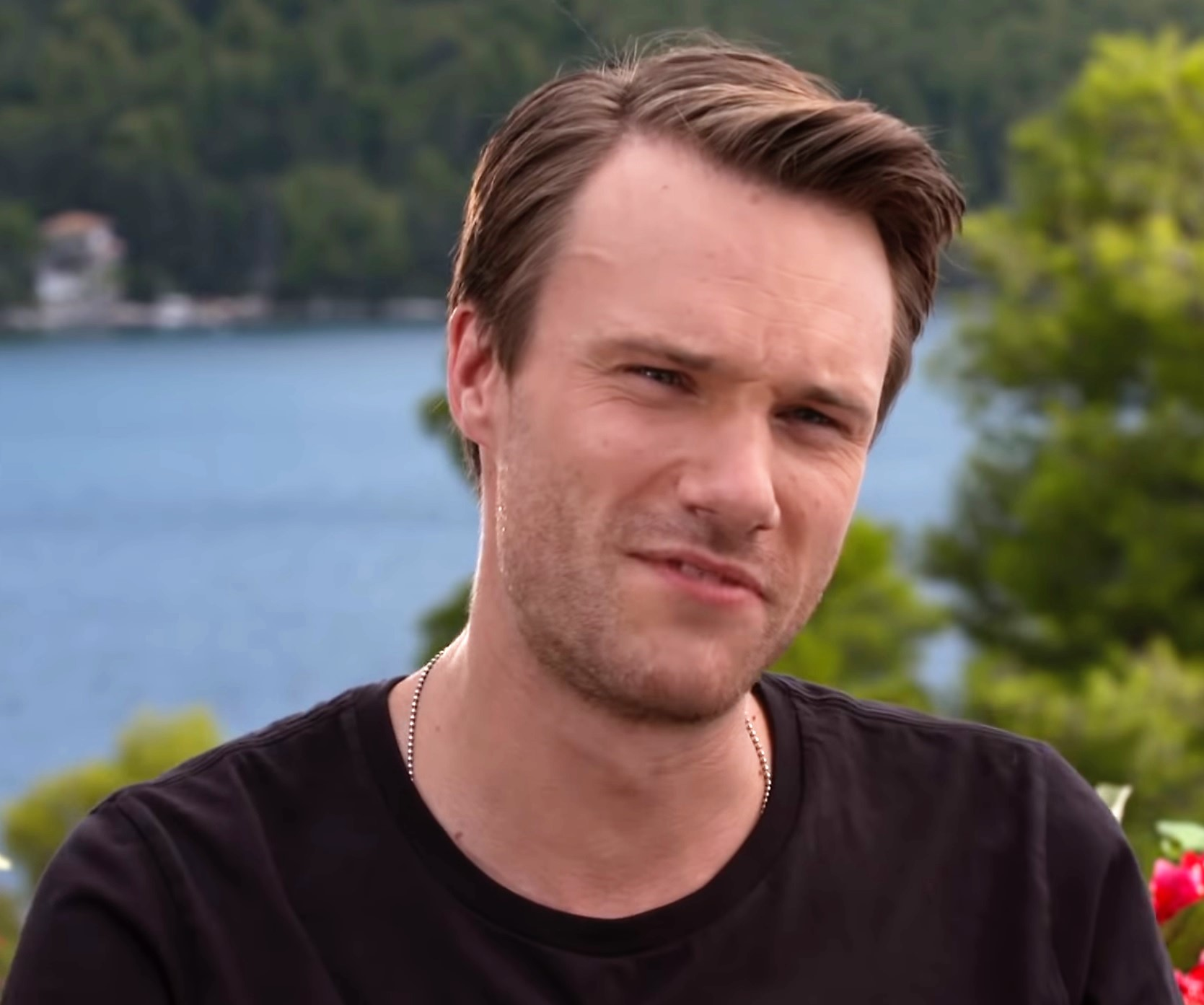
Hugh Skinner (* 1985)

- Skinner, James Scott (1843–1927), schottischer Komponist
- Skinner, Jeff (* 1992), kanadischer Eishockeyspieler
- Skinner, Jim (* 1944), US-amerikanischer Manager, Chef des weltgrößten Restaurantkonzerns McDonald’s
- Skinner, Jimmy (1917–2007), kanadischer Eishockeyspieler, -trainer und General Manager
- Skinner, John D. (1932–2011), südafrikanischer Mammaloge
- Skinner, Joy-Ann, barbadische Diplomatin
- Skinner, Julie (* 1968), kanadische Curlerin
- Skinner, Kevin (1927–2014), neuseeländischer Rugby-Union-Spieler
- Skinner, Leslie (1900–1978), amerikanischer Raketeningenieur
- Skinner, Mike (* 1957), US-amerikanischer NASCAR-Fahrer
- Skinner, Mike (* 1978), englischer Rapper und MusikerMike Skinner (* 1978)

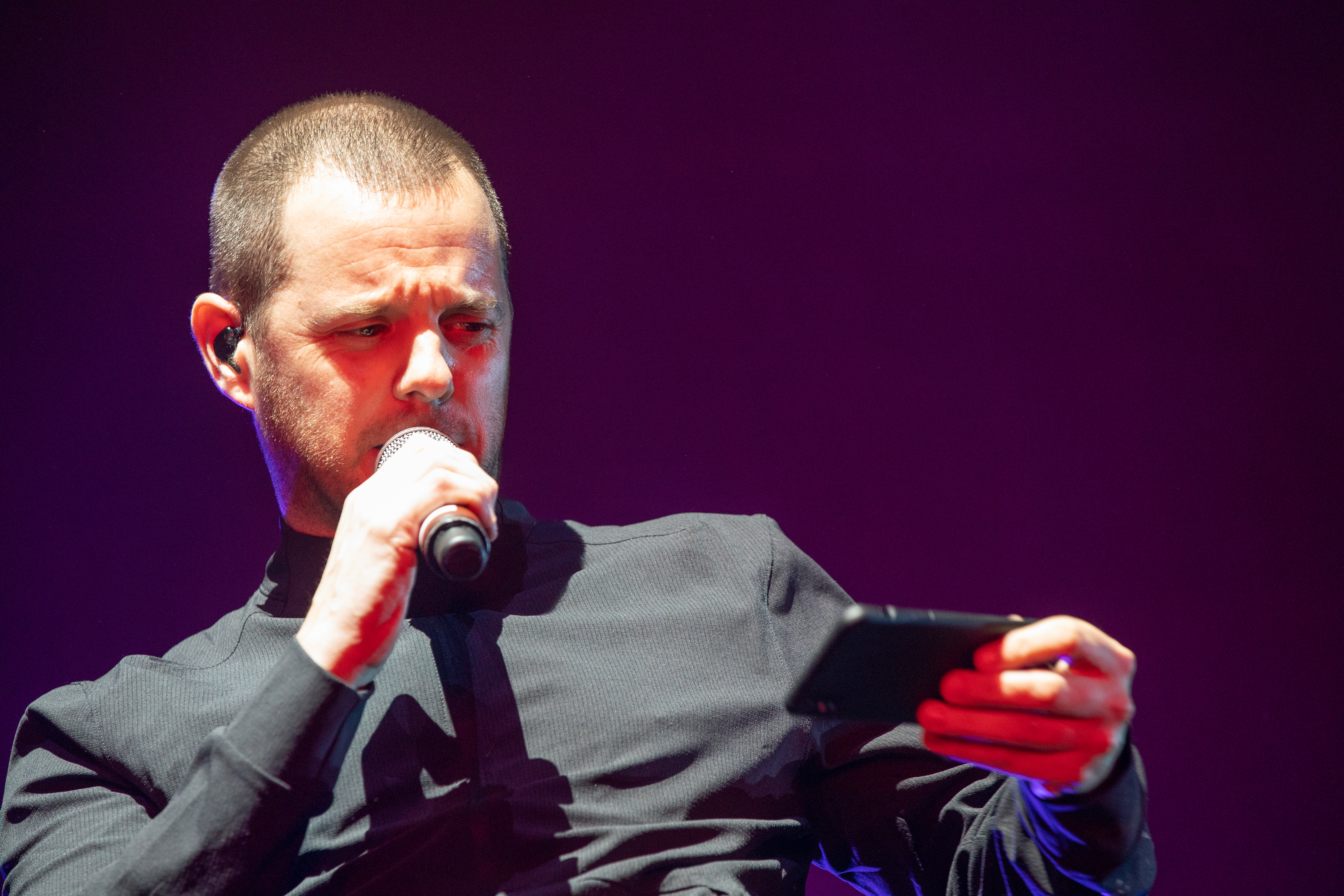
Mike Skinner (* 1978)

- Skinner, Ntala (* 1973), US-amerikanische Biathletin
- Skinner, Otis (1858–1942), US-amerikanischer Schauspieler und Autor
- Skinner, Patricia (* 1965), britische Mittelalterhistorikerin
- Skinner, Patrick James (1904–1988), kanadischer Geistlicher, römisch-katholischer Erzbischof von Saint John’s, Neufundland
- Skinner, Peter (* 1959), britischer Politiker (Labour Party), MdEP
- Skinner, Quentin (* 1940), britischer Historiker und Politikwissenschaftler
- Skinner, Richard (1778–1833), US-amerikanischer Politiker und Jurist
- Skinner, Robert J., US-amerikanischer Offizier, Generalleutnant der US Air Force
- Skinner, Samuel K. (* 1938), US-amerikanischer Jurist, Politiker und Wirtschaftsmanager
- Skinner, Stephen, US-amerikanischer Politiker
- Skinner, Stuart (* 1998), kanadischer Eishockeytorwart
- Skinner, Thomas Gregory (1842–1907), US-amerikanischer Politiker
- Skinner, Thomson J. (1752–1809), US-amerikanischer Politiker
- Skinner, Todd (1958–2006), US-amerikanischer Freikletterer
- Skinner, Tom (1954–2015), US-amerikanischer Countrysänger
- Skinner, Tom (* 1980), britischer Jazzschlagzeuger
- Skinner-Klée Arenales, Jorge (* 1957), guatemaltekischer Diplomat
- Skinnider, Margaret (1892–1971), irische Lehrerin, Aktivistin und Frauenrechtlerin
- Skinny Al, deutscher Rapper
- Skinstad, Hans (* 1946), kanadischer Skilangläufer
- Skinstad, Jon (* 1987), kanadischer Biathlet
- Skinstad, Kai (* 1988), kanadischer Biathlet
- Skinz, dänischer Sänger
- Skiöld, Lars-Erik (* 1952), schwedischer Ringer
- Skiöld, Leif (1935–2014), schwedischer Fußballspieler und -trainer
- Skiöld, Ossian (1889–1961), schwedischer Leichtathlet
- Skip (* 1996), Schweizer Musiker
- Skipitares, Theodora (* 1946), US-amerikanische Performancekünstlerin
- Skipitis, Rapolas (1887–1976), litauischer Jurist und Politiker
- Skipnes, Johan (1909–2005), norwegischer Politiker der Kristelig Folkeparti
- Skipp, Oliver (* 2000), englischer Fußballspieler
- Skipper Clement (1485–1536), dänischer Freibeuter
- Skipper, Anton (* 2000), dänischer Fußballspieler
- Skipper, Elix (* 1967), US-amerikanischer Wrestler
- Skipper, Howard E. (1915–2006), US-amerikanischer Onkologe
- Skipper, Joe (* 1988), britischer Triathlet
- Skipper, Magdalena, britische Genetikerin und Medizinjournalistin
- Skipper, Pernille (* 1984), dänische Politikerin
- Skipper, Tuzar (* 1995), US-amerikanischer American-Football-Spieler
- Skippings, Oswald (* 1953), Politiker der Turks- und Caicosinseln
- Skipwith, Sofka (1907–1994), russisch-britische Kommunistin und Adlige
- Skipworth, Alison (1863–1952), britische Schauspielerin
- Skipworth, Todd (* 1985), australischer Ruderer und Triathlet
- Skira, Albert (1904–1973), Schweizer Verleger
- Skirecki, Hans (1935–2016), deutscher Schriftsteller und Übersetzer
- Skirgaila († 1397), Großfürst von Litauen
- Skirke, Ulf (* 1949), deutscher Politiker (SPD)
- Skirmunt, Helena (1827–1874), russische Malerin und Bildhauerin
- Skirmunt, Konstanty (1866–1949), polnischer Politiker, Diplomat und Außenminister
- Škirpa, Kazys (1895–1979), litauischer Politiker und Diplomat, Botschafter, Oberst, Gründer von Lietuvių aktyvistų frontas
- Skirving, Angie (* 1981), australische Hockeyspielerin
- Skirving, William († 1796), englischer Strafgefangener
- Skistad, Kristine Stavås (* 1999), norwegische Skilangläuferin
- Skita, Aladar (1876–1953), österreichisch-deutscher Chemiker
- Skitschko, Oleksandr (* 1991), ukrainischer Fernsehmoderator
- Skivild, Robin (* 2001), dänischer Radsportler

### Skj
- Skjælaaen, Bjørg (1933–2019), norwegische Eiskunstläuferin
- Skjæran, Bjørnar (* 1966), norwegischer Politiker
- Skjærli, Brynjar (* 1978), norwegischer Skilangläufer
- Skjærpe, Arne, norwegischer Brigadier und Manager
- Skjærpe, Bjørn (* 1895), norwegischer Turner
- Skjærvø, Prods Oktor (* 1944), norwegischer Iranist
- Skjærvold, Rune (* 1974), norwegischer Handballspieler
- Skjalm Hvide, dänischer Adliger
- Skjei, Brady (* 1994), US-amerikanischer Eishockeyspieler
- Skjelbred, Margaret (* 1949), norwegische Schriftstellerin
- Skjelbred, Oluf (1854–1939), norwegischer Reeder
- Skjelbred, Per (* 1987), norwegischer FußballspielerPer Skjelbred (* 1987)

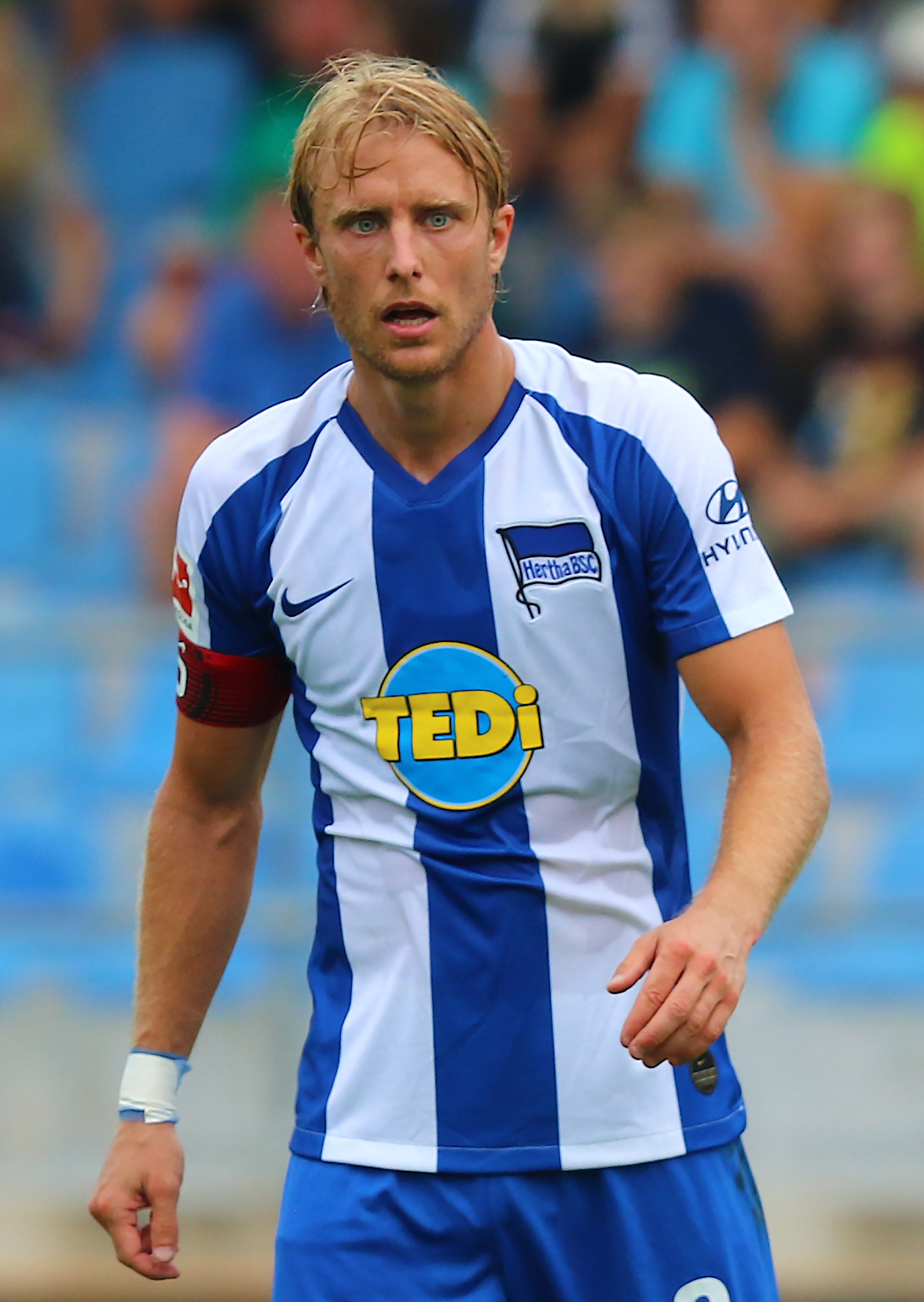
Per Skjelbred (* 1987)

- Skjelbred, Ray, US-amerikanischer Jazzmusiker
- Skjelbreid, Ann-Elen (* 1971), norwegische Biathletin
- Skjelbreid, Liv Grete (* 1974), norwegische Biathletin
- Skjeldal, Gudmund (* 1970), norwegischer Skilangläufer
- Skjeldal, Kristen (* 1967), norwegischer Skilangläufer
- Skjellerup, Blake (* 1985), neuseeländischer Shorttracker
- Skjellerup, Johann (1877–1950), deutscher kommunistischer Politiker
- Skjellerup, John Francis (1875–1952), australischer Astronom
- Skjelmose Jensen, Mattias (* 2000), dänischer RadrennfahrerMattias Skjelmose Jensen (* 2000)

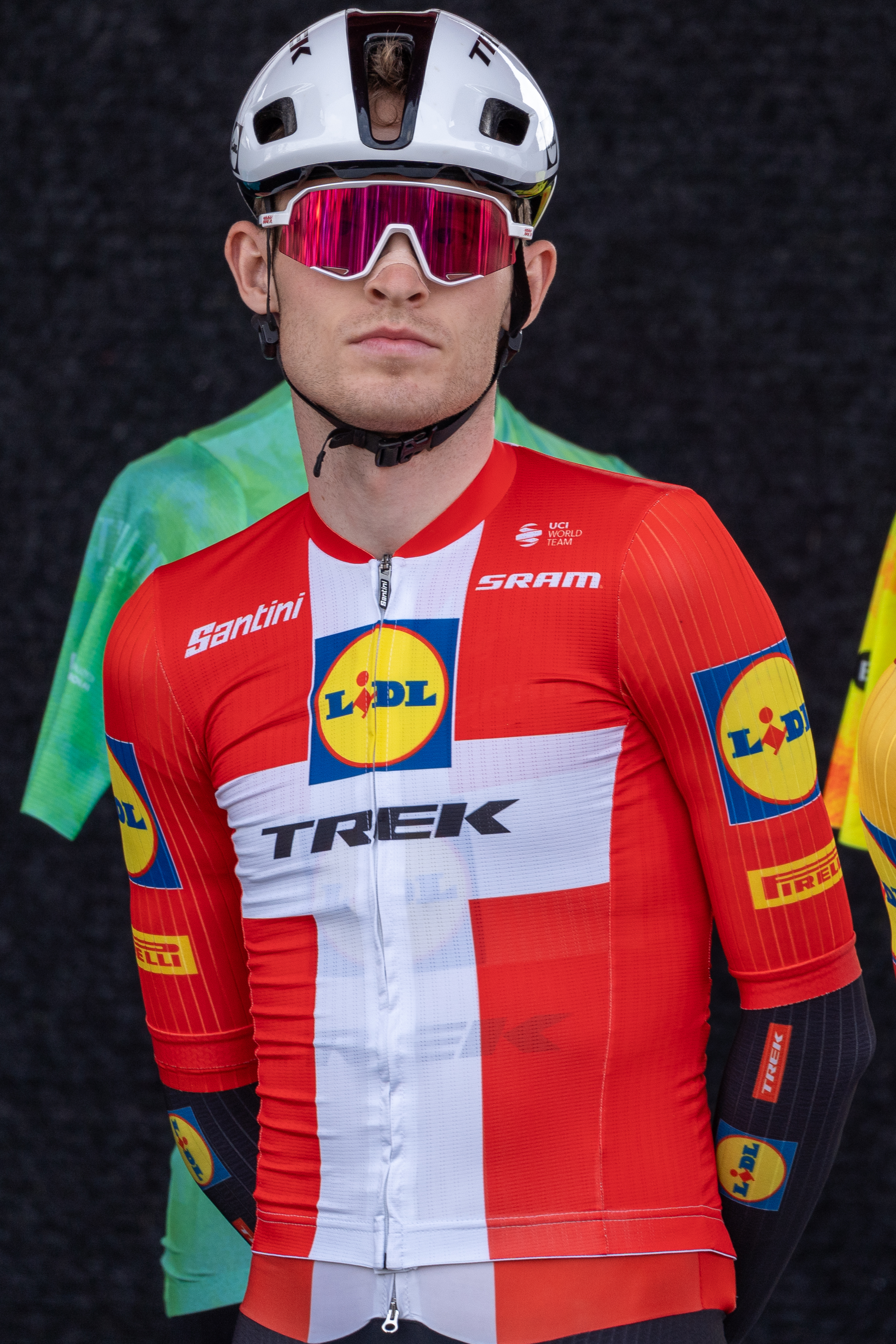
Mattias Skjelmose Jensen (* 2000)

- Skjelstad, André N. (* 1965), norwegischer Politiker
- Skjelvik, Kristoffer (* 1991), norwegischer Biathlet
- Skjemstad, Lorns (1940–2024), norwegischer Skilangläufer
- Skjerping, Kristoffer (* 1993), norwegischer Radrennfahrer
- Skjerven, Elsa (1919–2005), norwegische Politikerin (Kristelig Folkeparti), Ministerin und Lehrerin
- Skjerven, Hermund (1872–1952), norwegischer Sportschütze
- Skjervold, Harald (1917–1995), norwegischer Tierzuchtwissenschaftler
- Skjevesland, Olav (1942–2019), norwegischer Bischof der evangelisch-lutherischen Norwegischen Kirche
- Skjold, Andreas (1929–2003), norwegischer Jazzposaunist
- Skjøld, Maren (* 1993), norwegische Skirennläuferin
- Skjoldbjærg, Erik (* 1964), norwegischer Filmregisseur und DrehbuchautorErik Skjoldbjærg (* 1964)

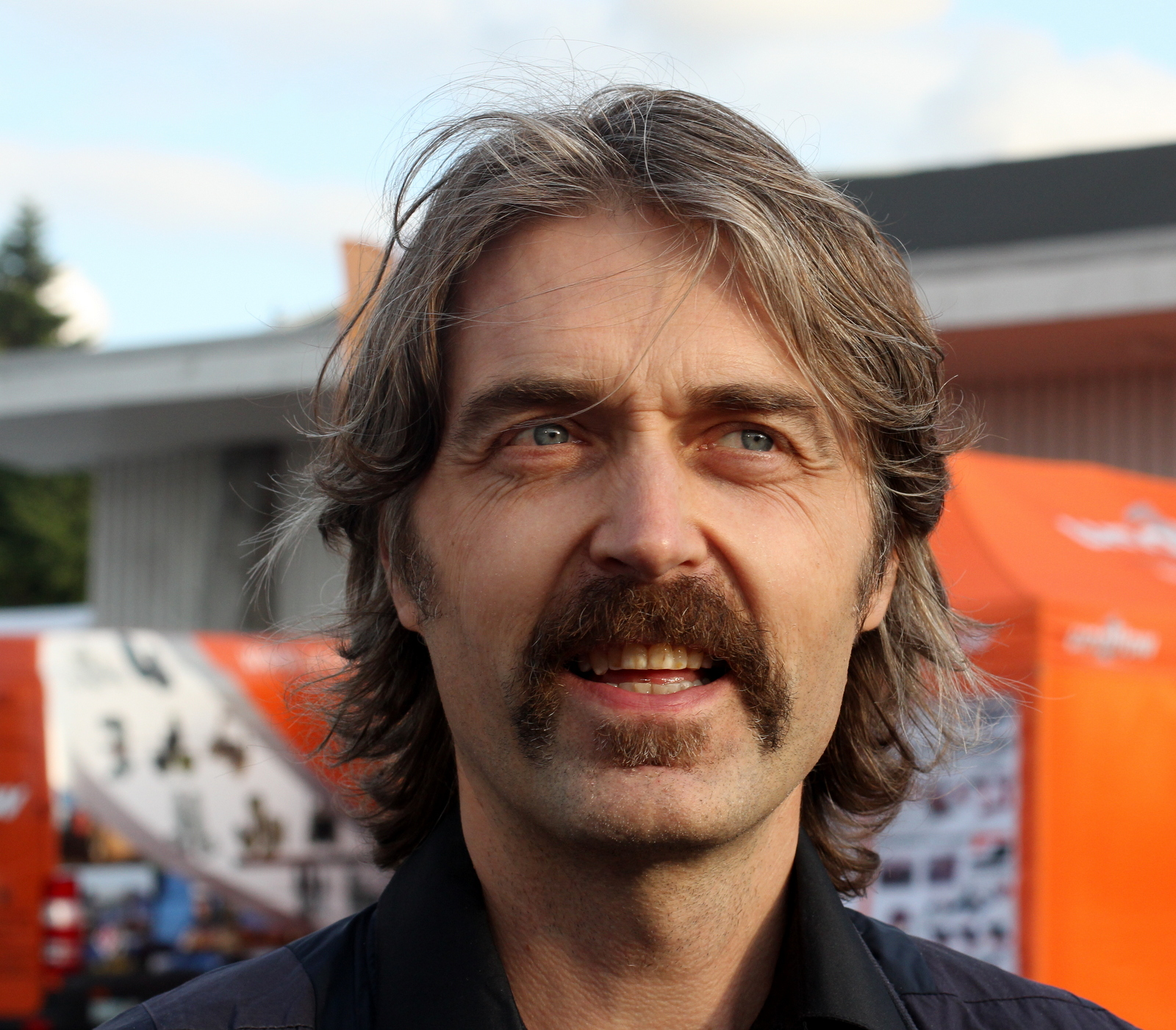
Erik Skjoldbjærg (* 1964)

- Skjoldborg, Johan (1861–1936), dänischer Dichter und Schriftsteller
- Skjølsvold, Arne (1925–2007), norwegischer Archäologe
- Skjønberg, Pål (1919–2014), norwegischer Film- und Theaterschauspieler sowie Theaterregisseur
- Skjønhaug, Gry Kirsti (* 1969), norwegische Badmintonspielerin
- Skjønsberg, Kari (1926–2003), norwegische Literaturwissenschaftlerin, Frauenrechtlerin und Politikerin (Arbeiterpartiet)
- Skjønsberg, Morten (* 1983), norwegischer Fußballspieler
- Skjønsberg, Tor (1903–1993), norwegischer Politiker, Minister und Unternehmer

### Skl
- Sklad-Sauer, Marija (1935–2014), österreichische Gesangspädagogin und Sängerin
- Skladanowski, Christian (* 2004), deutsch-polnischer Basketballspieler
- Skladanowsky, Emil (1866–1945), Wegbereiter des Films
- Skladanowsky, Max (1863–1939), deutscher Filmpionier
- Skladaný, Branislav (* 1982), slowakischer Volleyballspieler
- Składkowski, Felicjan Sławoj (1885–1962), polnischer Generalmajor, Arzt, Politiker und Ministerpräsident
- Skladnewa, Irina Jurjewna (* 1974), russische Skilangläuferin
- Skladny, Udo (1931–2023), deutscher evangelischer Theologe
- Sklansky, David (* 1947), US-amerikanischer Pokerspieler und Autor
- Sklar, George (1908–1988), US-amerikanischer Dramatiker, Roman- und Drehbuchautor
- Sklar, Lawrence (1938–2024), US-amerikanischer Philosoph
- Sklar, Leland (* 1947), US-amerikanischer Bassist, Sänger und KomponistLeland Sklar (* 1947)

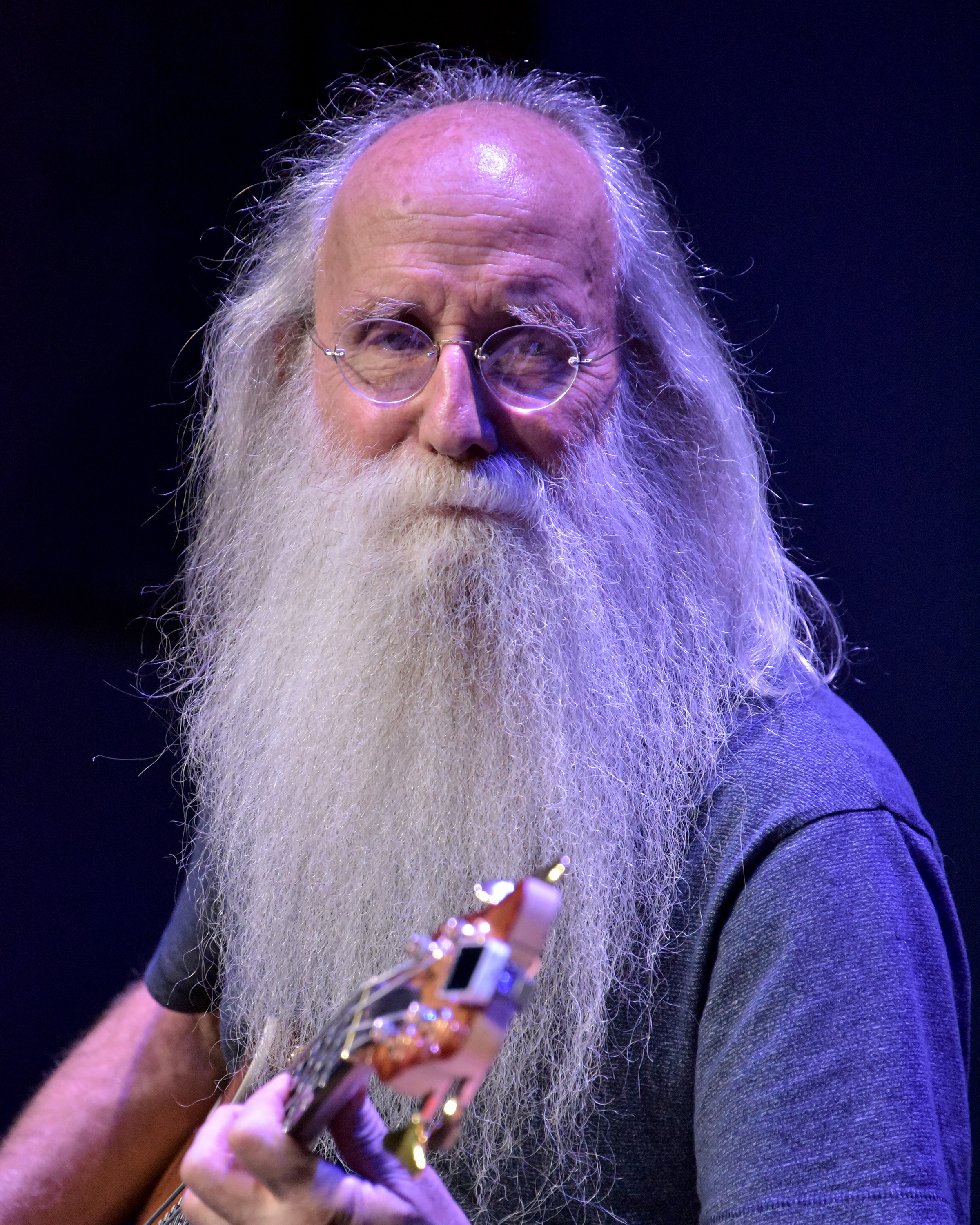
Leland Sklar (* 1947)

- Sklar, Zachary (* 1948), US-amerikanischer Drehbuchautor und Journalist
- Sklarek, Norma Merrick (1928–2012), US-amerikanische Architektin
- Sklarski, Ludwig (1950–2019), deutscher Fußballspieler
- Sklarz, Leon (1879–1948), deutscher Geschäftsmann, Kaufmann und Filmproduktionsleiter
- Sklba, Richard John (1935–2024), US-amerikanischer römisch-katholischer Geistlicher, Weihbischof in Milwaukee
- Sklebitz, Anne, deutsche Archäologin
- Sklenák, Tomáš (* 1982), tschechischer Handballspieler
- Sklenar, Brandon (* 1990), US-amerikanischer Schauspieler in Film und FernsehenBrandon Sklenar (* 1990)

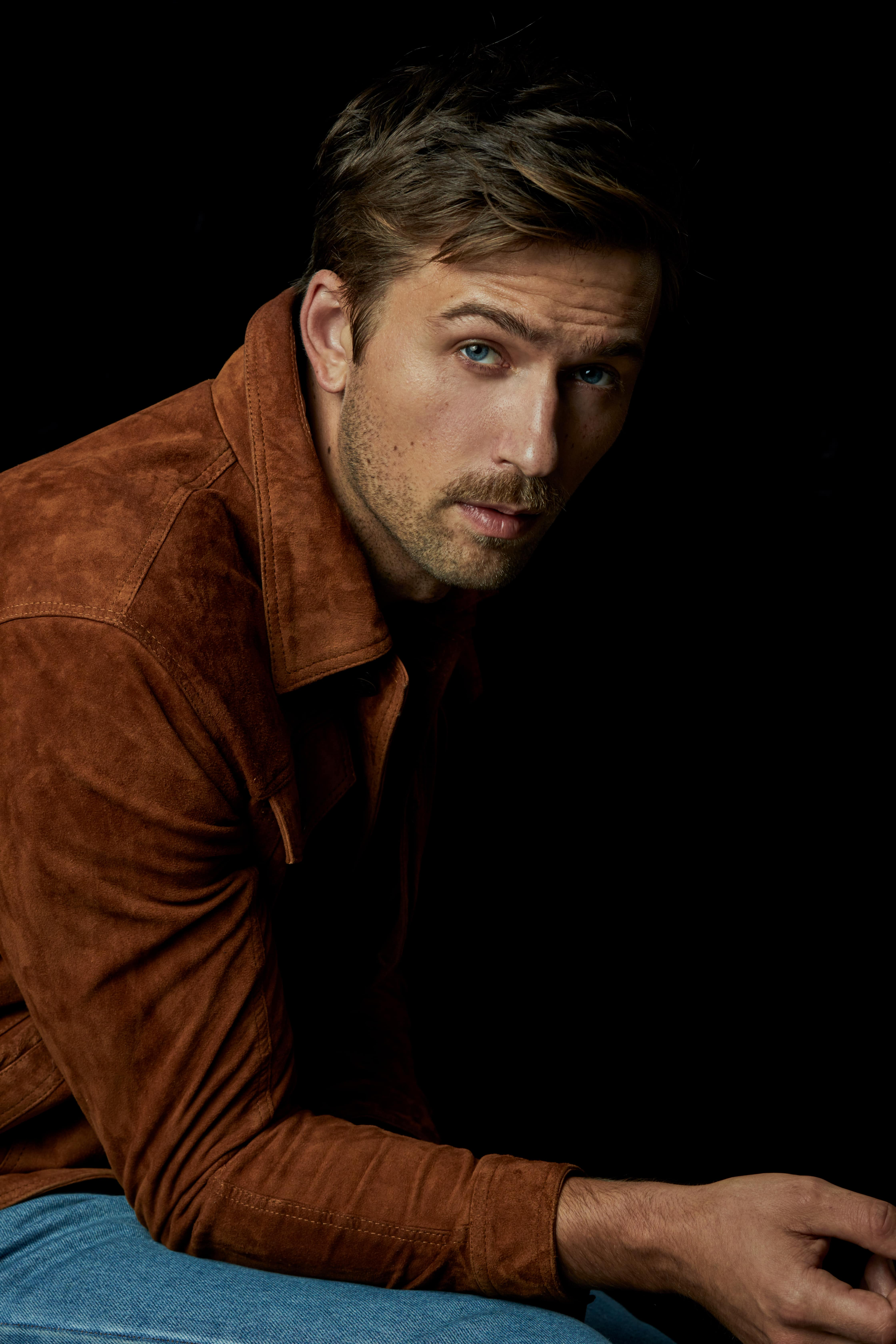
Brandon Sklenar (* 1990)

- Sklenar, Guido (1871–1953), österreichischer Lehrer und Imker, Fachschriftsteller
- Sklenář, Jakub (* 1988), tschechischer Eishockeyspieler
- Sklenar, Jason (* 1970), britischer Biathlet
- Sklenář, Michal (* 1988), tschechischer Grasskiläufer
- Sklenar, Volker (1944–2025), deutscher Politiker (CDU, DBD), MdL
- Sklenárik, Tomáš (* 1999), slowakischer Biathlet
- Sklenaříková, Adriana (* 1971), slowakisches Supermodel
- Sklenička, Petr (* 1964), tschechischer Umweltwissenschaftler
- Sklenitzka, Franz Sales (* 1947), österreichischer Schriftsteller und Graphiker
- Sklenka, Herbert (* 1958), österreichischer Journalist und Autor
- Sklenka, Johann (1911–1983), österreichischer Komponist, Kabarettist, Schauspieler und Regisseur
- Sklepowich, Edward (* 1943), US-amerikanischer Schriftsteller
- Sklett, Vegard Haukø (* 1986), norwegischer Skispringer
- Sklifossowski, Nikolai Wassiljewitsch (1836–1904), moldauisch-russischer Chirurg und Hochschullehrer
- Skljajew, Fedossei Moissejewitsch (1672–1728), russischer Schiffbauer
- Skljanin, Jewgeni Konstantinowitsch (* 1955), russischer Mathematiker und mathematischer Physiker
- Skljanski, Efraim Markowitsch (1892–1925), sowjetischer Politiker, Stellvertreter des sowjetrussischen Kriegsministers Trotzki
- Skljar, Igor Borissowitsch (* 1957), russischer Theater- und Filmschauspieler
- Skljar, Roman (* 1971), kasachischer Politiker
- Skljarenko, Iryna (* 1961), ukrainische Marathonläuferin
- Skljarenko, Oksana (* 1981), ukrainische Langstreckenläuferin
- Skljarenko, Wladimir Petrowitsch (* 1955), russischer Oboist
- Skljarow, Dmitri Witaljewitsch (* 1974), russischer Programmierer
- Skljarow, Nikolai Mitrofanowitsch (1907–2005), sowjetisch-russischer Werkstoffwissenschaftler
- Skłodowski, Władysław (1832–1902), polnischer Lehrer, Biologe, Journalist und Übersetzer
- Sklorz, Engelbert (* 1965), deutscher Biathlet und Biathlontrainer

### Sko

#### Skob
- Škobalj, Filip (* 2002), serbischer Basketballspieler
- Škobalj, Milan (* 1963), serbischer Basketballtrainer
- Skobelew, Matwei Iwanowitsch (1885–1938), russischer Revolutionär und sowjetischer Politiker
- Skobelew, Michail Dmitrijewitsch (1843–1882), russischer General
- Skobelew, Wladislaw Alexandrowitsch (* 1987), russischer Skilangläufer
- Skobelzyn, Dmitri Wladimirowitsch (1892–1990), russischer Physiker
- Škoberne, Jure (* 1987), slowenischer Schachspieler
- Škobić, Vedran (* 1984), bosnischer Politiker (HDZ BiH)
- Skobla, Jaroslav (1899–1959), tschechoslowakischer Gewichtheber
- Skobla, Jiří (1930–1978), tschechoslowakischer Kugelstoßer
- Skoblar, Josip (* 1941), jugoslawischer Fußballspieler und -trainerJosip Skoblar (* 1941)

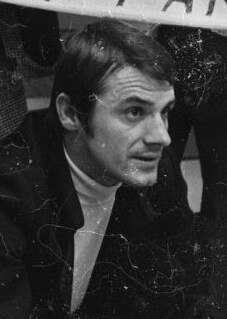
Josip Skoblar (* 1941)

- Skoblikowa, Lidija Pawlowna (* 1939), sowjetische Eisschnellläuferin
- Skoblin, Nikolai Wladimirowitsch (* 1892), General im Russischen Bürgerkrieg und sowjetischer Agent
- Skobow, Juri Georgijewitsch (1949–2024), sowjetischer Skilangläufer
- Skobowsky, Klaus (* 1958), deutscher Badmintonspieler
- Skobrew, Iwan Alexandrowitsch (* 1983), russischer Eisschnellläufer
- Skobzowa, Maria (1891–1945), russische Dichterin, Nonne, Fluchthelferin im Zweiten Weltkrieg, Heilige

#### Skoc
- Skočdopole, Jiří (* 1980), tschechischer Badmintonspieler
- Skoček, Iľja (1930–2022), slowakischer Architekt und Urbanist
- Škoch, David (* 1976), tschechischer Tennisspieler
- Škoch, Miriam (* 1997), tschechische Tennisspielerin
- Skočić, Dragan (* 1968), kroatischer Fußballspieler und -trainer
- Skocik, Walter (* 1940), österreichischer Fußballspieler und -trainerWalter Skocik (* 1940)

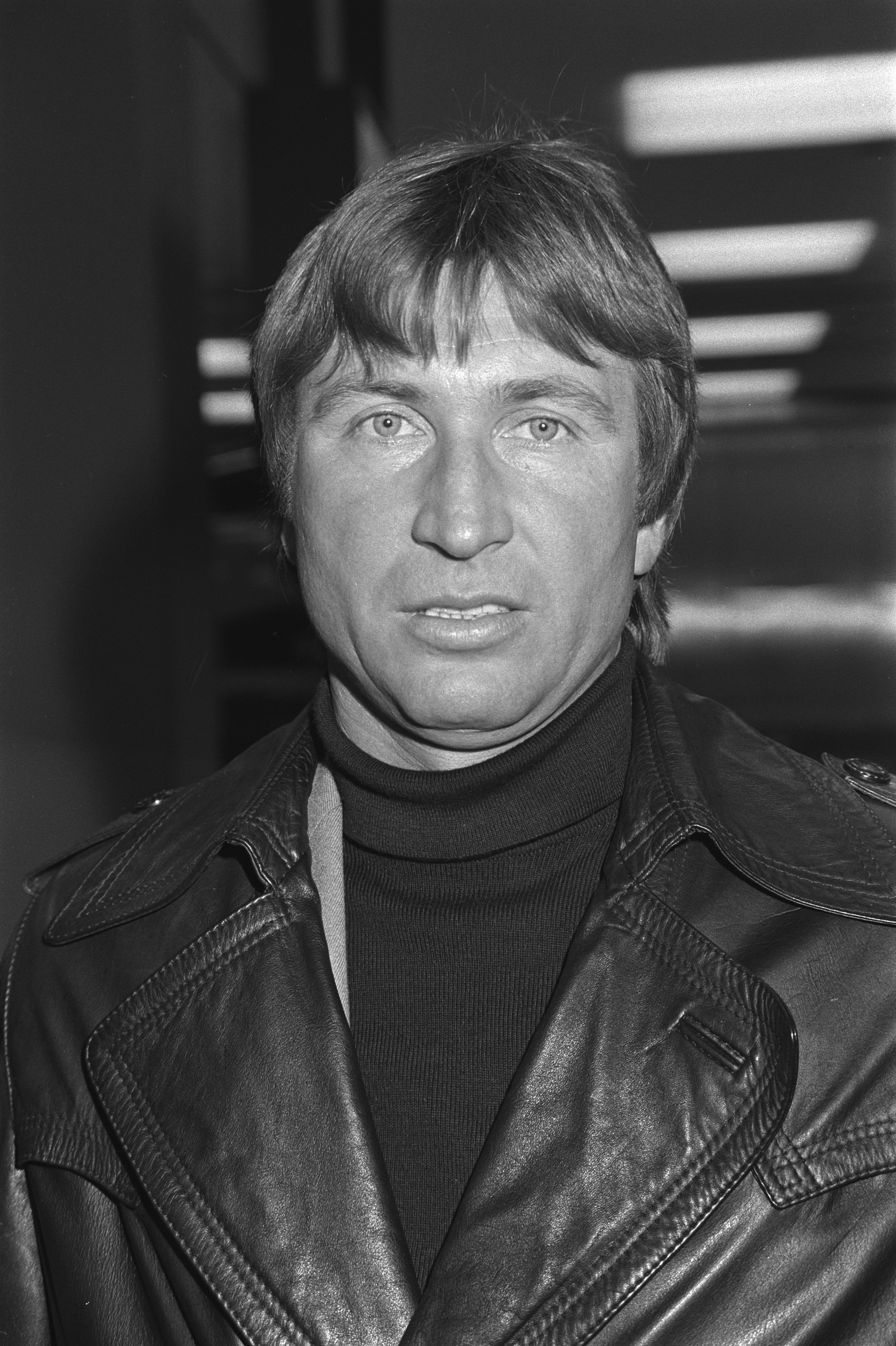
Walter Skocik (* 1940)

- Skočir, Andrej (* 2003), slowenischer Sprinter
- Skockan, Johannes (1877–1897), deutscher Fußballer
- Skocpol, Theda (* 1947), US-amerikanische Soziologin und Politologin
- Skoczowski, Krystian (* 1968), deutscher Kirchenmusiker
- Skoczowsky, Rüdiger, deutscher Popsänger
- Skoczylas, Władysław (1883–1934), polnischer Maler, Grafiker, Holzschneider, Bildhauer und Pädagoge

#### Skod
- Skoda, Albin (1909–1961), österreichischer Film- und Theaterschauspieler und Synchronsprecher
- Skoda, Anna, böhmische Rodlerin
- Skoda, Carl (1884–1918), österreichischer Hofschauspieler
- Skoda, Claudia (* 1943), deutsche Strickdesignerin
- Škoda, Emil von (1839–1900), böhmischer Ingenieur und IndustriellerEmil von Škoda (1839–1900)

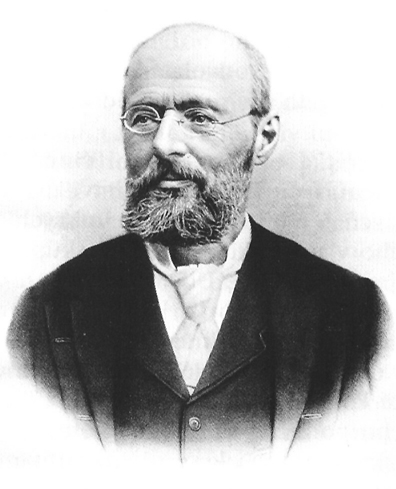
Emil von Škoda (1839–1900)

- Skoda, Felix (1894–1969), deutscher Maler und Grafiker
- Škoda, Franz von (1801–1888), österreichisch-böhmischer Mediziner
- Skoda, Henri (* 1945), französischer Mathematiker
- Škoda, Jiří (* 1956), tschechischer Radrennfahrer
- Škoda, Josef von (1805–1881), österreichischer Mediziner
- Škoda, Karl (1872–1930), österreichischer Veterinär und Hochschullehrer
- Škoda, Karl von (1878–1929), böhmisch-österreichischer Unternehmer
- Škoda, Leoš (* 1953), tschechoslowakischer Skispringer
- Skoda, Martin (* 1966), deutscher Schauspieler
- Škoda, Milan (* 1986), tschechischer Fußballspieler
- Skoda, Paul (* 1901), deutscher Politiker (NSDAP), MdR
- Skoda, Rudolf (1931–2015), deutscher Architekt und Hochschullehrer
- Škoda, Vladimír (* 1942), französischer Bildhauer tschechischer Herkunft
- Skoda-Türk, Renate (* 1952), österreichische Augenärztin
- Skoddow, Waltraut (1942–2014), deutsche Schriftstellerin
- Skodler, Stefan (1909–1975), österreichischer Schauspieler
- Skodlerrak, Horst (1920–2001), deutscher Maler
- Škodová, Jarmila (* 1943), tschechoslowakische Skilangläuferin
- Škodová-Davoodi, Růžena (* 1948), deutsche Basketballspielerin
- Skodowski, Wolf-Dieter (* 1950), deutscher Brigadegeneral des Heeres
- Skodzig, Bernd (* 1969), deutscher Kostümbildner

#### Skoe
- Skoetz, Sigrid (1945–2022), deutsche Schauspielerin, Regisseurin, Theaterleiterin und Synchronsprecherin

#### Skof
- Škof, Gorazd (* 1977), slowenischer Handballtorwart
- Skoff, Horst (1968–2008), österreichischer Tennisspieler
- Škofič, Denis (* 1985), slowenischer Dichter
- Skofterud, Vibeke (1980–2018), norwegische Skilangläuferin

#### Skog
- Skog, Cecilie (* 1974), norwegische Abenteurerin, Extrembergsteigerin und FernsehpersönlichkeitCecilie Skog (* 1974)

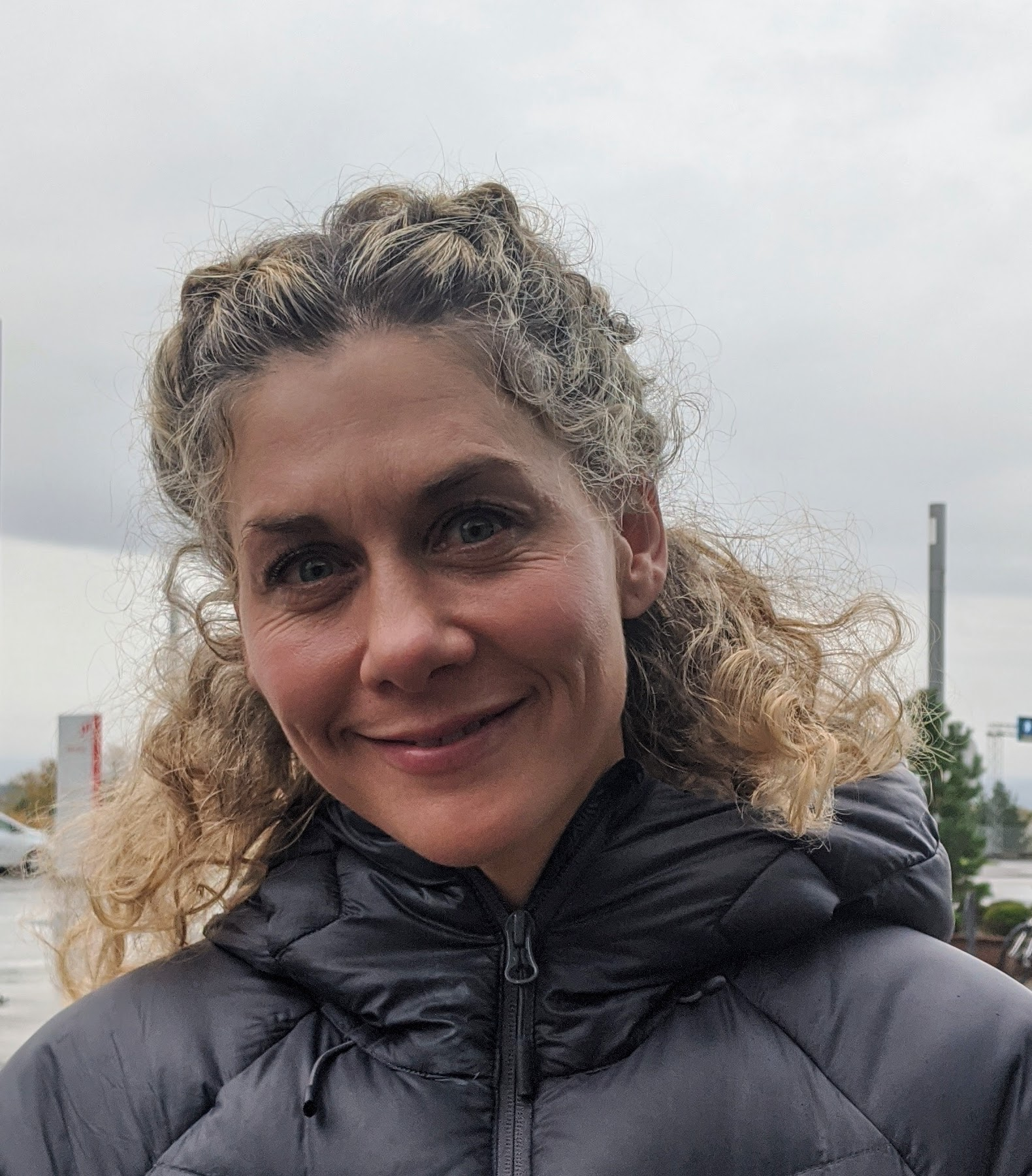
Cecilie Skog (* 1974)

- Skog, Emil (1897–1981), finnischer sozialdemokratischer Politiker
- Skog, Karolina (* 1976), schwedische Politikerin der Sozialdemokratischen Arbeiterpartei Schwedens, Regierungsmitglied (ab 2016)
- Skog, Linnea (* 2003), finnische Schauspielerin
- Skog, Ove (1944–2018), schwedischer Tattoo-Pionier
- Skog, Rune (* 1973), norwegischer Biathlet
- Skogan, Marit Ishol (* 1998), norwegische Biathletin
- Skógdrívsson, Jørundur, Løgmaður der Färöer
- Skogen, Engebret (1887–1968), norwegischer Sportschütze
- Skogen, Sondre (* 2000), norwegischer Fußballspieler
- Skogheim, Vegard (* 1966), norwegischer Fußballspieler und -trainer
- Skogland, Kari, kanadische Film- und Fernsehregisseurin, Filmproduzentin und Drehbuchautorin
- Skoglar Toste, schwedischer Magnat, Wikinger, Stammvater des Sverkergeschlechts
- Skoglund, Aleksander (* 1999), norwegischer Nordischer Kombinierer
- Skoglund, Andreas (* 2001), norwegischer Nordischer Kombinierer
- Skoglund, Ann-Louise (* 1962), schwedische Leichtathletin
- Skoglund, Bosse (1936–2021), schwedischer Jazzmusiker (Schlagzeug, Vibraphon)
- Skoglund, Erik (* 1991), schwedischer Boxer
- Skoglund, Lennart (1929–1975), schwedischer FußballspielerLennart Skoglund (1929–1975)

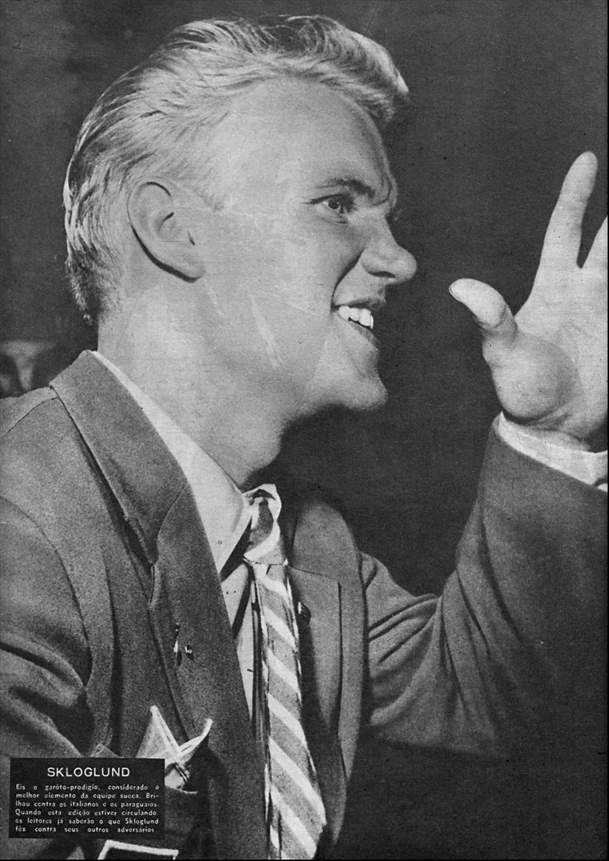
Lennart Skoglund (1929–1975)

- Skoglund, Måns (* 2002), schwedischer Skilangläufer
- Skoglund, Nils (1906–1980), schwedischer Wasserspringer
- Skoglund, Sandy (* 1946), US-amerikanische Fotografin und Medienkünstlerin
- Skoglund, Thomas (* 1983), norwegischer Handballspieler
- Skogly, Oskar (1908–1988), norwegischer Politiker (Arbeiterpartei), Storting-Abgeordneter, Minister für Kommunales und Arbeit
- Skogmar, Adrian (* 2005), thailändisch-schwedischer Fußballspieler
- Skogrand, Stine (* 1993), norwegische Handballspielerin
- Skogsberg, Tage (1887–1951), schwedisch-US-amerikanischer Meeresbiologe, Ozeanograf und Hochschullehrer
- Skogsberg, Tomas, schwedischer Musikproduzent und Toningenieur
- Skogsholm, Torild (* 1959), norwegische Politikerin der liberalen Partei Venstre
- Skogstad, Grace (* 1948), kanadische Politikwissenschaftlerin
- Skogum, Marita (* 1961), schwedische Orientierungsläuferin
- Skogvold, Henrik (* 2004), norwegischer Fußballspieler

#### Skok
- Skok, Matevž (* 1986), slowenischer Handballspieler
- Skok, Olaf (* 1969), deutscher Fußballspieler
- Skok, Petar (1881–1956), kroatischer Romanist, Slawist, Balkanologe, Onomastiker und Etymologe
- Skok, Wjatscheslaw Alexandrowitsch (* 1946), sowjetischer Wasserballspieler
- Skokan, Dávid (* 1988), slowakischer Eishockeyspieler
- Skokan, Jutta (* 1943), österreichische Autorin und Kulturvermittlerin
- Skokić, Momo (* 1968), bosnisch-jugoslawischer Skilangläufer und Biathlet
- Skoko, Josip (* 1975), australischer Fußballspieler
- Skokowa, Julija Igorewna (* 1982), russische Eisschnellläuferin

#### Skol
- Skol, Rok (* 1993), slowenischer Handballspieler
- Skolaster, Hermann (1877–1968), deutscher Ordensgeistlicher, Hochschullehrer, Missionar, Autor und Journalist
- Sköld, Gunnar (1894–1971), schwedischer Radrennfahrer und Weltmeister
- Skold, Tim (* 1966), schwedischer Bassist, Gitarrist, Sänger, ProduzentTim Skold (* 1966)

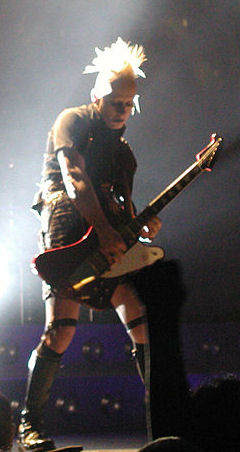
Tim Skold (* 1966)

- Sköld, Yngve (1899–1992), schwedischer Komponist
- Sköldberg, Olof (1910–1979), schwedischer Sportschütze
- Sköldmark, Magnus (* 1968), schwedischer Fußballspieler und -funktionär
- Skolem, Albert Thoralf (1887–1963), norwegischer Mathematiker, Logiker und Philosoph
- Školiak, René (* 1979), slowakischer Eishockeyspieler
- Skolimowska, Kamila (1982–2009), polnische Hammerwerferin und Olympiasiegerin
- Skolimowski, Jerzy (1907–1985), polnischer Ruderer
- Skolimowski, Jerzy (* 1938), polnischer Filmregisseur und Schauspieler
- Školková, Martina (* 1984), slowakische Handballspielerin
- Skoll, Jeffrey (* 1965), erster Präsident von eBay
- Skoll, Lindsay (* 1970), britische Diplomatin
- Skoller, Eddie (1944–2023), dänischer Schauspieler, Singer-Songwriter, Komiker und Theaterleiter
- Skoller, Matthew, US-amerikanischer Bluesmusiker (Mundharmonika)
- Skolmen, Jon (1940–2019), norwegischer Schauspieler, Komiker und Autor
- Školneković, Siniša (* 1968), kroatischer Wasserballspieler
- Skolney, Wade (* 1981), kanadischer Eishockeyspieler
- Skolnick, Alex (* 1968), US-amerikanischer Jazz- und Metal-GitarristAlex Skolnick (* 1968)

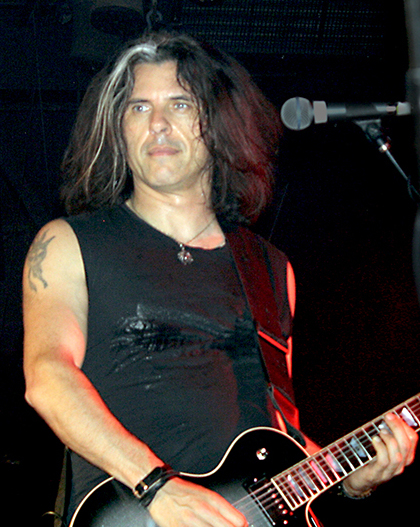
Alex Skolnick (* 1968)

- Skolnick, Jerome H. (1931–2024), US-amerikanischer Soziologe und Kriminologe
- Skolnick, Mark (* 1946), US-amerikanischer Molekulargenetiker
- Skolnik, Matt (* 1981), slowakischer Skeletonpilot
- Skolnikoff, Eugene Bertram (* 1928), US-amerikanischer Elektroingenieur, Politikwissenschaftler und Hochschullehrer
- Skolota, Maryna (* 1963), ukrainische Biathletin
- Skolsky, Sidney (1905–1983), US-amerikanischer Journalist, Autor und Gesellschaftskolumnist, gelegentlicher Schauspieler und Filmproduzent

#### Skom
- Skomagers, Gertrud († 1556), dänische Frau
- Skomal, Karl (1863–1915), deutsch-schlesischer Künstler
- Skomand von Sudauen, baltischer Stammeshäuptling
- Skomarowskyj, Witalij (* 1963), ukrainischer Geistlicher, römisch-katholischer Bischof von Luzk
- Skomina, Damir (* 1976), slowenischer FußballschiedsrichterDamir Skomina (* 1976)

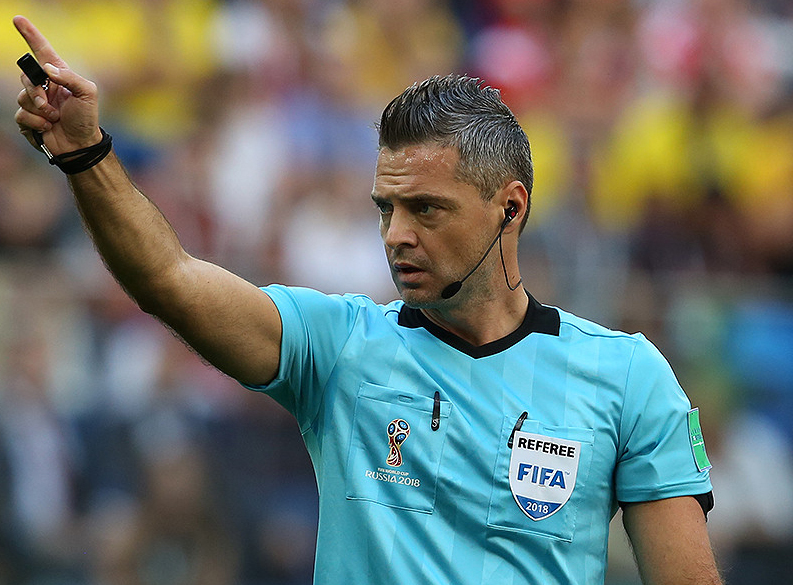
Damir Skomina (* 1976)

- Skomoroch, Sofja Pawlowna (* 1999), russische Rhythmische Sportgymnastin
- Skomorochow, Nikolai Michailowitsch (1920–1994), sowjetischer Pilot
- Skomorochow, Wjatscheslaw Semjonowitsch (1940–1992), sowjetischer Leichtathlet
- Skomorowski, Jakow Borissowitsch (1889–1955), sowjetischer Trompeter, Jazzmusiker, Dirigent und Lehrer
- Skomorucha, Wacław (1915–2001), polnischer katholischer Bischof
- Skomsvold, Kjersti Annesdatter (* 1979), norwegische Schriftstellerin
- Skomsvoll, Erlend (* 1969), norwegischer Jazzmusiker (Piano, Arrangement, Komposition)

#### Skon
- Skonberg, Bria (* 1983), kanadische Jazztrompeterin, Sängerin und Songwriterin
- Skondelev, Johann († 1421), Bischof von Schleswig (1375–1421)
- Skondras, Giannis (* 1990), griechischer Fußballspieler
- Skonecki, Władysław (1920–1983), polnischer Tennisspieler
- Skoneczny, Adam, polnischer Poolbillardspieler
- Skoneczny, Mariusz (* 1990), polnischer Poolbillardspieler
- Skonieczny, Paul (1910–2001), deutscher Jurist und Ministerialbeamter
- Skonietzki, Richard (1853–1931), deutscher Reichsgerichtsrat

#### Skoo
- Skoog, Folke (1908–2001), schwedisch-US-amerikanischer Pflanzenphysiologe
- Skoog, Henric (* 1996), schwedischer Automobilrennfahrer
- Skoog, Niklas (* 1974), schwedischer Fußballspieler
- Skoog, Nisse (1921–2014), schwedischer Jazzmusiker (Trompete), Bühnenbildner, Grafiker und Bildhauer
- Skoog, Olof (* 1962), schwedischer Diplomat
- Skoog, Sofie (* 1990), schwedische Hochspringerin

#### Skop
- Škop, Marko (* 1974), slowakischer Drehbuchautor, Filmregisseur und Filmproduzent
- Skopal, Claudia (* 1978), österreichische Schriftstellerin und Schauspielerin
- Skopas, griechischer Gemmenschneider
- Skopas, griechischer Schriftsteller
- Skopas († 198 v. Chr.), Stratege des Aitolischen Bundes und des Ptolemäerreichs
- Skopas, griechischer BildhauerSkopas

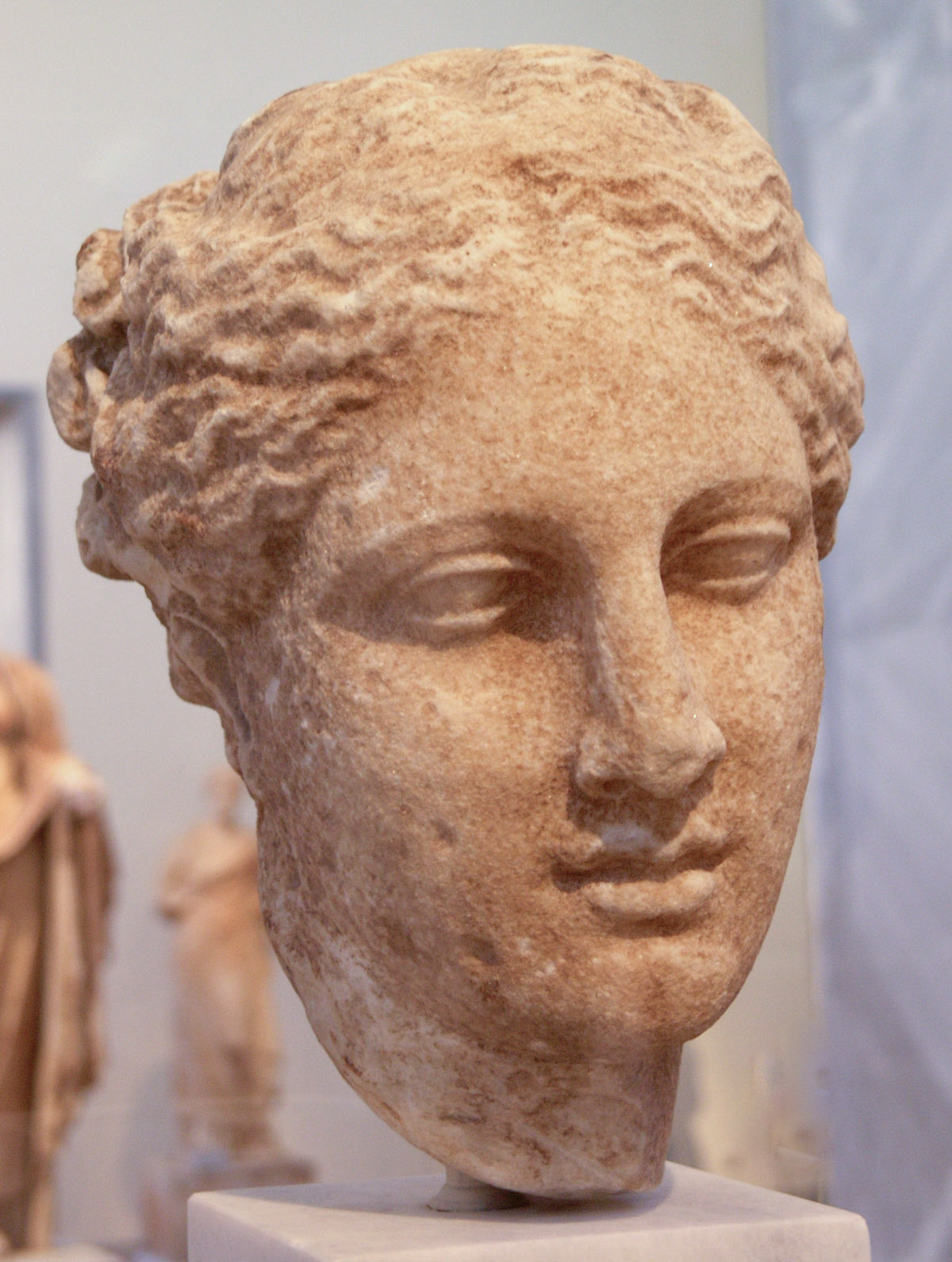
Skopas

- Skopas I. von Krannon, Fürst von Krannon
- Skopas II. von Krannon, Fürst von Krannon
- Skopec, Oliver (* 1985), deutscher Unternehmer und Politiker (BSW), MdL Brandenburg
- Skopek, Martin (* 1986), tschechischer Nordischer Kombinierer
- Skopelitis, Nicky (* 1949), amerikanischer Fusion-Gitarrist
- Skopenko, Wiktor (1935–2010), ukrainischer Chemiker und Universitätsrektor
- Skopin, Timofei Sergejewitsch (* 1989), russischer Eisschnellläufer
- Skopin-Schuiski, Michail Wassiljewitsch (1586–1610), russischer Staatsmann und Heerführer in der Zeit der Wirren
- Skopinzew, Andrei Borissowitsch (* 1971), russischer Eishockeyspieler
- Skopinzew, Dmitri Wladimirowitsch (* 1997), russischer Fußballspieler
- Skopinzew, Oleg Alexandrowitsch (* 1984), russischer Handballspieler
- Skopnik, Hugo (1857–1943), deutscher Kolonialbeamter, Berliner Notar und (kommissarischer) Landeshauptmann der Neuguinea-Kompagnie
- Skopp, Paulus (1905–1999), deutscher Wirtschaftslehrer und Politiker (SPD), MdL

#### Skor
- Skor, Schweizer Rapper
- Skora, Stefan (* 1960), deutscher Politiker (CDU)
- Skora, Thomas, deutscher Basketballspieler
- Skóraś, Michał (* 2000), polnischer Fußballspieler
- Skördeman, Gustaf (* 1965), schwedischer Autor, Drehbuchschreiber, Regisseur und Filmproduzent
- Skordi, Anthony, britischer Schauspieler und Synchronsprecher
- Skordilis, Gaios (* 1987), griechischer Basketballspieler
- Skorepa, Harald (* 1952), deutscher Musiker, Multiinstrumentalist, Sänger, Songschreiber, Psychotherapeut und Autor
- Skořepa, Josef (* 1928), tschechoslowakischer Radrennfahrer
- Skořepová, Luba (1923–2016), tschechische Schauspielerin
- Skorgan, Anita (* 1958), norwegische Singer-Songwriterin
- Škorić, Mile (* 1991), kroatischer Fußballspieler
- Škorić, Pero (* 1969), serbischer Fußballspieler
- Škorić, Zlatko (1941–2019), jugoslawischer Fußballspieler und -trainer
- Skorish, Lev (* 1996), israelischer Stabhochspringer
- Škorjanc, Dominik (* 2003), kroatischer Hürdenläufer
- Skorka, Abraham (* 1950), argentinischer Biophysiker, Rabbiner und Fachbuchautor
- Skorkovský, František (1909–1939), tschechischer Jurist und Studentenführer
- Skórkowski, Karol (1768–1851), polnischer römisch-katholischer Bischof
- Skorler, Peter († 1567), Leipziger Universitätsrektor und Görlitzer Richter und Bürgermeister
- Skorning, Lothar (1925–2005), deutscher Sporthistoriker und Judoka der DDR
- Skornjakow, Lew Anatoljewitsch (1924–1989), sowjetischer Mathematiker
- Skornyakov, Roman (* 1976), usbekischer Eiskunstläufer
- Škoro, Alen (* 1981), bosnischer Fußballspieler
- Škoro, Miroslav (* 1962), kroatischer Sänger, Produzent und PolitikerMiroslav Škoro (* 1962)

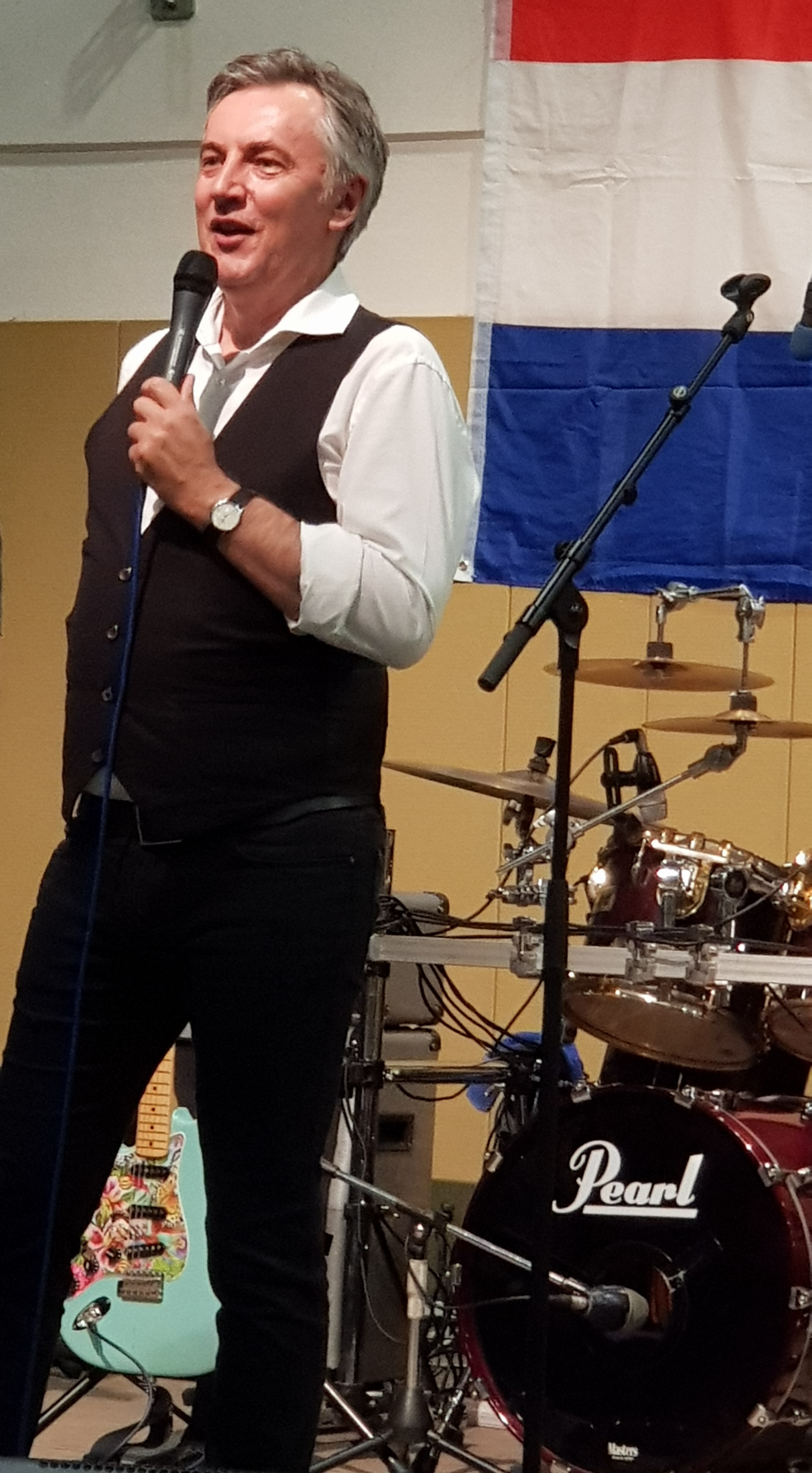
Miroslav Škoro (* 1962)

- Skorochod, Anatolij (1930–2011), ukrainischer Mathematiker
- Skorochodow, Igor Michailowitsch (* 1986), russischer Eishockeyspieler
- Skorochodowa, Olga Iwanowna (1911–1982), ukrainisch-sowjetische Autorin
- Skorodenski, Warren (* 1960), kanadischer Eishockeytorwart
- Skorodyński, Mikołaj (1757–1805), ukrainisch griechisch-katholischer Bischof von Lemberg
- Skoronel, Vera (1906–1932), deutsche Tänzerin, Choreographin und Tanzpädagogin Schweizer Herkunft
- Skoronski, Bob (1934–2018), US-amerikanischer American-Football-Spieler
- Skoronski, Peter (* 2001), US-amerikanischer American-Football-Spieler
- Skoropadska, Jelisaweta (1899–1976), ukrainische Bildhauerin und Politikerin
- Skoropadskyj, Iwan († 1722), Hetman der ukrainischen Kosaken
- Skoropadskyj, Pawlo (1873–1945), ukrainischer PolitikerPawlo Skoropadskyj (1873–1945)

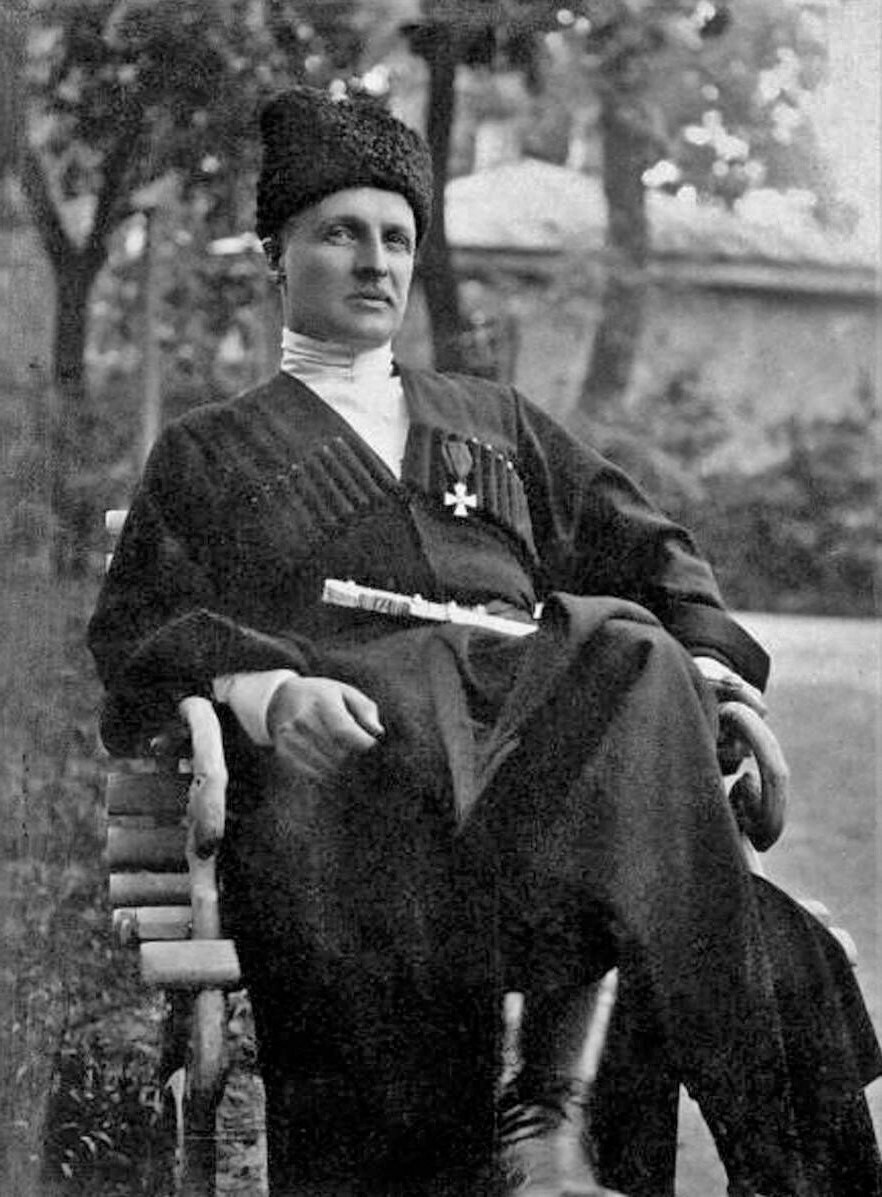
Pawlo Skoropadskyj (1873–1945)

- Skorpik, Peter (* 1959), österreichischer Komponist
- Skorpil, Clementine (* 1964), österreichische Schriftstellerin
- Škorpil, Karel (1859–1944), tschechisch-bulgarischer Archäologe
- Škorpil, Ladislav (* 1945), tschechischer Fußballtrainer
- Skorpion I., altägyptischer König aus der vordynastischen Zeit (um 3200 v. Chr.)
- Skorpion II., altägyptischer König aus der vordynastischen Zeit
- Skorra, Thekla (1866–1943), deutsche jüdische Schriftstellerin und Redakteurin
- Skorstad, Håvard (* 1973), norwegischer Skilangläufer
- Skorton, David J. (* 1949), US-amerikanischer Mediziner, Hochschullehrer und Universitätspräsident
- Skorulskyj, Mychajlo (1887–1950), ukrainischer Komponist, Pianist, Dirigent und Hochschullehrer
- Skorupa, Aleksander (* 1955), polnischer Politiker, Mitglied des Sejm
- Skorupa, Horst Georg (1941–2004), deutscher Keramiker
- Skorupa, Paul (* 1999), deutsch-amerikanischer Handballspieler
- Skoruppa, Ekkehard (* 1956), deutscher Journalist
- Skoruppa, Nils-Peter (* 1953), deutscher Mathematiker
- Skorupski, Jan Stanisław (* 1938), polnischer Dichter und Essayist
- Skorupski, Łukasz (* 1991), polnischer Fußballtorhüter
- Skorupski, Ute (* 1959), deutsche Ruderin
- Škorvánek, Stanislav junior (* 1996), slowakischer Eishockeytorwart
- Škorvánková, Dominika (* 1991), slowakische Fußballspielerin
- Skorych, Sergei (* 1984), kasachischer Fußballspieler
- Skoryk, Myroslaw (1938–2020), ukrainischer Komponist
- Skorzak, Franz (* 1929), deutscher Politiker (CDU), MdL
- Skorzeny, Fritz (1900–1965), österreichischer Komponist und Musikkritiker
- Skorzeny, Otto (1908–1975), österreichischer Offizier der Waffen-SS, führte Kommandoeinsätze im Zweiten Weltkrieg durchOtto Skorzeny (1908–1975)

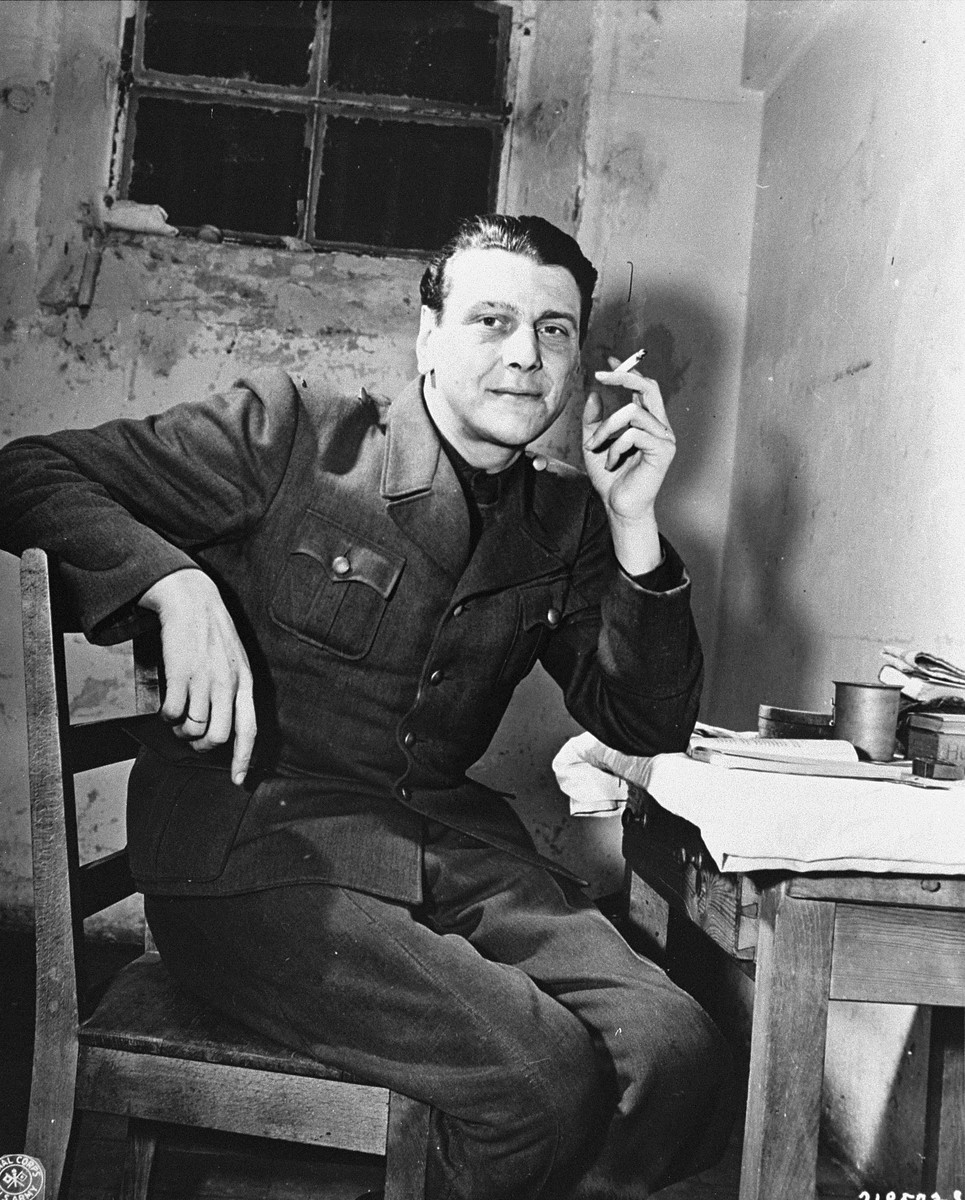
Otto Skorzeny (1908–1975)

- Skorzewski, Leo von (1845–1903), polnisch-deutscher Gutsbesitzer, MdR
- Skorzisko, Theodor (1899–1941), deutscher Politiker (KPD), MdHB

#### Skos
- Skosan, Courtnall (* 1991), südafrikanischer Rugby-Spieler
- Skossyrew, Boris Michailowitsch (1900–1989), russischer Adeliger, der kurzfristig als Boris I. in Andorra herrschte
- Skossyrew, Iwan Michailowitsch (1947–2022), sowjetischer Radrennfahrer

#### Skot
- Skotadis, Georgios (* 1874), griechischer Sportschütze
- Skotak, Dennis (* 1943), US-amerikanischer Filmtechniker
- Skoták, Martin (* 1977), tschechischer Skispringer
- Skotak, Robert, Spezialeffektkünstler und VFX Supervisor
- Skotchdopole, James W., US-amerikanischer Filmproduzent und assistierender Filmregisseur
- Skotheim, Sander (* 2002), norwegischer Leichtathlet
- Skotnes, Cecil (1926–2009), südafrikanischer Maler, Bildhauer und Grafiker
- Skotnický, Martin (* 1947), tschechoslowakischer Eiskunstläufer und slowakischer Trainer
- Skotnicówna, Marzena (1911–1929), polnische Bergsteigerin
- Skotnik, Melanie (* 1982), deutsch-französische Hochspringerin
- Skotnikow, Leonid Alexejewitsch (* 1951), russischer Jurist, Mitglied des Internationalen Gerichtshofes
- Skotsch, Andrei Wladimirowitsch (* 1966), russischer Unternehmer und PolitikerAndrei Wladimirowitsch Skotsch (* 1966)

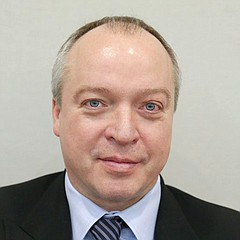
Andrei Wladimirowitsch Skotsch (* 1966)

- Skotschilenko, Alexandra Jurjewna (* 1990), russische Künstlerin und Aktivistin für den Frieden
- Skotschinski, Alexander Alexandrowitsch (1874–1960), russischer Montanwissenschaftler und Hochschullehrer
- Skotschuk, Marija (* 2005), ukrainische Billardspielerin
- Skott, Berndt A. (1943–2018), deutscher Karikaturist
- Skottheim, Johanna (* 1994), schwedische Biathletin
- Skotti, Michail Iwanowitsch (1812–1861), russischer Maler
- Skotton, Franz (1923–2005), österreichischer Politiker (SPÖ), Vorsitzender des Bundesrates
- Skottsberg, Carl Johan Fredrik (1880–1963), schwedischer Botaniker
- Skotvoll, Annette (* 1968), norwegische Handballspielerin

#### Skou
- Skou, Jens Christian (1918–2018), dänischer Biophysiker und Mediziner und Nobelpreisträger für Chemie (1997)
- Skou, Karl (* 1915), grönländischer Pastor und Landesrat
- Skou, Morten (* 1987), dänischer Handballspieler
- Skou-Hansen, Tage (1925–2015), dänischer Journalist und Schriftsteller
- Skoubo, Morten (* 1980), dänischer Fußballspieler
- Skouen, Arne (1913–2003), norwegischer Journalist, Regisseur, Drehbuchautor und Autor
- Skouen, Nikolas (* 1990), norwegischer Basketballspieler
- Skoufas, Nikolaos (1779–1818), griechischer Apotheker, Hutmacher und Kaufmann
- Skoufos, Filotheos († 1685), griechischer Mönch und Heiligenmaler
- Skoukdi, Nadia (* 1992), marokkanische Radsportlerin
- Škoula, Martin (* 1979), tschechischer Eishockeyspieler
- Skouloudis, Stephanos (1838–1928), griechischer Politiker und Ministerpräsident
- Skoumal, Stefan (1909–1983), österreichischer Fußballspieler
- Skoumpakis, Dimitrios (* 1998), griechischer Wasserballer
- Skouphos, Theodoros (1862–1938), griechischer Geologe und Paläontologe
- Skoupý, Karel (1886–1972), tschechischer Geistlicher und Bischof von Brünn
- Skouras, Andreas (* 1972), griechisch-deutscher Pianist und Cembalist
- Skouras, Spyros (1893–1971), griechisch-amerikanischer Filmfirmenmanager
- Skouris, Vasilios (* 1948), griechischer Rechtswissenschaftler und Präsident des Europäischen Gerichtshofs
- Skourletis, Panos (* 1962), griechischer Politiker
- Skousen, W. Cleon (1913–2006), amerikanischer Autor, Redner, FBI-Agent, Hochschullehrer (BYU), Polizeichef von Salt Lake City und konservativer, antikommunistischer sowie mormonischer Aktivist
- Skouzes, Georgios (1891–1973), griechischer Tennisspieler

#### Skov
- Skov Olsen, Andreas (* 1999), dänischer Fußballspieler
- Skov, Jørgen (1925–2001), dänischer Kameramann
- Skov, Kira (* 1976), dänische Rock- und Fusionmusikerin (Gesang, Komposition)
- Skov, Luise (* 1989), dänische Schauspielerin
- Skov, Mie (* 1986), dänische Tischtennisspielerin
- Skov, Rikke (* 1980), dänische Handballspielerin
- Skov, Robert (* 1996), dänischer FußballspielerRobert Skov (* 1996)

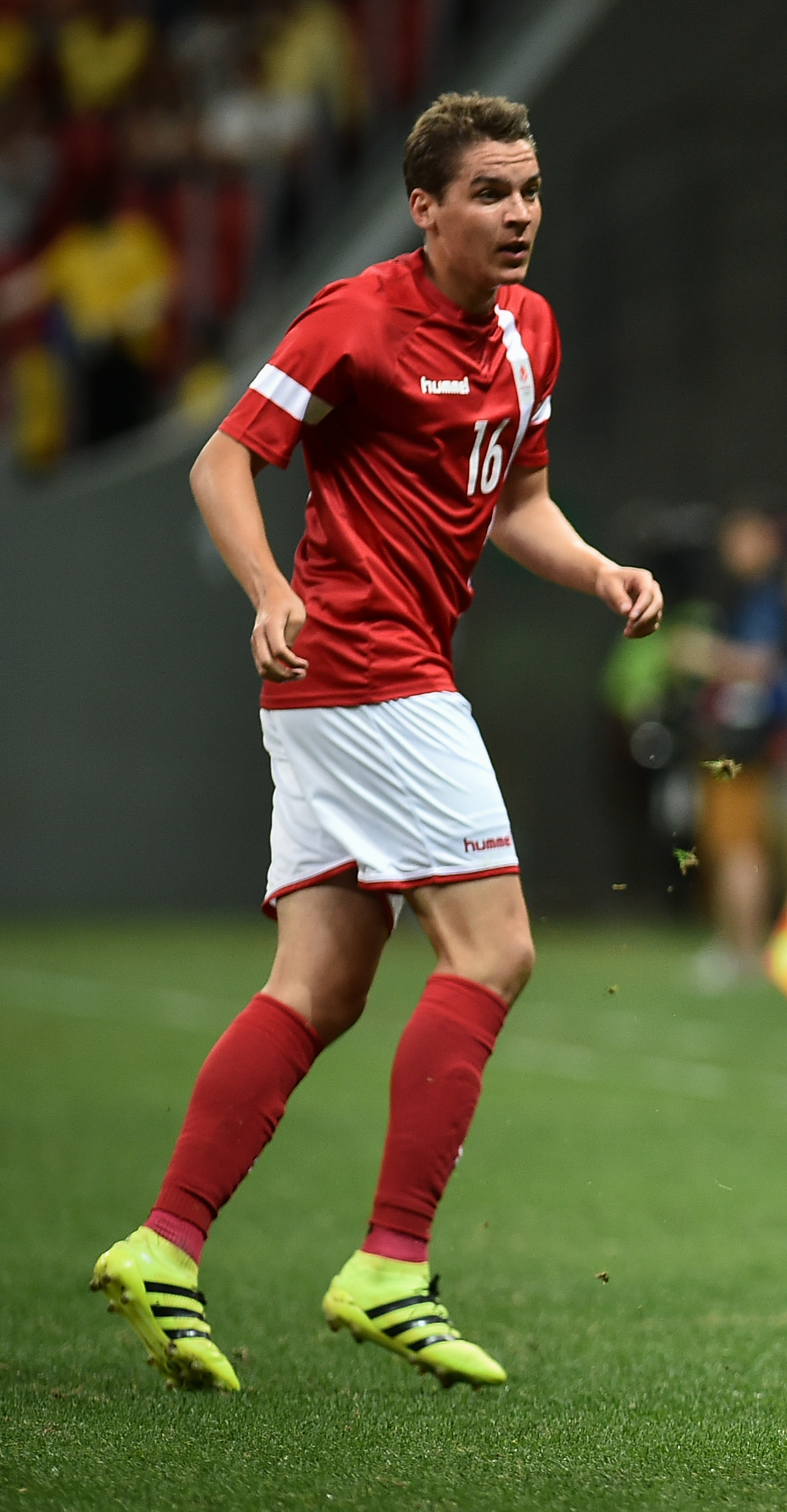
Robert Skov (* 1996)

- Skov, Søren (1954–2022), dänischer Fußballspieler
- Skov-Jakobsen, Peter (* 1959), dänischer lutherischer Geistlicher und Bischof
- Skov-Jensen, Peter (* 1971), dänischer Fußballspieler
- Skovbjerg, John (* 1956), dänischer Marathonläufer
- Skovbye, Ali (* 2002), kanadische Schauspielerin und Model
- Skovbye, Tiera (* 1995), kanadische Schauspielerin und Model
- Skovgaard, Andreas (* 1997), dänischer Fußballspieler
- Skovgaard, Anne (* 1955), dänische Badmintonspielerin
- Skovgaard, Christian (* 1989), dänischer Badmintonspieler
- Skovgaard, Georgia (1828–1868), dänische Textilkünstlerin und Kunststickerin
- Skovgaard, Joakim Frederik (1856–1933), dänischer Maler, Bildhauer und Kunsthandwerker
- Skovgaard, Martin (* 1964), dänischer Badmintonspieler
- Skovgaard, Michelle (* 1986), dänische Handballspielerin
- Skovgaard, Niels Kristian (1858–1938), dänischer Maler, Bildhauer und Kunsthandwerker
- Skovgaard, P. C. (1817–1875), dänischer Maler
- Skovgaard, Steen (* 1950), dänischer Badmintonspieler
- Skovhus, Bo (* 1962), dänischer Opernsänger (Bariton)Bo Skovhus (* 1962)

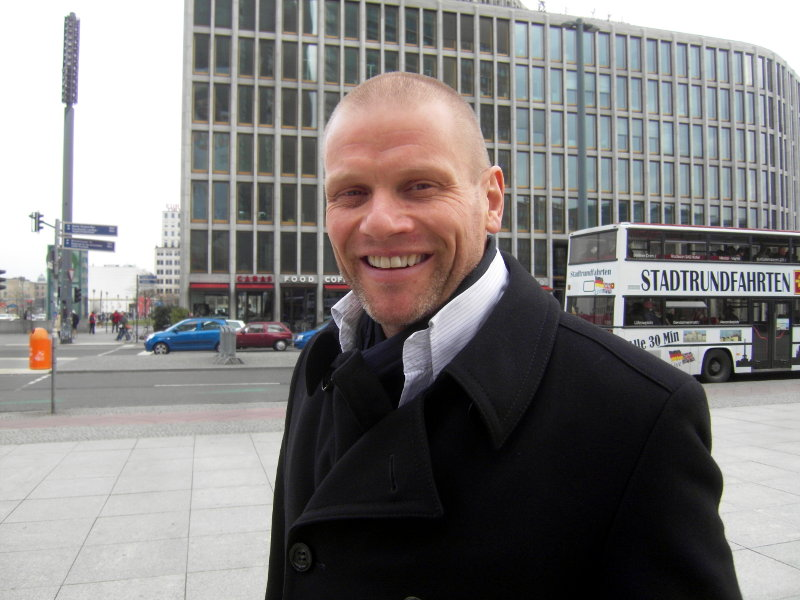
Bo Skovhus (* 1962)

- Škoviera, Jozef (* 1981), slowakischer Sommerbiathlet
- Škovira, Miroslav (* 1973), slowakischer Eishockeyspieler
- Skovmand, Roar (1908–1987), dänischer Historiker, Journalist, Verwaltungsbeamter und Hochschullehrer
- Skovron, Alex (* 1948), australischer Lyriker polnisch-jüdischer Herkunft
- Skovsgaard, Steen (* 1952), dänischer lutherischer Geistlicher und emeritierter Bischof

#### Skow
- Skowerski, Karol (* 1984), polnischer Poolbillardspieler
- Skoworoda, Gregorius (1722–1794), ukrainischer Philosoph, Dichter und Musiker
- Skowron, Janusz (1957–2019), polnischer Jazzmusiker (Piano, Synthesizer)
- Skowroń, Joanna (* 1979), polnische Kanurennsportlerin
- Skowron, Werner (1943–2016), deutscher Politiker (CDU), MdB
- Skowroneck, Martin (1926–2014), deutscher Cembalobauer
- Skowronek, Helmut (1931–2019), deutscher Psychologe und Hochschullehrer
- Skowronek, Herbert (* 1953), deutscher Fußballspieler
- Skowronek, Michał (* 1949), polnischer Mittelstreckenläufer
- Skowronek, Norbert (* 1947), deutscher Sportfunktionär
- Skowronek, Ryszard (* 1949), polnischer Zehnkämpfer
- Skowronnek, Fritz (1858–1939), deutscher Autor und Landeskundler MasurensFritz Skowronnek (1858–1939)

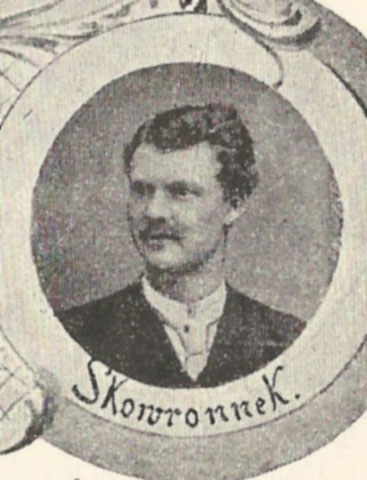
Fritz Skowronnek (1858–1939)

- Skowronnek, Richard (1862–1932), deutscher Journalist, Dramaturg und Schriftsteller
- Skowrońska, Katarzyna (* 1983), polnische Volleyballspielerin
- Skowrońska, Krystyna (* 1954), polnische Politikerin (Platforma Obywatelska), Mitglied des Sejm
- Skowronski, Alexander (1863–1934), polnischer Geistlicher und Politiker, MdR
- Skowroński, Andrzej (1953–2020), polnischer Ruderer
- Skowroński, Wojciech (1941–2002), polnischer Sänger

### Skr
- Skraba, Aleksandra (* 1995), polnische Schauspielerin
- Skrabal, Josef (1892–1934), regionaler Anführer des Republikanischen Schutzbundes
- Škrabalo, Zdenko (1929–2014), jugoslawischer bzw. kroatischer Mediziner, Politiker und Diplomat
- Skrabania, Jerzy Henryk (* 1957), polnischer Kirchenhistoriker
- Skrabatun, Waljanzina (* 1958), belarussische Ruderin
- Skrabb, Simon (* 1995), finnischer Fußballspieler
- Škrábik, Andrej (1882–1950), slowakischer römisch-katholischer Geistlicher und Schriftsteller
- Škrabl, Anton, slowenischer Orgelbauer
- Škrabl, Josip (1903–1973), jugoslawischer Radrennfahrer
- Skrabs, Gertrud (1903–1982), deutsche Malerin und Illustratorin
- Skrabulis, Kostas (* 1992), litauischer Sprinter
- Skrafnaki, Maria (* 1960), griechische Politikerin
- Skram, Amalie (1846–1905), norwegisch-dänische Schriftstellerin und FrauenrechtlerinAmalie Skram (1846–1905)

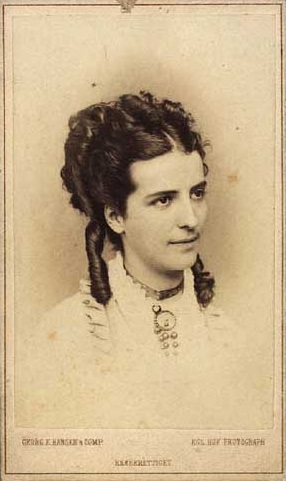
Amalie Skram (1846–1905)

- Skram, Eva Weel (* 1985), norwegische Sängerin
- Skram, Glenn (* 1974), norwegischer Nordischer Kombinierer
- Skram, Henrik (* 1973), norwegischer Komponist
- Skram, Peder († 1581), dänischer Admiral und Seeheld
- Skramlik, Emil von (1886–1970), österreichisch-deutscher Physiologe
- Skramstad, Hans († 1839), norwegischer Komponist und Pianist
- Skramstad, Ludvig (1855–1912), norwegischer Landschaftsmaler in der Tradition der Düsseldorfer Schule
- Skraparas, Evangelos (* 1991), deutsch-griechischer Fußballspieler
- Škrapec, Nenad (* 1982), kroatischer Eishockeyspieler
- Skrastiņš, Artūrs (* 1974), lettischer Schauspieler
- Skrastiņš, Kārlis (1974–2011), lettischer Eishockeyspieler
- Skrataas, John (1890–1961), norwegischer Turner
- Skratch Bastid (* 1982), kanadischer DJ und Musikproduzent
- Skraup, Karl (1898–1958), österreichischer Schauspieler
- Skraup, Zdenko Hans (1850–1910), böhmisch-österreichischer Chemiker
- Skrbenský von Hříště, Leo (1863–1938), tschechischer römisch-katholischer Erzbischof von Prag und später Erzbischof von Olmütz
- Skrbensky, Erdmann Jaroslav von (1693–1759), preußischer Landrat
- Skrbensky, Johann Rudolph von († 1800), preußischer Landrat und Landschaftsdirektor
- Skrbensky, Leo Heinrich (1905–1945), tschechoslowakischer Freidenker und Autor
- Skrbensky, Maximilian Bernhard Leopold von († 1785), preußischer Landrat
- Škrbić, Dragan (* 1968), serbisch-spanischer Handballspieler
- Skrbková, Milada (1897–1935), tschechoslowakische Tennisspielerin
- Skrbo, Stefan (* 2001), österreichischer Fußballspieler
- Skream (* 1986), britischer Dubstep-Produzent
- Skreber, Dirk (* 1961), deutscher Maler
- Skrebys, Kęstutis (* 1965), litauischer Politiker (Seimas)
- Skrede, Åsne (* 2000), norwegische Biathletin und Langläuferin
- Skrefsrud, Lars Olsen (1840–1910), norwegischer Missionar und Sprachwissenschaftler
- Skrehunetz, Bruno (1898–1978), österreichischer Journalist
- Skrein, Christian (* 1945), österreichischer Fotograf und Sammler
- Skrein, Ed (* 1983), englischer Schauspieler und RapperEd Skrein (* 1983)

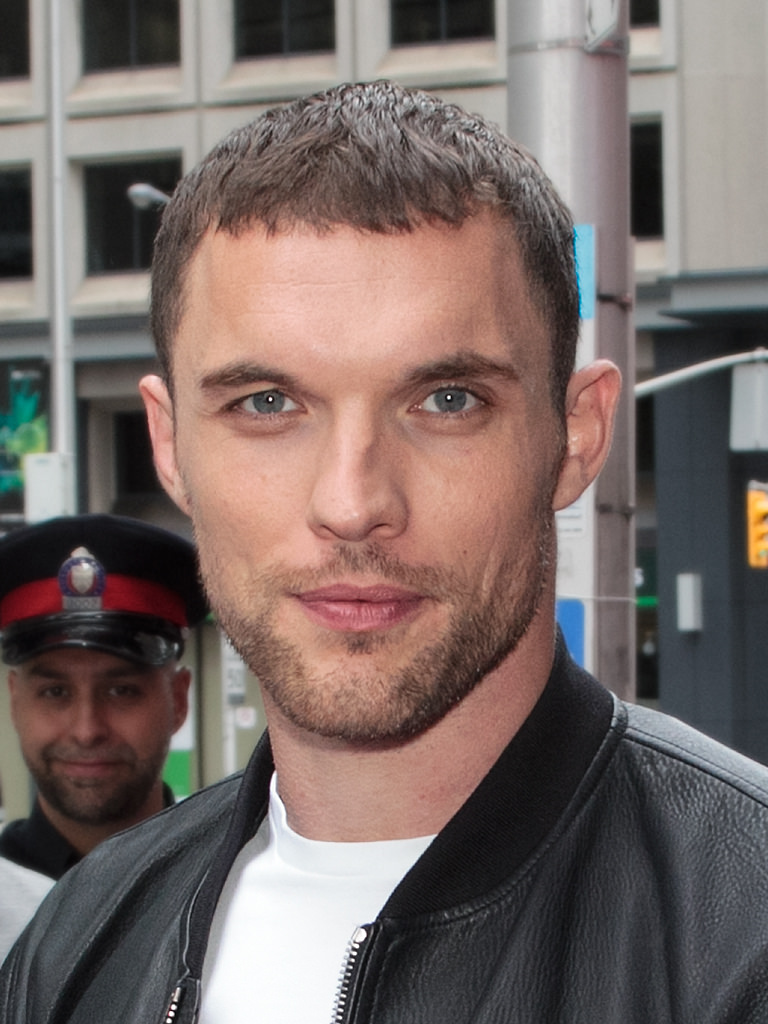
Ed Skrein (* 1983)

- Skrein, Friedrich (1918–1981), österreichischer Rechtsanwalt
- Skreiner, Wilfried (1927–1994), österreichischer Jurist und Kunsthistoriker
- Skrenta, Rich (* 1967), US-amerikanischer Informatiker
- Skrentny, Konrad (1894–1955), deutscher Politiker (KPD, SPD), MdR, MdL
- Skrepek, Peter Paul (* 1956), österreichischer Gitarrist, Komponist und Musikproduzent
- Škréta, Karel (1610–1674), tschechischer Barockmaler
- Skribanek, Josef von (1788–1853), österreichischer Offizier und Kartograph
- Skribelka, Rudolf (1925–2015), deutscher Grafiker und Briefmarkenkünstler
- Skribnik, Elena (* 1953), russische Finnougristin
- Skricek, Reinhard (* 1948), deutscher Boxer
- Skrička, Ernst (1946–2020), österreichischer Grafiker und Maler
- Skride, Baiba (* 1981), lettische Violinistin
- Skride, Lauma (* 1982), lettische Pianistin
- Skriebeleit, Jörg (* 1968), deutscher Kulturwissenschaftler
- Skrifvars, Lynn (* 1951), US-amerikanische Schwimmerin
- Skriko, Petri (* 1962), finnischer Eishockeyspieler und -trainer
- Škrilec, Ksenija (* 1966), slowenische Botschafterin
- Skrillex (* 1988), US-amerikanischer DJ und MusikproduzentSkrillex (* 1988)

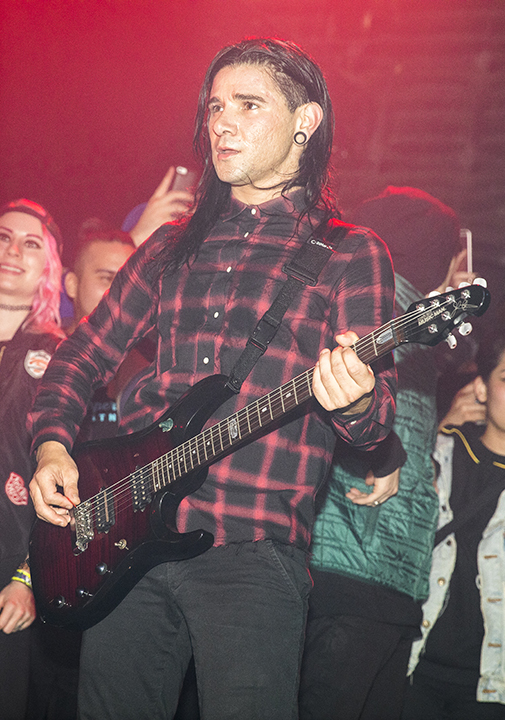
Skrillex (* 1988)

- Skrimow, Todor (* 1990), bulgarischer Volleyballspieler
- Skrimshire, Nevil (1923–2010), britischer Jazzgitarrist, Banjospieler des Traditional Jazz, Musikproduzent und Autor
- Skringer, Thorsten (* 1975), deutscher Saxophonist
- Škriniar, Milan (* 1995), slowakischer Fußballspieler
- Skrinjar, Ingmar (* 1968), deutscher Schauspieler
- Škrinjar, Vjekoslav (* 1969), jugoslawischer bzw. kroatischer Fußballspieler
- Skrinski, Alexander Nikolajewitsch (* 1936), russischer Physiker
- Skripal, Sergei Wiktorowitsch (* 1951), russischer Oberst des sowjetischen und russischen militärischen Auslandsnachrichtendienstes GRU und Spion des britischen MI6
- Škripek, Branislav (* 1970), slowakischer Politiker
- Skripko, Anatoli (* 1952), belarussischer Badmintonspieler
- Skripnik, Iryna (* 1970), belarussische Skilangläuferin
- Skripnik, Viktor (* 1969), ukrainischer Fußballspieler und -trainerViktor Skripnik (* 1969)

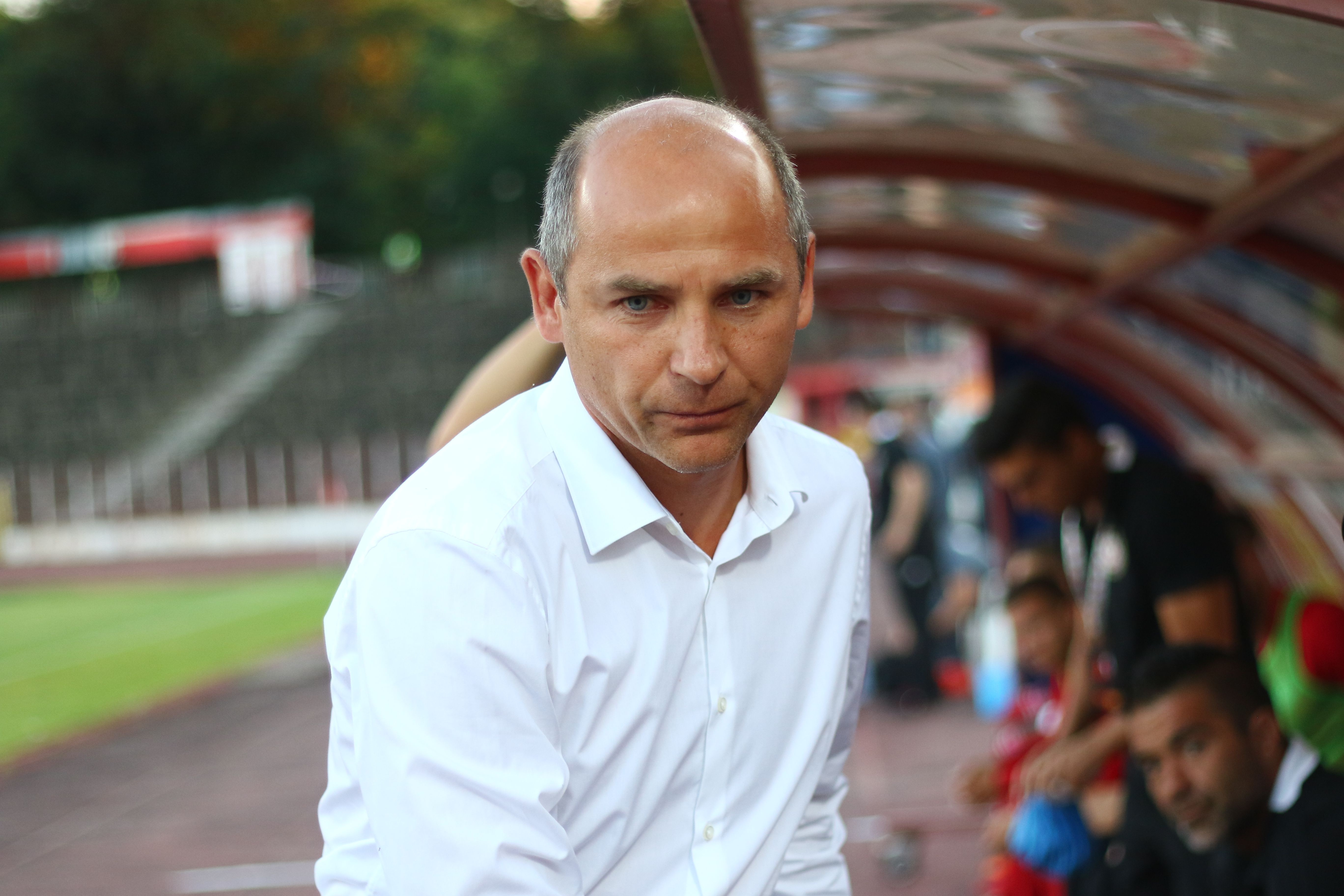
Viktor Skripnik (* 1969)

- Skripotschka, Oleg Iwanowitsch (* 1969), russischer Kosmonaut
- Skritek, Otto (1909–1998), österreichischer Politiker (SPÖ), Abgeordneter zum Nationalrat, Mitglied des Bundesrates
- Skritulskas, Mindaugas (* 1975), litauischer Politiker, Mitglied des Seimas
- Skrivan, Annik (* 1978), Schweizer Volleyball- und Beachvolleyballspielerin
- Skřivan, Gustav (1831–1866), tschechischer Mathematiker
- Skrivanek, Lukas (* 1997), österreichischer Fußballspieler
- Skřivanová, Dorota (* 1998), tschechische Siebenkämpferin
- Skriver, Ansgar (1934–1997), deutscher Journalist und Verleger
- Skriver, Ina, dänische Schauspielerin
- Skriver, Josephine (* 1993), dänisches Model
- Skrjabin, Alexander Nikolajewitsch (1872–1915), russischer Pianist und KomponistAlexander Nikolajewitsch Skrjabin (1872–1915)

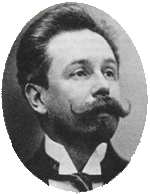
Alexander Nikolajewitsch Skrjabin (1872–1915)

- Skrjabin, Julian Alexandrowitsch (1908–1919), russischer Pianist und Komponist, Sohn von Alexander Skrjabin
- Skrjabin, Konstantin Iwanowitsch (1879–1972), russisch-sowjetischer Tierarzt und Parasitologe
- Skrjabin, Timofei (* 1967), sowjetischer Boxer
- Škrjanec, Tone (* 1953), slowenischer Dichter, Autor und Übersetzer
- Skrlac, Rob (* 1976), kanadischer Eishockeyspieler
- Škrland, Zdeněk (1914–1996), tschechoslowakischer Kanute
- Škrlec, Davor (* 1963), kroatischer Ingenieurwissenschaftler und Politiker (OraH), MdEP
- Škrlec, Ivan (1873–1951), kroatischer Adliger, Politiker und Staatsmann
- Škrobáková, Lucie (* 1982), tschechische Leichtathletin
- Skrobanek, Milan (* 1984), deutscher Filmemacher und Dokumentarfilmer
- Skrobanek, Walter (1941–2006), österreichisch-deutscher Soziologe, Journalist und Südostasien-Experte
- Skrobić, Jovana (* 1996), serbische Handballspielerin
- Skroblien, Linus (* 1997), deutscher Handballspieler
- Skroblien, Tom (* 1993), deutscher Handballspieler
- Škrobo, Vinko (1924–1948), kroatischer Freischärler und Guerillaführer
- Skrobowski, Piotr (* 1961), polnischer Fußballspieler
- Skroče, Branko (* 1955), jugoslawischer Basketballspieler
- Skrøder, Per-Åge (* 1978), norwegischer Eishockeyspieler
- Skrodzki, Bernhard (1902–1969), deutscher Politiker (CDU)
- Škromach, Zdeněk (* 1956), tschechischer sozialdemokratischer Politiker
- Skropke, Christine (* 1966), deutsche Badmintonspielerin
- Skrotzki, Birgit (* 1963), deutsche Werkstoffwissenschaftlerin
- Skrotzki, Erika (* 1949), deutsche Schauspielerin
- Skrotzki, Rainer (1945–2002), deutscher Fußballspieler
- Skrotzki, Werner (* 1950), deutscher Physiker und Direktor des Instituts für Strukturphysik der TU Dresden
- Škroup, František (1801–1862), tschechischer Komponist und Dirigent
- Škroup, Jan Nepomuk (1811–1892), tschechischer Komponist
- Škroup, Josef Dominik (1766–1830), tschechischer Komponist und Dirigent
- Skrovan, Steve, US-amerikanischer Produzent und Autor
- Skrovanek, Norbert (1954–2014), deutscher Fernsehregisseur, Drehbuchautor, Produzent und Hochschullehrer
- Skrøvseth, Kalla (1913–1997), norwegische Malerin
- Skrowaczewski, Stanisław (1923–2017), polnischer Dirigent
- Skrowny, Otto (* 1944), deutscher Fußballspieler (DDR)
- Skrschinskaja, Jelena Tscheslawowna (1894–1981), russisch-sowjetische Mediävistin und Hochschullehrerin
- Skrschinskaja, Marina Wladimirowna (* 1939), sowjetisch-ukrainische Althistorikerin
- Škrtel, Martin (* 1984), slowakischer FußballspielerMartin Škrtel (* 1984)

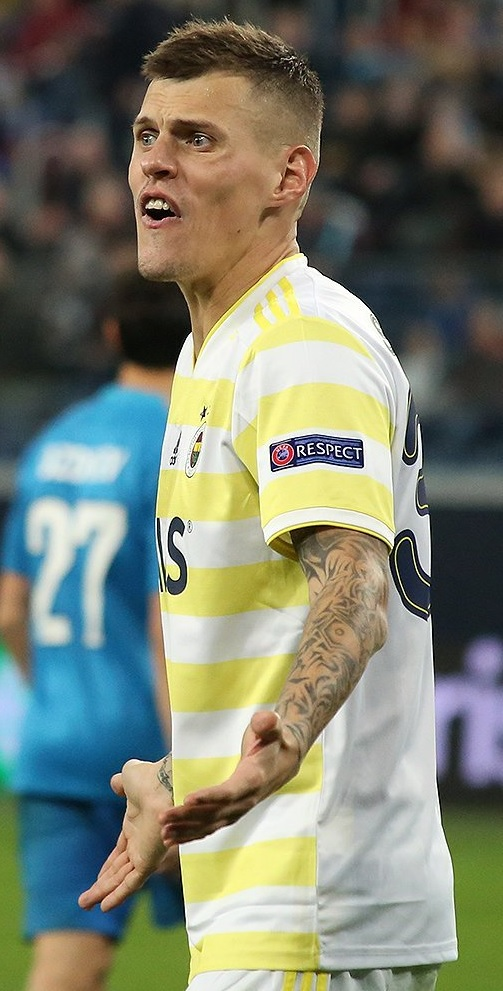
Martin Škrtel (* 1984)

- Skrudland, Brian (* 1963), kanadischer Eishockeyspieler, -trainer und -funktionär
- Skrudlik, Zbigniew (* 1934), polnischer Florettfechter
- Skružný, Josef (1871–1948), tschechischer satirischer Schriftsteller, Bühnen- und Drehbuchautor
- Skryhan, Jan (1905–1992), belarussisch-sowjetischer Schriftsteller
- Skryleva, Anna (* 1975), russische Pianistin und Dirigentin
- Skrynnik, Jelena Borissowna (* 1961), russische Ökonomin und Politikerin
- Skrypez, Danylo (* 1994), ukrainischer Eishockeyspieler
- Skrypka, Oleh (* 1964), ukrainischer Rockmusiker
- Skrypnyk, Mykola (1872–1933), ukrainisch-sowjetischer Politiker, Vorsitzender des Ministerrates der Ukrainischen SSR (1918)
- Skrzecz, Grzegorz (1957–2023), polnischer Boxer
- Skrzecz, Paweł (* 1957), polnischer Boxer
- Skrzeczka, Karl Friedrich (1833–1902), deutscher Arzt und Medizinalbeamter
- Skrzepski, Gesine (* 1955), deutsche Politikerin (CDU), MdL
- Skrzipczyk, Elin (* 1994), deutsche Popsängerin
- Skrzybski, Steven (* 1992), deutscher FußballspielerSteven Skrzybski (* 1992)

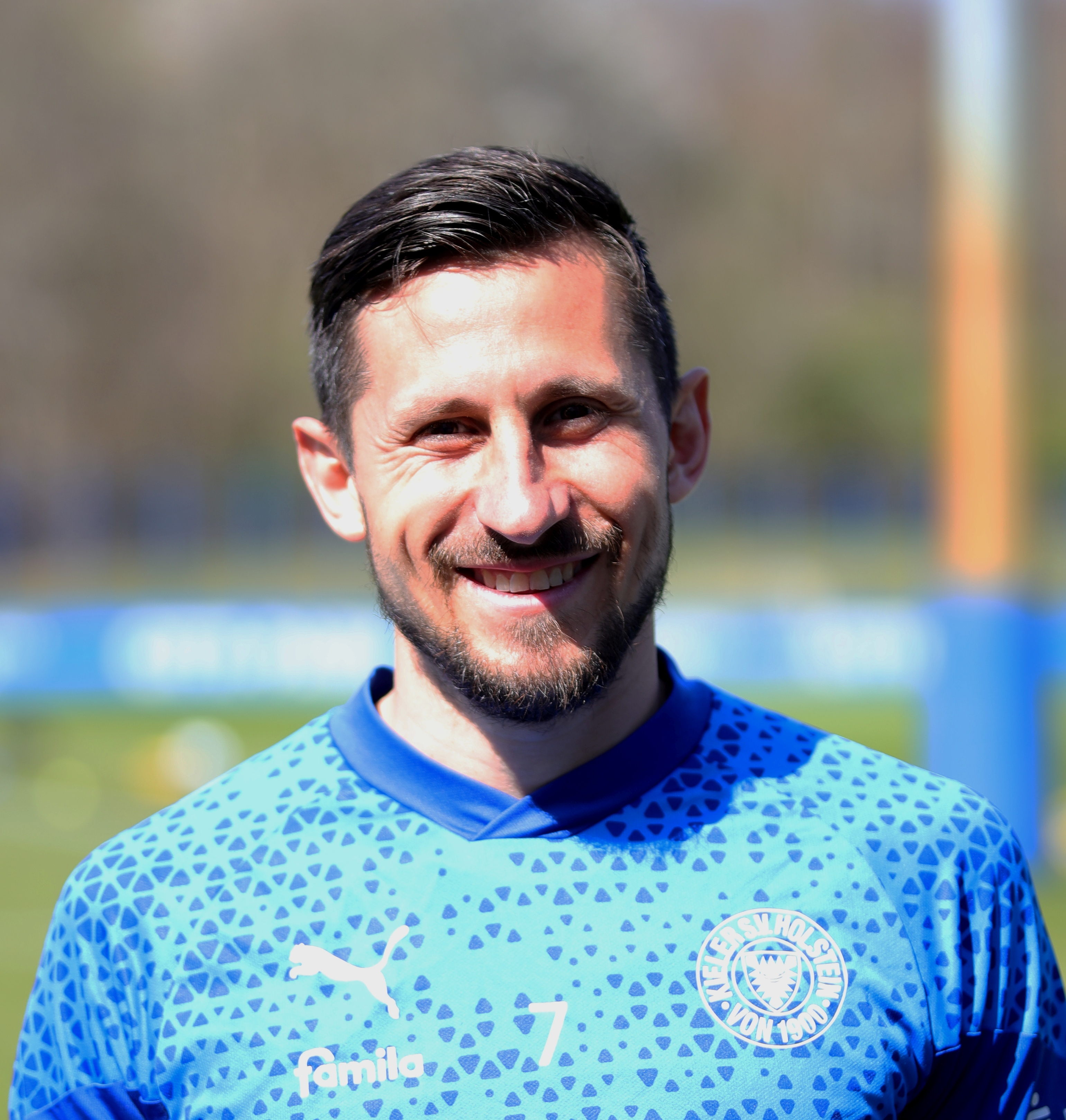
Steven Skrzybski (* 1992)

- Skrzydlewska, Joanna (* 1977), polnische Politikerin, Mitglied des Sejm, MdEP
- Skrzydlewski, Andrzej (1946–2006), polnischer Ringer
- Skrzynecki, Jan Zygmunt (1786–1860), polnischer General
- Skrzynecki, Piotr (1930–1997), polnischer Kabarettist
- Skrzyński, Aleksander (1882–1931), polnischer Ministerpräsident
- Skrzypaszek, Arkadiusz (* 1968), polnischer Moderner Fünfkämpfer, zweifacher Olympiasieger
- Skrzypczak, Dariusz (* 1967), polnischer Fußballspieler und -trainer
- Skrzypczak, Henryk (1926–2017), deutscher Historiker und Schriftsteller
- Skrzypczak, Hubert (* 1943), polnischer Boxer
- Skrzypecki, Kazimierz († 1964), britischer Rennrodler
- Skrzypek, Sławomir (1963–2010), polnischer Ökonom, Präsident der polnischen Zentralbank
- Skrzypek, Uwe (* 1970), deutscher Politiker (Freie Wähler, parteilos)
- Skrzypińska, Marta (* 1949), polnische Sprinterin
- Skrzyposzek, Christian (1943–1999), deutsch-polnischer Schriftsteller
- Skrzypulec, Agnieszka (* 1989), polnische Seglerin
- Skrzyszowska, Pia (* 2001), polnische Leichtathletin

### Sku
- Skubacz, Marian (1958–2023), polnischer Ringer
- Skuballa, Margret (* 1987), deutsche Basketballnationalspielerin
- Skubas (* 1981), polnischer Sänger, Komponist und Gitarrist
- Skube, Matic (* 1988), slowenischer Skirennläufer
- Skube, Sebastian (* 1987), slowenischer Handballspieler
- Skube, Staš (* 1989), slowenischer Handballspieler
- Skubella, Ulrich (* 1941), deutscher Mediziner und Ehrenbürger Fritzlars
- Skubic, Andrej E. (* 1967), slowenischer Autor
- Skubic, Nejc (* 1989), slowenischer Fußballspieler
- Skubic, Peter (1935–2024), österreichischer Goldschmied und Künstler
- Skubisz, Piotr (* 1978), polnischer Fotograf
- Skubiszewski, Cezary (* 1949), polnisch-australischer Filmkomponist
- Skubiszewski, Krzysztof (1926–2010), polnischer Politiker, Jurist und Spezialist auf dem Gebiet des Völkerrechts
- Skubitz, Joe (1906–2000), US-amerikanischer Politiker
- Skubl, David (* 2001), österreichischer Fußballspieler
- Skubl, Michael (1877–1964), österreichischer Polizeipräsident
- Skuby, Alex (* 1972), US-amerikanischer Schauspieler
- Skucha, Piotr (* 1946), polnischer römisch-katholischer Geistlicher, emeritierter Weihbischof in Sosnowiec
- Skuchas, Ted (* 1983), US-amerikanischer Basketballspieler
- Skudelny, Judith (* 1975), deutsche Politikerin (FDP)Judith Skudelny (* 1975)

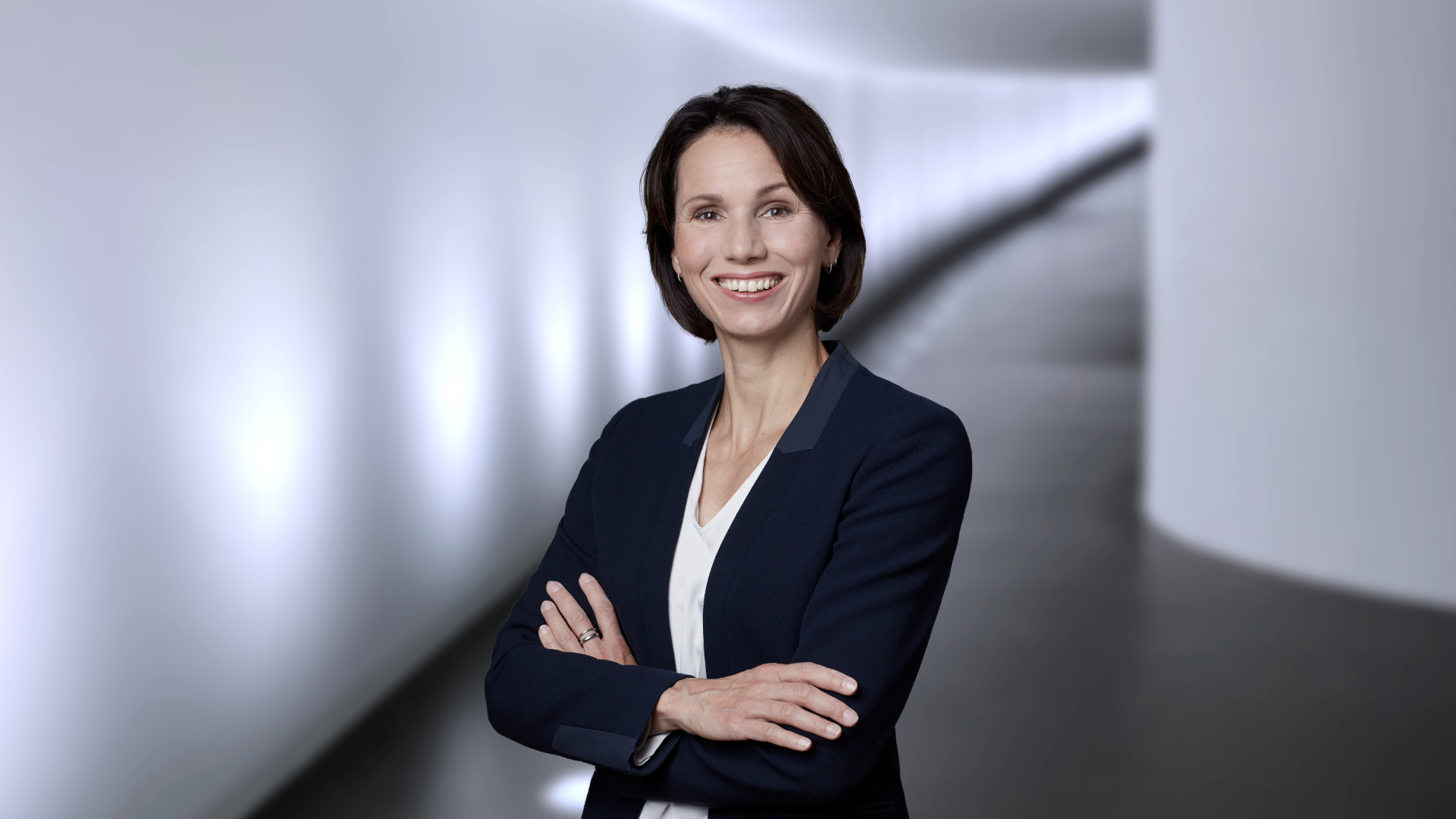
Judith Skudelny (* 1975)

- Skudlarek, Jan (* 1986), deutscher Lyriker
- Skudlarek, William (* 1939), US-amerikanischer Ordensgeistlicher und römisch-katholische Theologe
- Skudlik, Johannes (* 1957), deutscher Organist und Dirigent
- Skudny, Wjatschaslau (* 1998), belarussischer Leichtathlet
- Skudra, Pēteris (* 1973), lettischer Eishockeytorwart und -trainer
- Skugarew, Alexander Petrowitsch (* 1975), russischer Eishockeyspieler
- Škugor, Franko (* 1987), kroatischer Tennisspieler
- Skuhala, Barbara (* 1996), slowenische Schachspielerin
- Skuherská, Marcela (* 1961), tschechoslowakische Tennisspielerin
- Skuherský, František Zdeněk (1830–1892), tschechischer Komponist und Musikpädagoge
- Skuhravý, Tomáš (* 1965), tschechischer FußballspielerTomáš Skuhravý (* 1965)

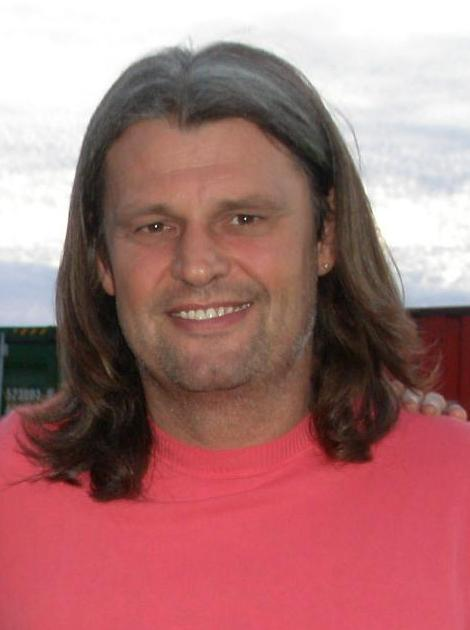
Tomáš Skuhravý (* 1965)

- Skuhravý, Václav (* 1979), tschechischer Eishockeyspieler
- Skuin, Jan (1943–2018), deutscher Künstler
- Skuin, Jelena Petrowna (1908–1986), sowjetisch-lettische Malerin, Grafikerin und Kunstlehrerin
- Skuja, Heinrich Leonhards (1892–1972), lettischer Phykologe
- Skuja, Jānis (1906–1996), lettischer Fußballspieler
- Skujenieks, Knuts (1936–2022), lettischer Dichter
- Skujenieks, Marģers (1886–1941), lettischer Politiker, Mitglied der Saeima und Ministerpräsident
- Skujiņa, Inga (* 1971), lettische Diplomatin
- Skujiņš, Toms (* 1991), lettischer RadrennfahrerToms Skujiņš (* 1991)

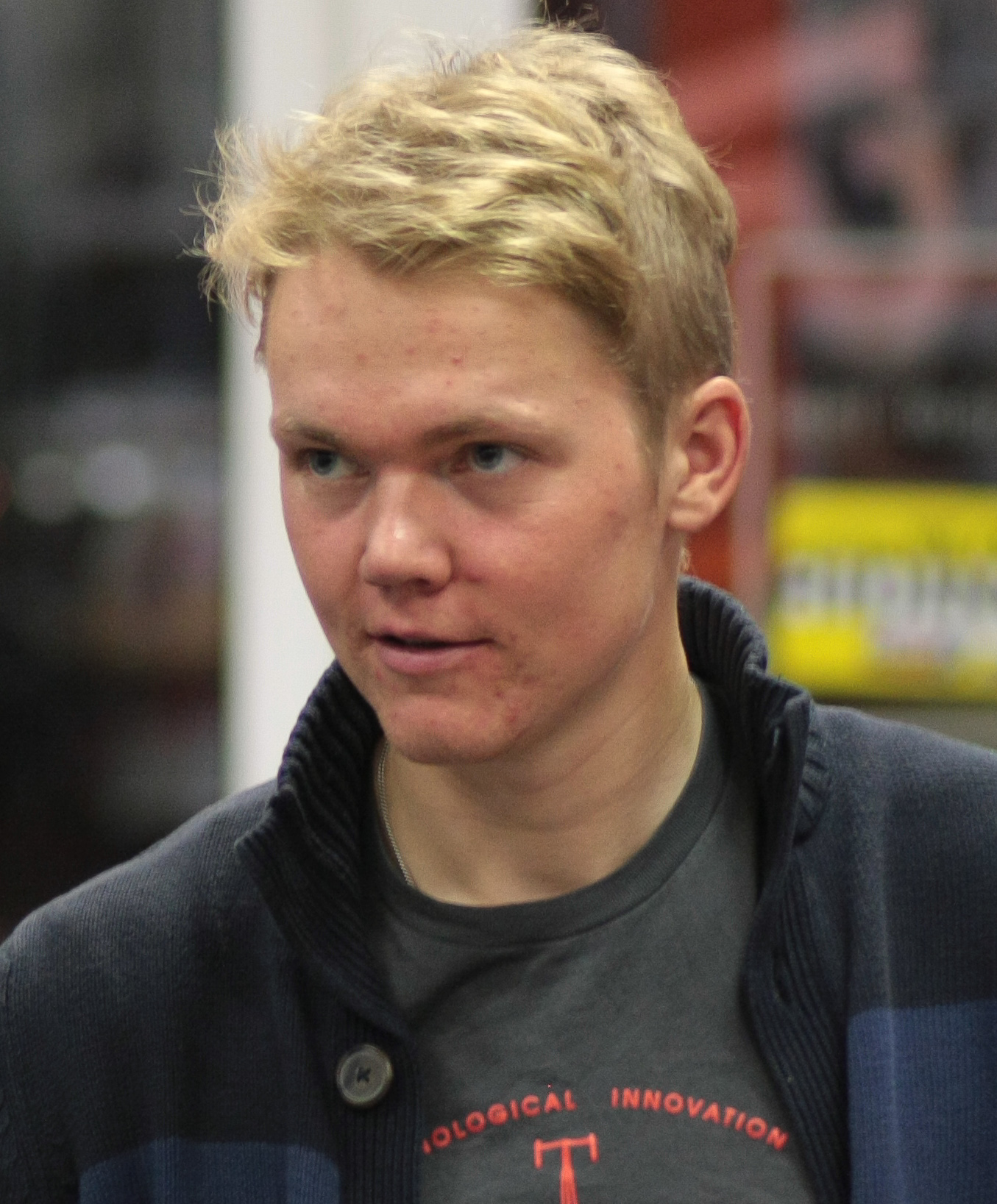
Toms Skujiņš (* 1991)

- Skujytė, Austra (* 1979), litauische Leichtathletin
- Skuka, Xhuliano (* 1998), albanischer Fußballspieler
- Skulatschow, Wladimir Petrowitsch (1935–2023), sowjetischer bzw. russischer Biochemiker und Hochschullehrer
- Skulberg, Anton (1921–2012), norwegischer Politiker, Tierarzt und Hochschullehrer
- Skulbru, Nils (* 1938), kanadischer Skilangläufer
- Skule Bårdsson († 1240), Gegenkönig in Norwegen
- Škuletić, Petar (* 1990), serbischer Fußballspieler
- Skúli Guðjónsson (1903–1986), isländischer Politiker und Schriftsteller
- Skúli Helgason (* 1965), isländischer Politiker (Allianz)
- Skúli Magnússon (1711–1794), isländischer Landvogt
- Skúli Sverrisson (* 1966), isländischer Jazzbassist
- Skulima, Folker (1940–2025), deutscher Galerist und Kunstsammler
- Skulme, Valentīns (1922–1989), sowjetischer Schauspieler
- Skulschus, Marco (* 1978), deutscher Fachbuchautor und Referent zum Thema Softwareentwicklung
- Skulski, Leopold (1877–1940), polnischer Chemiker, Politiker und Ministerpräsident
- Skulski, Michal (* 1985), polnischer Jazzmusiker (Saxophon, Komposition)
- Skulski, Thomas (* 1959), deutscher Journalist und FernsehmoderatorThomas Skulski (* 1959)

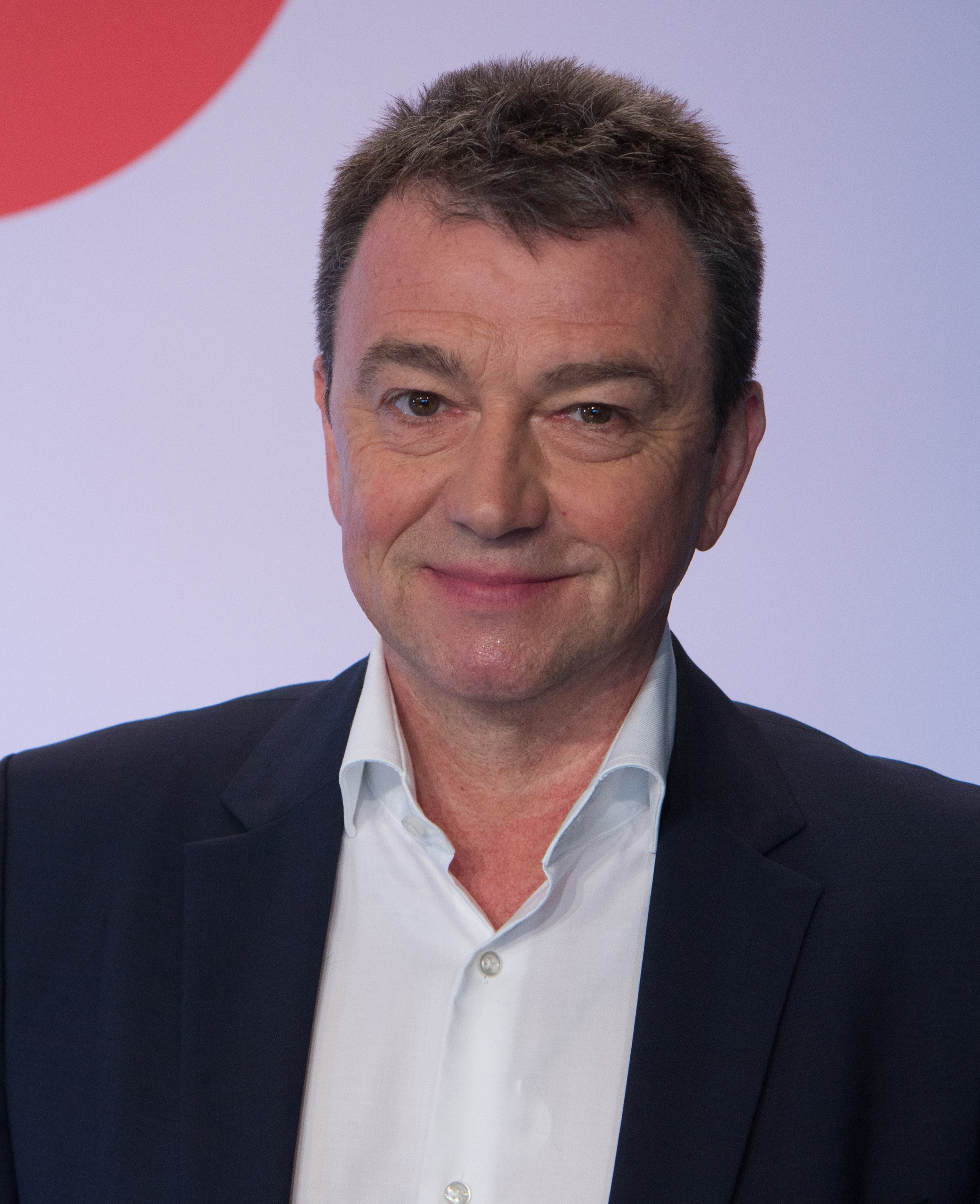
Thomas Skulski (* 1959)

- Skulski, Tomasz (* 1981), polnischer Jazzmusiker (Saxophon, Flöte) und Musikproduzent
- Skulte, Ādolfs (1909–2000), lettischer Komponist
- Skulte, Bruno (1905–1976), lettischer Komponist
- Skum, Nils Nilsson (1872–1951), schwedischer Künstler
- Skumautz, Ludwig (1929–1987), österreichischer Schauspieler und Regisseur
- Skumin, Wiktor Andrejewitsch (* 1948), russischer Wissenschaftler, Psychiater, Philosoph und Schriftsteller
- Skuodis, Marius (* 1986), litauischer Politiker, Vizeminister, stellvertretender Wirtschaftsminister Litauens
- Skupa, Josef (1892–1957), tschechischer Puppenspieler
- Skūpas, Laurynas Algimantas (1937–2005), litauischer Polyglott, Romanist und Esperantist
- Skupień, Stanisław (1907–1983), polnischer Skilangläufer
- Skupień, Wojciech (* 1976), polnischer Skispringer
- Skupin, Tina (* 1977), deutsche Phantastik-Autorin
- Skupin-Alfa, Marcus (* 1971), deutscher Leichtathlet
- Skupinsky, Gamma (* 1946), US-amerikanischer russischstämmiger Komponist
- Skuplik, Veronika (* 1964), deutsche Violinistin und Dirigentin im Bereich Historische Aufführungspraxis
- Skuppin, Robert (* 1964), deutscher Hörfunkjournalist
- Skupski, Ken (* 1983), britischer Tennisspieler
- Skupski, Neal (* 1989), britischer TennisspielerNeal Skupski (* 1989)

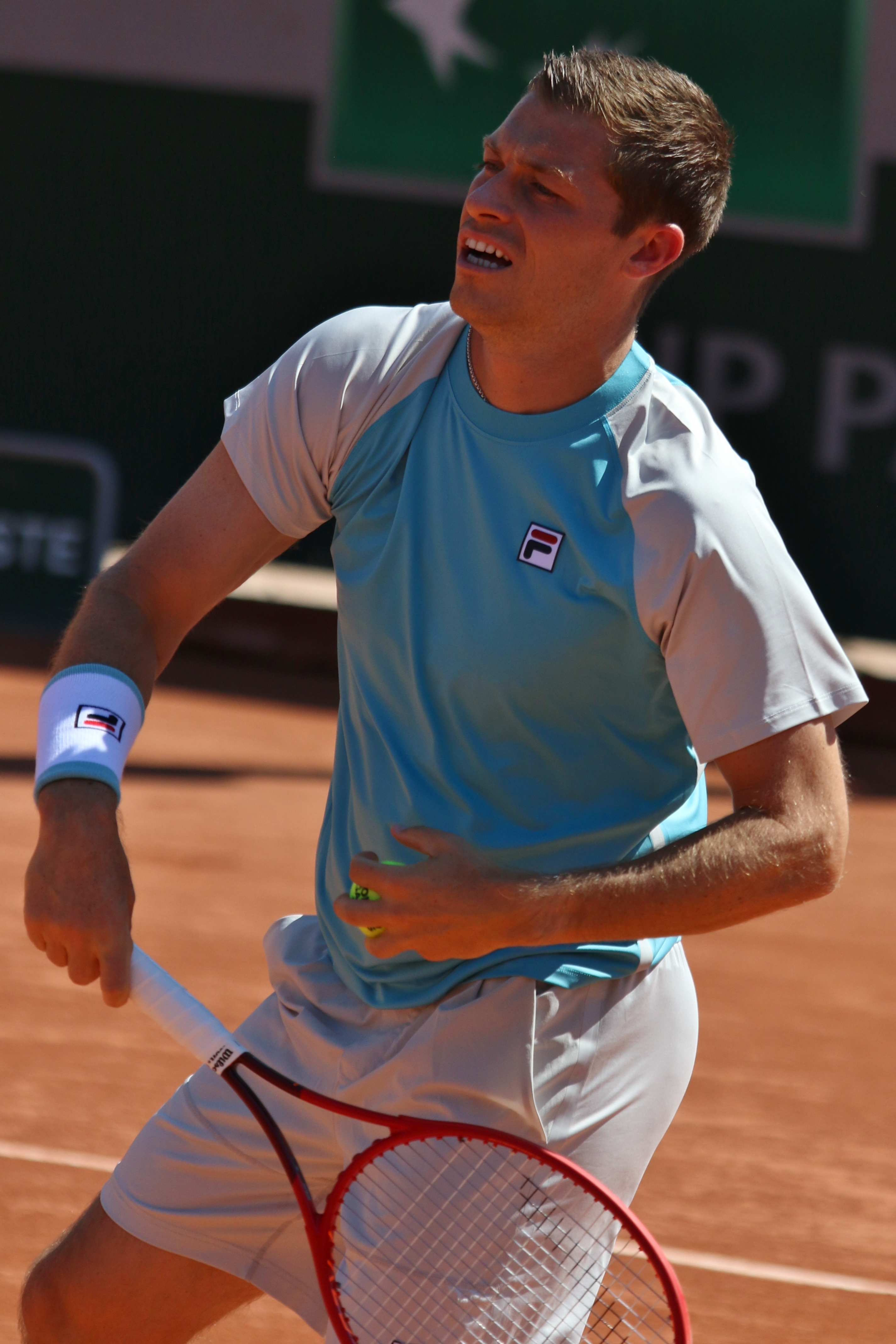
Neal Skupski (* 1989)

- Skuras, Ludwig (* 1998), deutscher Kinderdarsteller
- Skuratow, Alexei Iwanowitsch (* 1709), russischer Marineoffizier und Polarforscher
- Skuratow, Juri Iljitsch (* 1952), russischer Politiker, Rechtswissenschaftler und Generalstaatsanwalt
- Skuratow, Maljuta († 1573), Anführer der Opritschniki unter Zar Iwan IV.
- Skurichin, Anatoli Wassiljewitsch (1900–1990), sowjetischer Fotograf
- Skurjeni, Matija (1898–1990), kroatischer Maler
- Skurk, Wilken (* 1966), deutscher Künstler
- Skurla, William (* 1956), US-amerikanischer Geistlicher, Erzbischof der Erzeparchie Pittsburgh
- Skurow, Anatoli Georgijewitsch (* 1952), russischer Oligarch
- Skurski, Leszek (* 1973), deutsch-polnischer Künstler
- Skurygin, German Anatoljewitsch (1963–2008), russischer Geher
- Skuse, Frederick Askew († 1896), britisch-australischer Insektenkundler
- Skuse, Les (1912–1973), britischer Tätowierer
- Skusevičius, Darius (* 1983), litauischer Diplomat und Politiker
- Skutariotes, Theodoros, byzantinischer Diplomat und Historiker
- Skutbergsveen, Kim (* 1976), norwegischer Biathlet
- Skutch, Alexander Frank (1904–2004), US-amerikanischer Ornithologe
- Skutella, Christoph (* 1985), deutscher Politiker (FDP), MdLChristoph Skutella (* 1985)

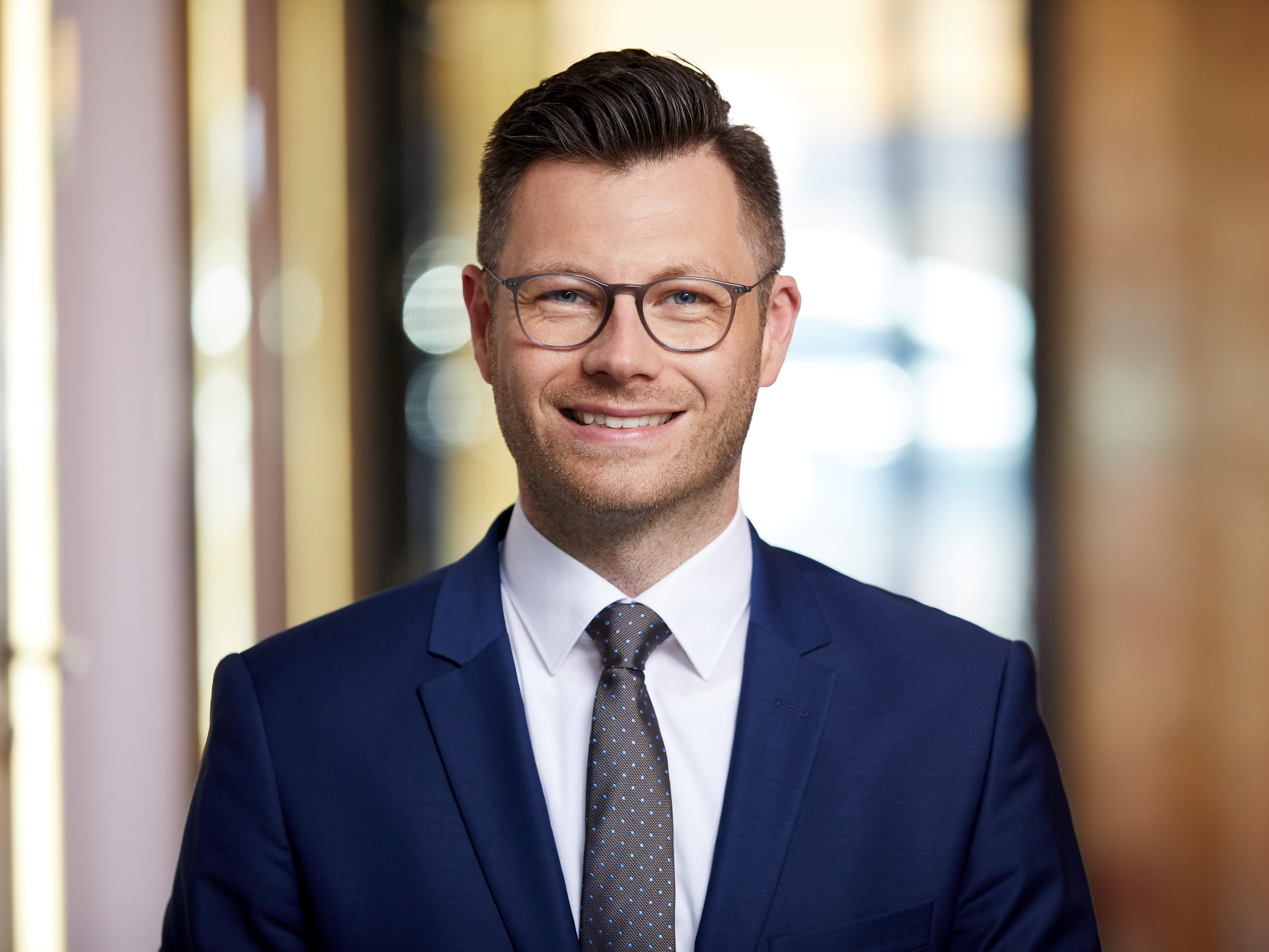
Christoph Skutella (* 1985)

- Skutella, Martin (* 1969), deutscher Mathematiker
- Skutezky, Viktor (1893–1981), österreichisch-mährischer Filmproduzent und Autor
- Skutnabb, Julius (1889–1965), finnischer Eisschnellläufer
- Skutnabb-Kangas, Tove (1940–2023), finnische Linguistin und Pädagogin
- Skutsch, Felix (1861–1951), deutscher Arzt und Gynäkologe
- Skutsch, Franz (1865–1912), deutscher Altphilologe
- Skutsch, Otto (1906–1990), deutscher Klassischer Philologe und Hochschullehrer

### Skv
- Skvara, Sabine (* 1966), österreichische Hochspringerin
- Skvarč, Jure (* 1964), slowenischer Amateurastronom und Asteroidenentdecker
- Škvaridlo, Davorín (* 1979), slowakischer Biathlet und Skilangläufer
- Škvařilová-Pelzl, Petra (* 1975), tschechische Juristin
- Škvarková, Stanislava (* 1996), slowakische Leichtathletin
- Skvernelis, Saulius (* 1970), litauischer Jurist und Polizist; Premierminister
- Skvireckas, Juozapas Jonas (1873–1959), römisch-katholischer Erzbischof von Kaunas
- Škvor, František (1898–1970), tschechischer Komponist, Dirigent und Pianist
- Škvorc, Dino (* 1990), kroatischer Fußballspieler
- Škvorc, Filip (* 1991), kroatischer Fußballspieler
- Škvorc, Mijo (1919–1989), jugoslawischer Ordensgeistlicher, Weihbischof in Zagreb
- Škvorčević, Antun (* 1947), kroatischer Geistlicher, Bischof von Požega
- Skvorcovs, Gunārs (* 1990), lettischer Eishockeyspieler
- Škvorecký, Josef (1924–2012), tschechischer Schriftsteller

### Skw
- Skwara, Erich Wolfgang (* 1948), österreichischer Literaturwissenschaftler und Schriftsteller
- Skwaruk, Andrij (* 1967), ukrainischer Hammerwerfer
- Skwarzowa, Wijaleta (* 1998), belarussische Weit- und Dreispringerin
- Skweres, Tomasz (* 1984), polnischer Komponist
- Skweyiya, Thembile (1939–2015), südafrikanischer Jurist, Richter am Verfassungsgericht der Republik Südafrika
- Skweyiya, Thuthukile, südafrikanische Diplomatin und Aufsichtsratsvorsitzende von Armscor
- Skweyiya, Zola (1943–2018), südafrikanischer Jurist und Minister
- Skwirblies, Jens (* 1965), deutscher Keyboarder, Produzent und KomponistJens Skwirblies (* 1965)

Jens Skwirblies (* 1965)

- Skwirczyński, Zygmunt (1868–1938), polnischer Karikaturist
- Skwirski, Boris Jewsejewitsch (1887–1941), sowjetischer Botschafter
- Skworc, Wiktor (* 1948), polnischer Geistlicher, römisch-katholischer Erzbischof von Kattowitz
- Skworzow, Alexander Alexandrowitsch (* 1966), russischer Kosmonaut
- Skworzow, Alexander Wikentjewitsch (1954–2020), russischer Eishockeyspieler
- Skworzow, Jewgeni Fjodorowitsch (1882–1952), sowjetischer Astronom
- Skworzow, Juri Alexandrowitsch (1929–1998), sowjetischer Skispringer
- Skworzow, Nikolai Alexandrowitsch (1899–1974), sowjetischer Politiker
- Skworzow, Nikolai Walerjewitsch (* 1984), russischer Schwimmer
- Skworzow, Waleri Sergejewitsch (1945–2021), russisch-sowjetischer Hochspringer
- Skworzow, Wassili Michailowitsch (1859–1932), russischer Theologe
- Skworzow-Stepanow, Iwan Iwanowitsch (1870–1928), russischer Historiker, Ökonom und Politiker
- Skworzowa, Silwija (* 1974), russische Marathonläuferin
- Skworzowa, Weronika Igorewna (* 1960), russische Ärztin und Politikerin

### Sky
- Sky, Emma, britische Politikberaterin und Nahostexpertin
- Sky, Iyo (* 1990), japanische Wrestlerin
- Sky, Jennifer (* 1976), US-amerikanische Schauspielerin
- Sky, Kathleen (* 1943), amerikanische Science-Fiction- und Fantasy-Autorin
- Sky, Reena (* 1983), US-amerikanische Pornodarstellerin und Schauspielerin
- Sky, Vanja (* 1993), kroatische BluessängerinVanja Sky (* 1993)

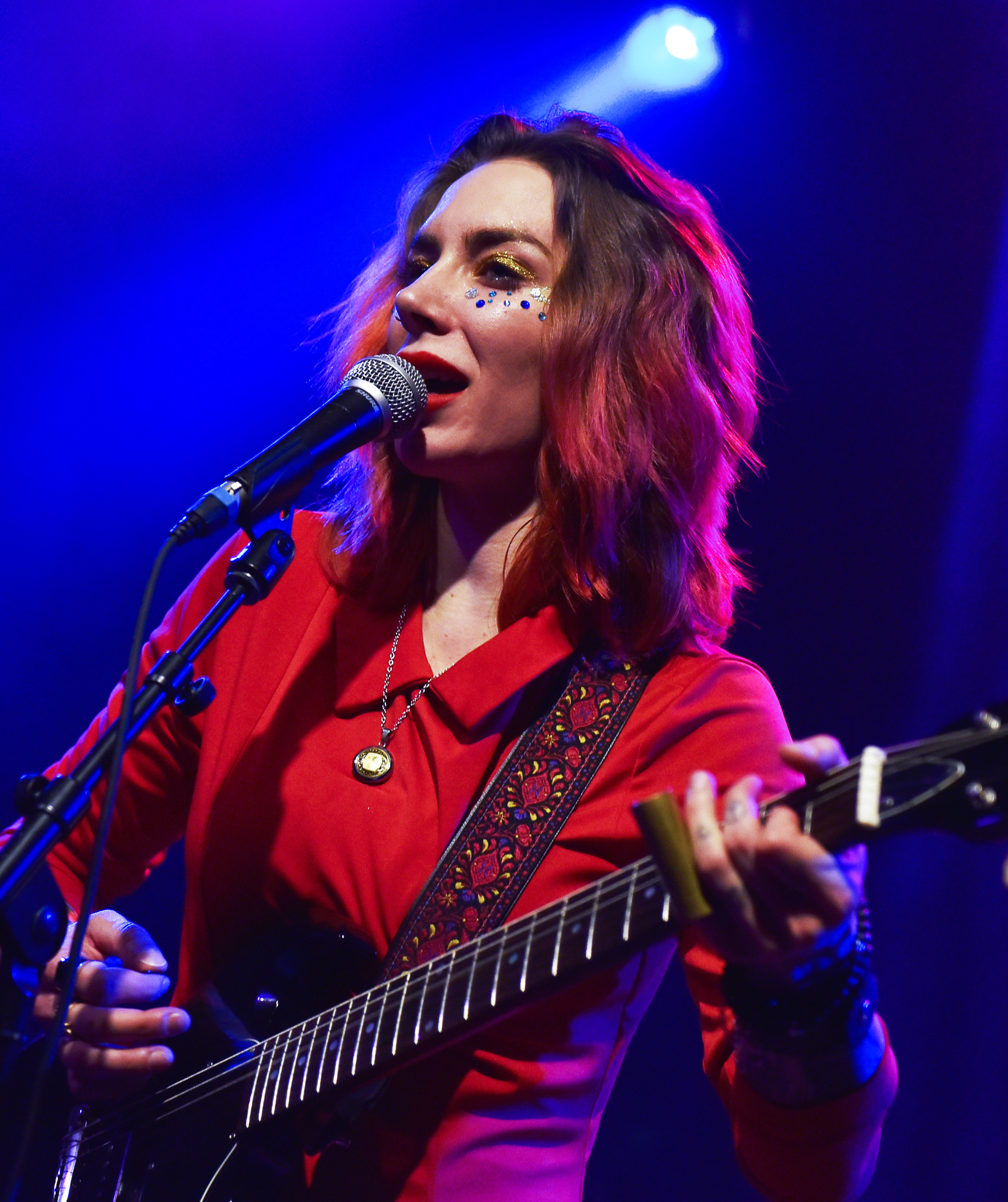
Vanja Sky (* 1993)

- Sky, Velvet (* 1981), US-amerikanische Wrestlerin
- Skya, Sofya (* 1987), russische Ballerina und Schauspielerin
- Skybäck, Frida (* 1980), schwedische Schriftstellerin
- Skydan, Hanna (* 1992), aserbaidschanische Hammerwerferin
- Skye (* 1977), französische Sängerin und Komponistin
- Skye, Azura (* 1981), US-amerikanische Schauspielerin
- Skye, Brittney (* 1977), US-amerikanische Pornodarstellerin
- Skye, Dakota (1994–2021), US-amerikanische PornodarstellerinDakota Skye (1994–2021)

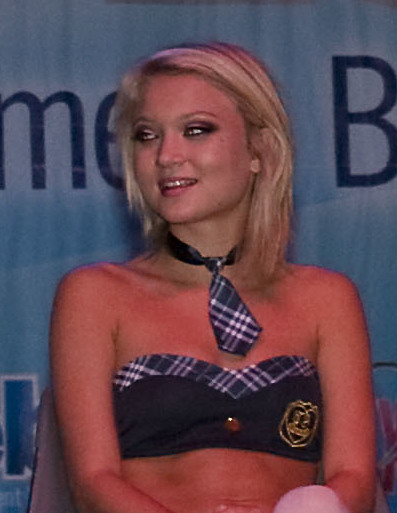
Dakota Skye (1994–2021)

- Skye, Freya (* 2009), britische Sängerin und Schauspielerin
- Skye, Ione (* 1970), britische Schauspielerin
- Skyers, Roberto (* 1991), kubanischer Sprinter
- Skylakakis, Thodoros (* 1959), griechischer Politiker (PASOK), MdEP
- Skylar, Sunny (1913–2009), US-amerikanischer Komponist, Sänger, Texter und Musikverleger
- Skylar, Taz (* 1995), britisch-spanischer Schauspieler sowie Film- und Theaterschaffender
- Skylax, griechischer Geograph
- Skyler, Edward (* 1973), US-amerikanischer Jurist und Politiker
- Skylitzes, Johannes, byzantinischer Historiker
- Skyllas-Kazacos, Maria (* 1951), australische Chemieingenieurin
- Skylstad, William Stephen (* 1934), US-amerikanischer Geistlicher, emeritierter Bischof von Spokane
- Skymnos, griechischer Geograph der Antike
- Skypalová, Kateřina (* 1999), tschechische Hammerwerferin
- Skyrme, Tony (1922–1987), britischer theoretischer Physiker und Hochschullehrer
- Skyrms, Brian (* 1938), US-amerikanischer Philosoph
- Skythes, attischer Vasenmaler
- Skytøen, Lars (1929–2016), norwegischer Gewerkschaftsführer und Politiker
- Skyttä, Naatan (* 2002), finnischer FußballspielerNaatan Skyttä (* 2002)

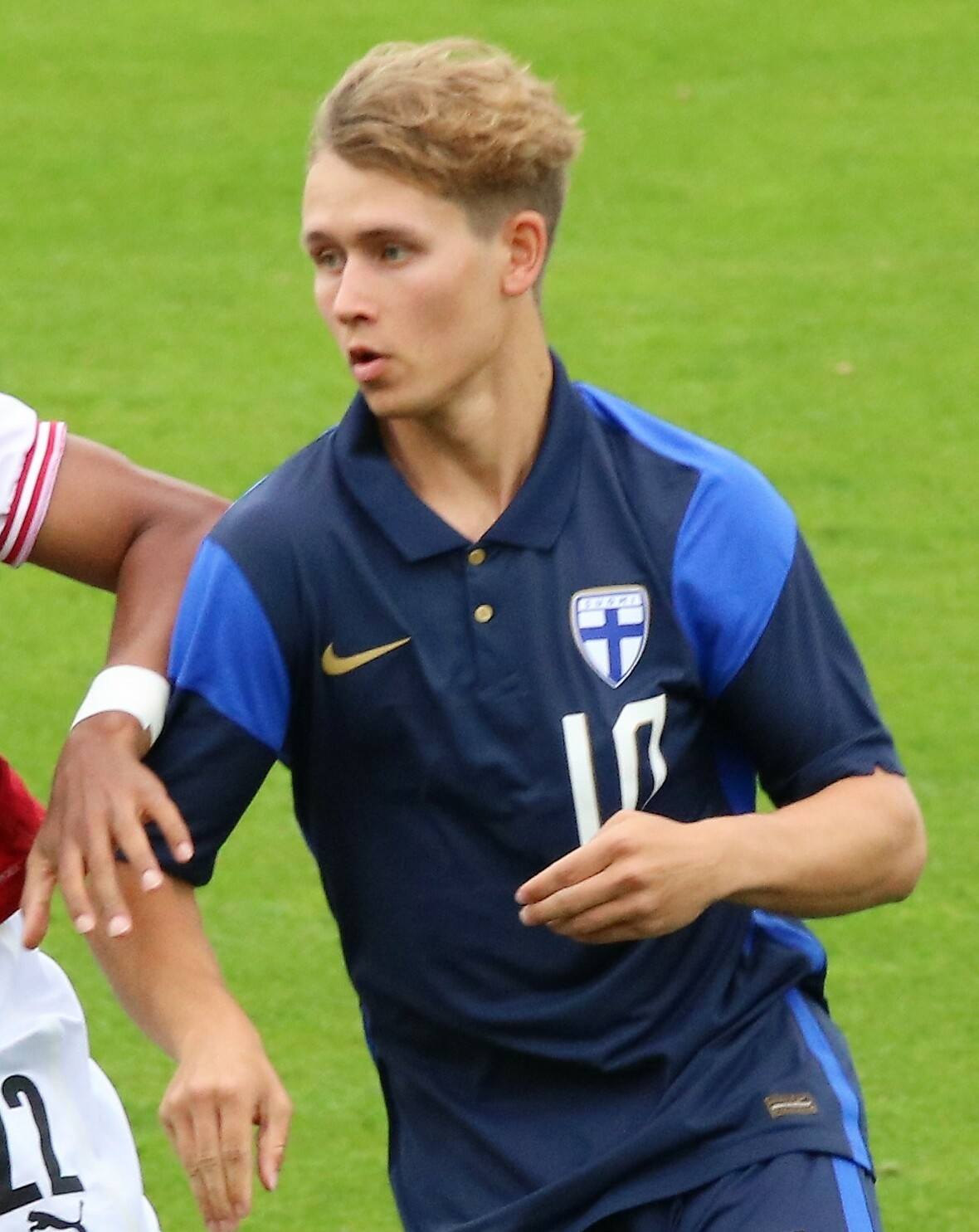
Naatan Skyttä (* 2002)

- Skytte, Bengt (1614–1683), schwedischer Diplomat, Politiker und Sprachwissenschaftler
- Skytte, Carl Gustaf (1647–1717), schwedischer Vizegouverneur in Schonen (1716 bis 1717)
- Skytte, Johan (1577–1645), schwedischer Politiker
- Skytte, Karl (1908–1986), dänischer Politiker (Venstre), Mitglied des Folketing
- Skytte, Sammy (* 1997), dänischer Fußballspieler
- Skyttedal, Sara (* 1986), schwedische Politikerin, MdEP